# Senftenberg
Senftenberg, niedersorbisch Zły Komorow, ist eine Mittelstadt im Süden Brandenburgs. Sie ist die Kreisstadt des Landkreises Oberspreewald-Lausitz und befindet sich an der Schwarzen Elster sowie am Senftenberger See, der einer der größten künstlich angelegten Seen Deutschlands ist. Senftenberg selbst liegt in der Niederlausitz und ist deren viertgrößte Stadt, während sich einige 2001 eingegliederte Ortsteile in der Oberlausitz befinden.
Seit dem 9. September 2016 trägt Senftenberg in den an den Senftenberger See grenzenden Ortsteilen Senftenberg-Kernstadt, Großkoschen (mit dem Gemeindeteil Kleinkoschen) und Niemtsch das Prädikat Staatlich anerkannter Erholungsort. Die Stadt befindet sich am Westrand des amtlichen Siedlungsgebietes der Sorben/Wenden.

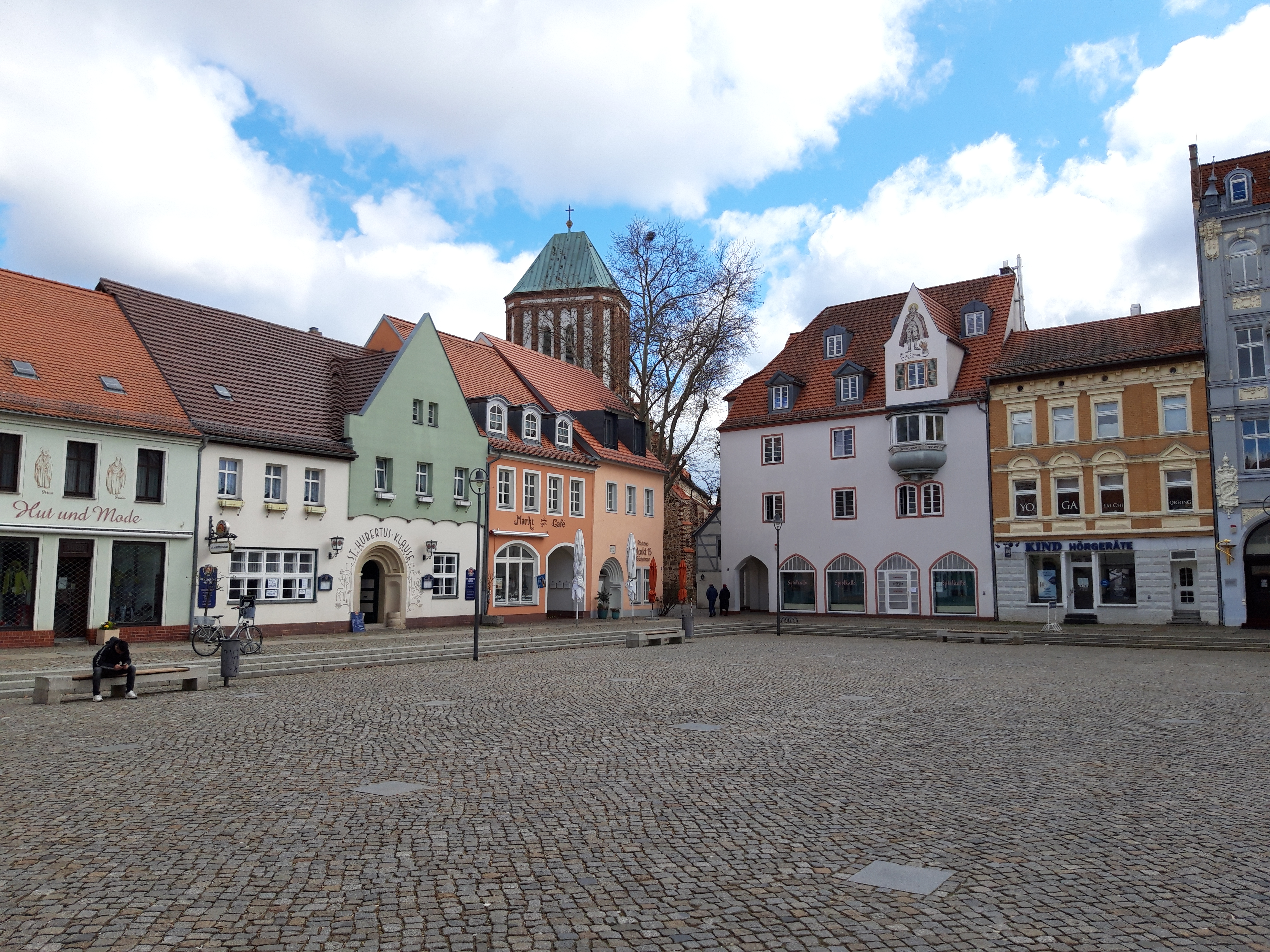
Marktplatz mit Blick zur Peter-Paul-Kirche

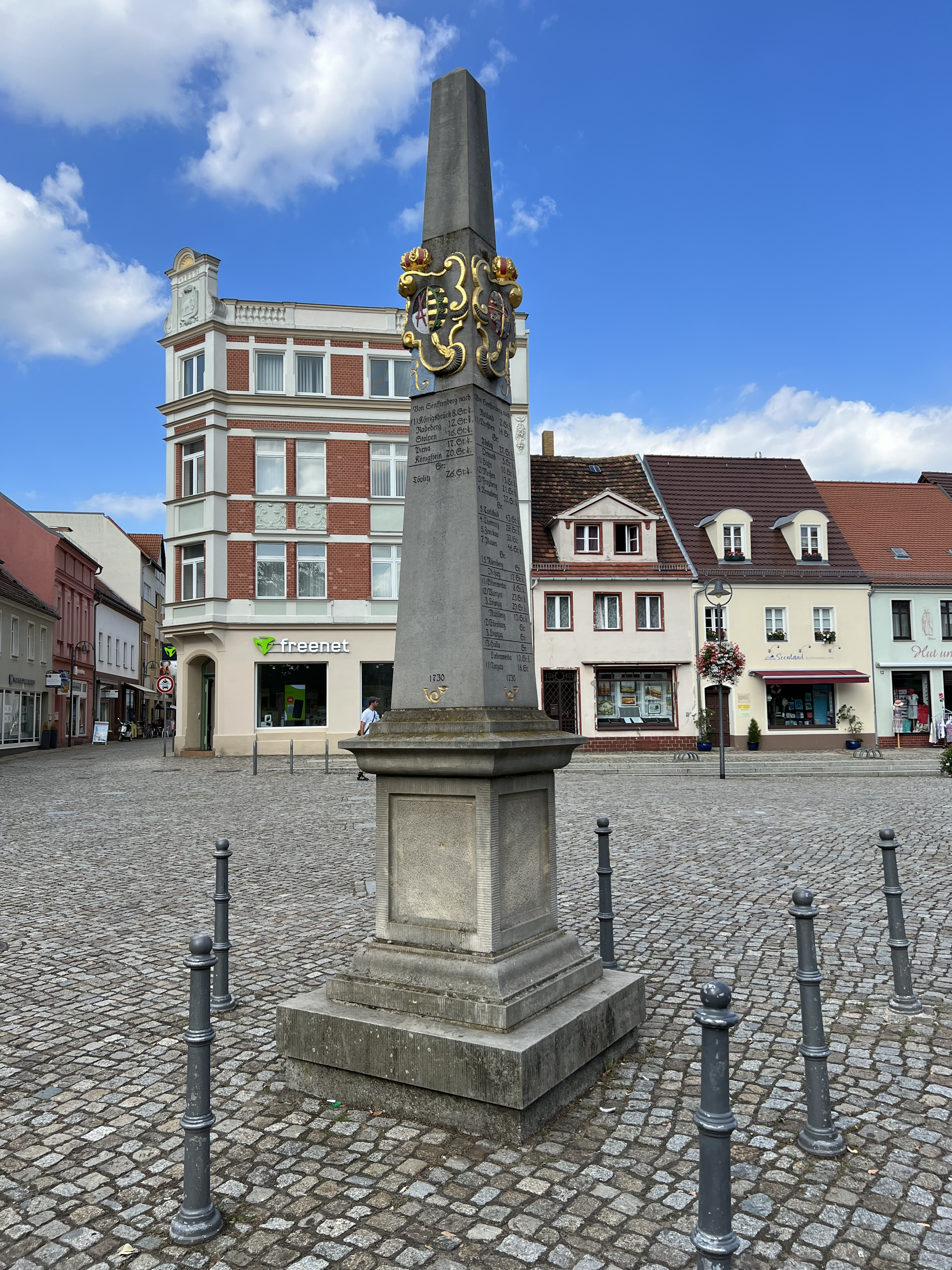
Postmeilensäule auf dem Marktplatz

## Geografie

### Geografische Lage
Senftenberg befindet sich im Süden des Bundeslands Brandenburg in der Grenzregion zu Sachsen. Während die Kernstadt, Brieske, Sedlitz sowie Groß- und Kleinkoschen zur Niederlausitz gezählt werden, befinden sich Niemtsch, Peickwitz und Hosena bereits in der Oberlausitz. Senftenberg liegt etwa 40 Kilometer südwestlich von Cottbus und etwa 60 Kilometer nördlich von Dresden.

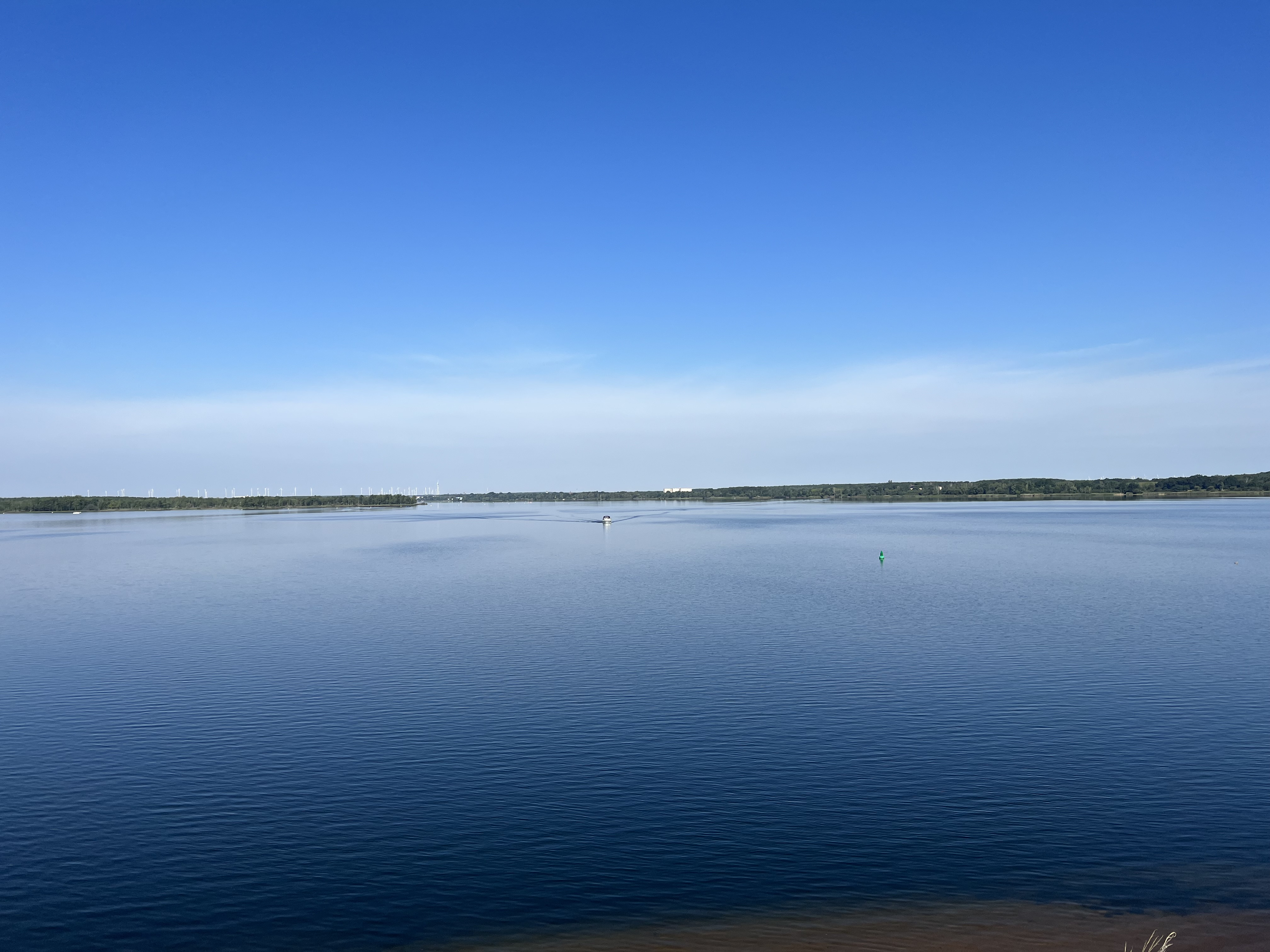
Ansicht des Senftenberger Sees vom Aussichtspunkt Koschener Kanal in Großkoschen

Die Stadt liegt an der Schwarzen Elster und am Senftenberger See. Senftenberg bildet mit Hoyerswerda den Kern des Lausitzer Seenlandes. Dabei handelt es sich um die künftig größte künstliche Seenplatte Europas mit einer Gesamtausdehnung von Westen nach Osten von ungefähr 80 Kilometern, von Norden nach Süden (je nach Abgrenzung) zwischen 32 und 40 Kilometern.
Das Stadtgebiet ist Teil der Ruhland-Königsbrücker Heide und gehört damit zur Landschaft des Oberlausitzer Heidelands.

### Nachbarstädte und -gemeinden

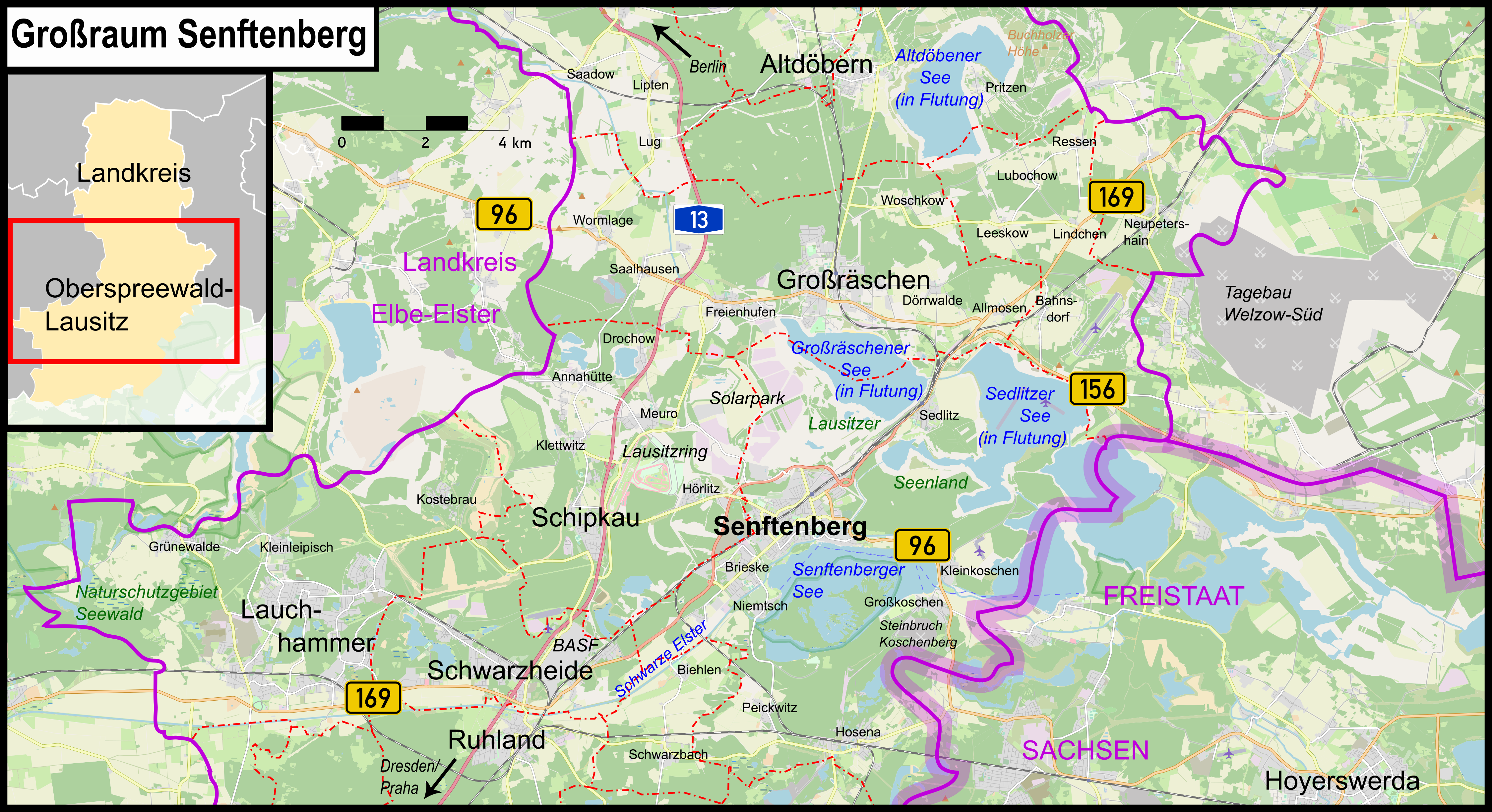
Umgebungskarte von Senftenberg

Die Senftenberger Nachbarstädte und -gemeinden vom Nordosten ausgehend über Westen bis nach Süden gehören zum Landkreis Oberspreewald-Lausitz. Die nördliche Nachbarstadt Senftenbergs ist Großräschen, jedoch getrennt durch den entstehenden Großräschener See. Im Nordosten grenzt die Gemeinde Neu-Seeland des Amts Altdöbern und im Nordwesten die Gemeinde Schipkau an. Die westliche Nachbarstadt ist Schwarzheide, im Südwesten liegen die Stadt Ruhland und das Amt Ruhland. Südlich benachbart ist die Gemeinde Hohenbocka, die ebenfalls zum Amt Ruhland gehört.
In südöstlicher und östlicher Richtung liegen bereits sächsische Städte und Gemeinden des Landkreises Bautzen, so im Osten die Gemeinde Elsterheide mit den Ortsteilen Geierswalde und Klein Partwitz und im Südosten die Stadt Lauta mit ihren Ortsteilen. Geierswalde und Klein Partwitz liegen an den nach ihnen benannten Seen, dem Geierswalder und dem Partwitzer See, die aus ehemaligen Tagebauen entstehen.

### Geologie
Das Senftenberger Stadtgebiet befindet sich auf einer sandbedeckten Platte auf dem Grauwackemantel des Lausitzer Granitmassivs. Diese Grauwacke tritt an manchen Stellen direkt zu Tage und bildet mit dem Koschenberg die höchste Erhebung der Elsterniederung.
Senftenberg liegt im Lausitzer Urstromtal der Schwarzen Elster, das ein Teil des Breslau-Magdeburger Urstromtales ist. Tagebautätigkeiten gestalteten seit der zweiten Hälfte des 19. Jahrhunderts die Landschaft dieses Urstromtals und der angrenzenden Sander vollkommen um. Die ältesten Gesteine entstammen dem jungen Präkambrium und sind etwa 600 bis 700 Millionen Jahre alt. Dabei handelt es sich um metamorphe Grauwacke in 150 bis 200 Metern Tiefe. Darüber gibt es eine Schichtlücke, die das Zeitalter vom Paläozoikum bis zum Mesozoikum umfasst. Diese ist auf fehlende Sedimentation oder auf Erosion zurückzuführen. Darüber lagern tertiäre Sedimente, in denen vier Braunkohleflöze eingelagert sind. Das jüngste ist das Lausitzer Oberflöz (1. Lausitzer Flözhorizont), das bereits in den vergangenen 120 Jahren vollständig abgebaut wurde. Dieses Flöz hatte eine durchschnittliche Mächtigkeit von 22 Metern. Das Lausitzer Unterflöz (2. Lausitzer Flözhorizont) ist durch pleistozäne Erosion durch das eiszeitliche Schmelzwasser in eine Vielzahl von Feldern zerschnitten worden. Der 3. Lausitzer Flözhorizont ist in der Senftenberger Gegend nicht stark ausgeprägt; teilweise besteht er nur aus Schluff.
Der vierte und älteste Flözhorizont wird aufgrund seiner tiefen Lage nicht abgebaut. Über diesem Flözhorizont lagerten sich die Spremberger Schichten (helle Tone und grobe Sande) ab. Diese bildeten sich durch die Heraushebung und einsetzende Verwitterung des Oberlausitzer Berglandes. Das abgetragene Material wurde nach Norden in das tertiäre Meer transportiert, das die Gegend um Senftenberg bedeckte. Über den Spremberger Schichten lagern der Braunkohleschluff (3. Flözhorizont) und darüber die Briesker Schichten. Dabei handelt es sich um 30 bis 40 Meter hohe Meeressedimente (Glimmersande). Diese Schichten werden vom 2. Flözhorizont bedeckt, der durch die Raunoer Schichten abgeschlossen wird. Die Raunoer Schichten bestehen aus hellem Ton und Quarzsand und entstanden durch erneute Hebungen im weiter südlich gelegenen Oberlausitzer Bergland. Darüber lagerte das jüngste Kohleflöz, das von pleistozänen Sanden mit einer Mächtigkeit von 10 bis 15 Metern bedeckt war.

## Stadtgliederung

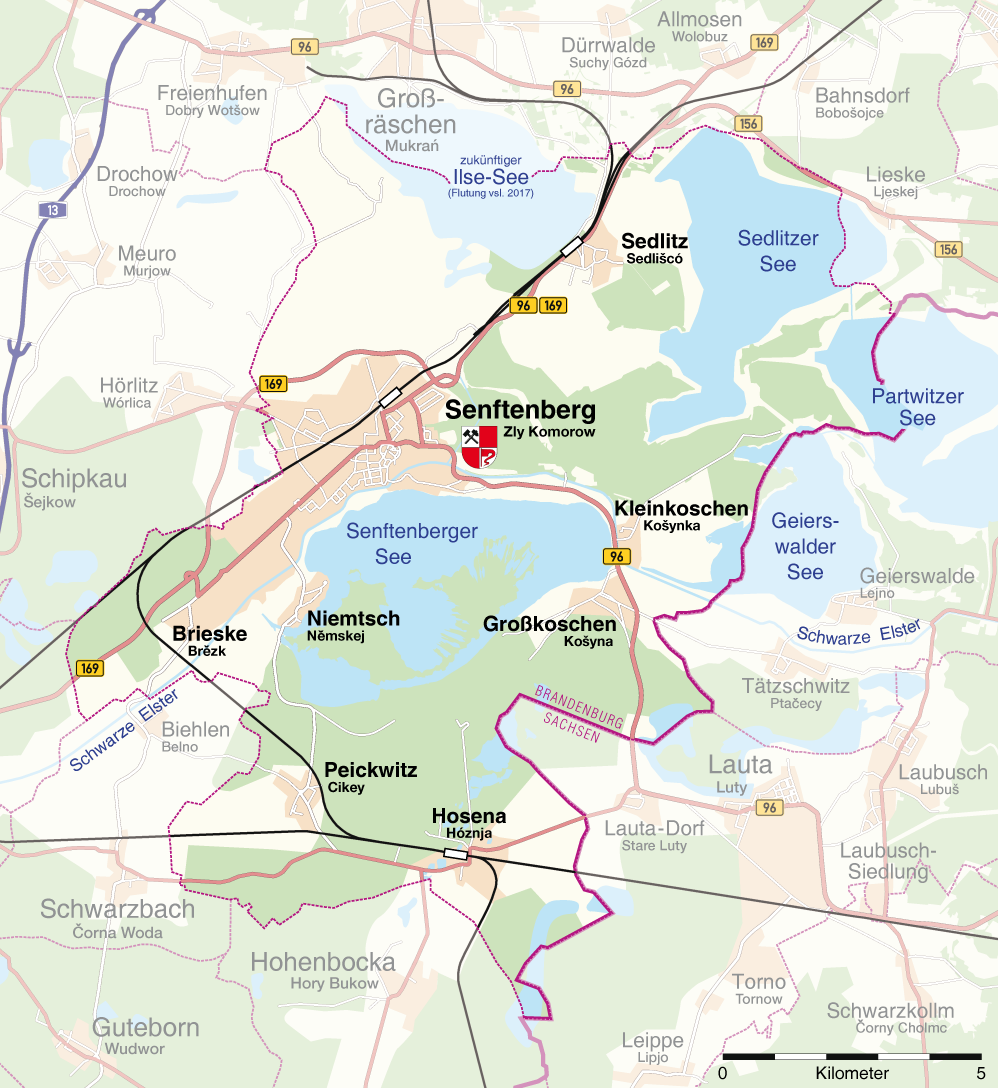
Lage Senftenbergs

Zur Stadt Senftenberg gehören folgende Ortsteile, bewohnten Gemeindeteile und Wohnplätze (amtliche niedersorbische Namen in Klammern):
- Brieske (Brjazki) mit den Wohnplätzen Ausbau (Wutwaŕki) und Brieske Dorf (Brjazki Wjas)
- Großkoschen (Kóšyna) mit dem Gemeindeteil Kleinkoschen (Kóšynka) und dem Wohnplatz Wochenendhausgebiete Waldeck (Wobceŕki Kóńctyźeńskich Wjažkow pód Gólu)
- Hosena (Hóznja) mit dem Wohnplatz Koboldmühle (Kobołtowy Młyn)
- Niemtsch (Nimješk)
- Peickwitz (Tśikojce) mit dem Wohnplatz Hostenmühle (Hozdny Młyn)
- Sedlitz (Sedlišćo)

Zur Kernstadt Senftenberg gehört zudem der Wohnplatz Buchwalde (Bukojna).
Des Weiteren existiert im Gebiet der Kernstadt die Gemarkung Reppist (Rěpišćo) mit den verbliebenen Gebäuden des Ortes, Reppist wird jedoch nicht mehr im Ortsteilverzeichnis gelistet. Auch die früheren Wohnplätze Brieske Ost (Brjazki Pódzajtšo), Laugkfeld (Ług), Peickwitz Flur (Na Tśikojskich) und Siedlung (Sedlišćo) werden ebenfalls nicht mehr amtlich geführt. Mit dem Stadtgebiet verschmolzen sind die bis zur Mitte des 20. Jahrhunderts eingemeindeten ehemaligen Vororte Buchwalde, Jüttendorf (Wjaska), Thamm (Gat) sowie Neusorge (Nowe Městko).

## Geschichte

### Ortsname
Der Name der Stadt leitet sich vom mittelhochdeutschen Wort für „sanft am Berg“ ab, da die Stadt von Hügeln und Bergen, wie zum Beispiel dem Koschenberg im Südosten und den Raunoer Bergen im Norden, umgeben war; eine Namensübertragung durch die Siedler ist ebenso denkbar.
Eine ältere, heute aber nicht mehr als gültig angesehene Erklärung für den Namen der Stadt stellt die Ableitung von „sumpftenburg“ dar. Die Teilwörter sumpften und Burg sollten die naturräumlichen Gegebenheiten der Stadtentwicklung erklären. Die Burg, in deren Schutz sich die Stadt entwickelte, war von den Sumpfgebieten Laugk und Haag umgeben. Die Flüsse Schwarze Elster, Storchelster und Wolschinka speisten die Sümpfe, so dass Senftenberg wie eine Insel von Wasser und Sümpfen umgeben war.
Der sorbische Name Senftenbergs lautet Zły Komorow. Dafür gibt es die beiden möglichen Übersetzungen „Schlimmer Mückenort“ und „Schlimme Kammer“. Die erste Variante ist auf die naturräumliche Lage Senftenbergs in Sumpfgebieten und das damit verbundene starke Auftreten von Mücken zurückzuführen (altsorbisch komor, komar = „Mücke“). Variante zwei leitet Komorow von Kammer (sorb. komora, komorkaide) ab und bedeutet in diesem Falle „Gerichtsstand“ oder „Gericht“.

### Geschichte

#### Ur- und Frühgeschichte
Bereits in der Jungsteinzeit siedelten Menschen in der Gegend um Senftenberg und im Elstertal. Darauf weisen Steinwerkzeuge hin, die bei Grabungsarbeiten in der Schmiedestraße gefunden wurden.
Urnen- und Buckelurnenfunde (z. B. am Koschenberg) weisen auf eine Besiedlung während der Bronze- und frühen Eisenzeit (900 bis 500 v. Chr.) hin. Bei Tagebauarbeiten wurde im Laugk 1931 ein Ringwall mit Pfostenhäusern aus der letzten Periode der frühen Eisenzeit entdeckt. Die Siedlungsscherben sind dem Billendorfer Typ zuzuordnen. Diese Siedlung war durchgehend von ungefähr 650 Personen bewohnt. Die Grabungen am Burgwall von Senftenberg leitete Alfred Götze aus Berlin.

#### Mittelalter
Senftenberg wurde im Zuge der deutschen Ostsiedlung gegründet. Die Siedlung Senftenberg entwickelte sich im Schutze einer Burg (heute das Schloss der Festungsanlage), die deutsche Ritter errichteten. Die Stadt lag westlich der Burganlage und war planmäßig angelegt. Sie besaß einen kreisförmigen Grundriss, die Häuser waren um den trapezförmigen Marktplatz angeordnet. Durch Senftenberg führte von West nach Ost die Via Regia Lusatiae Inferioris (Niederstraße). Da die Stadt im Norden und Osten durch Gewässer (Schwarze Elster und Storchelster) und Sümpfe (z. B. den Laugk) geschützt war, verlief die Stadtmauer südlich und westlich der Stadt mit jeweils einem Stadttor im Osten und Westen. Das Stadttor im Westen hieß Kreuztor und das im Osten Schlosstor. Die Bezeichnung des Kreuztores und der davon zum Markt führenden Kreuzstraße leiten sich von der Kapelle Zum Heiligen Kreuz ab, die unweit im Vorort Jüttendorf stand.

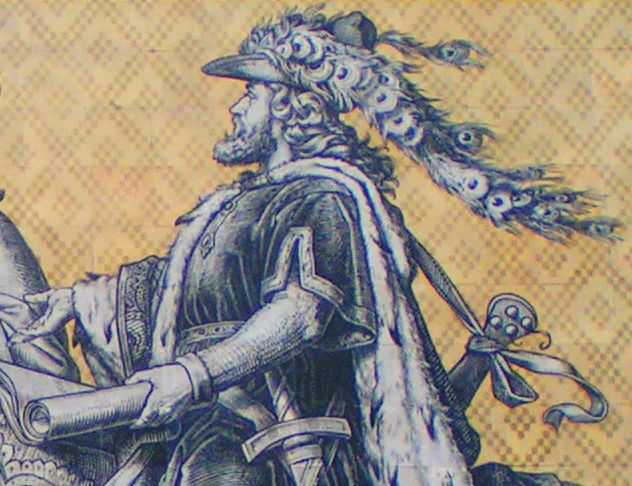
Heinrich der Erlauchte (Darstellung auf dem Dresdner Fürstenzug)

Die älteste nachweisliche Erwähnung Senftenbergs findet sich in einer am 6. Oktober 1279 unterzeichneten Urkunde. Diese befindet sich heute im Brandenburgischen Hauptstaatsarchiv Potsdam. Darin bescheinigte Markgraf Heinrich der Erlauchte dem Kloster Dobrilugk den Erwerb des Dorfes Dobristroh von Otto von Schlieben. Die Lage des Ortes wird mit zwischen civitatem Calowe et Sennftenberc angegeben. Im Jahr 1301 wird Senftenberg erstmals als oppidum et castrum bezeichnet. Die Einwohner lebten vorwiegend vom Acker-, Obst- und Weinbau sowie von der Fischerei. Die Handwerker (Töpfer, Böttcher, Leineweber und Korbmacher) produzierten hauptsächlich für den eigenen Bedarf. Die Niederungen der Schwarzen Elster ermöglichten nur wenig ertragreiche Ernten. Deshalb bewegte sich die Einwohnerzahl im Mittelalter nur zwischen etwa 300 und 400 Einwohnern. Im Jahr 1423 wurden die Senftenberger Ratsherren erstmals genannt. Die Stadt war in Viertel eingeteilt, jedem Viertel stand ein Viertelmeister oder Ratsverwandter vor. Er vertrat die Interessen seines Viertels vor dem Rat, sorgte für die Einhaltung der städtischen Ordnung und übernahm die Organisation seines Viertels bei der Brandbekämpfung oder Stadtverteidigung.

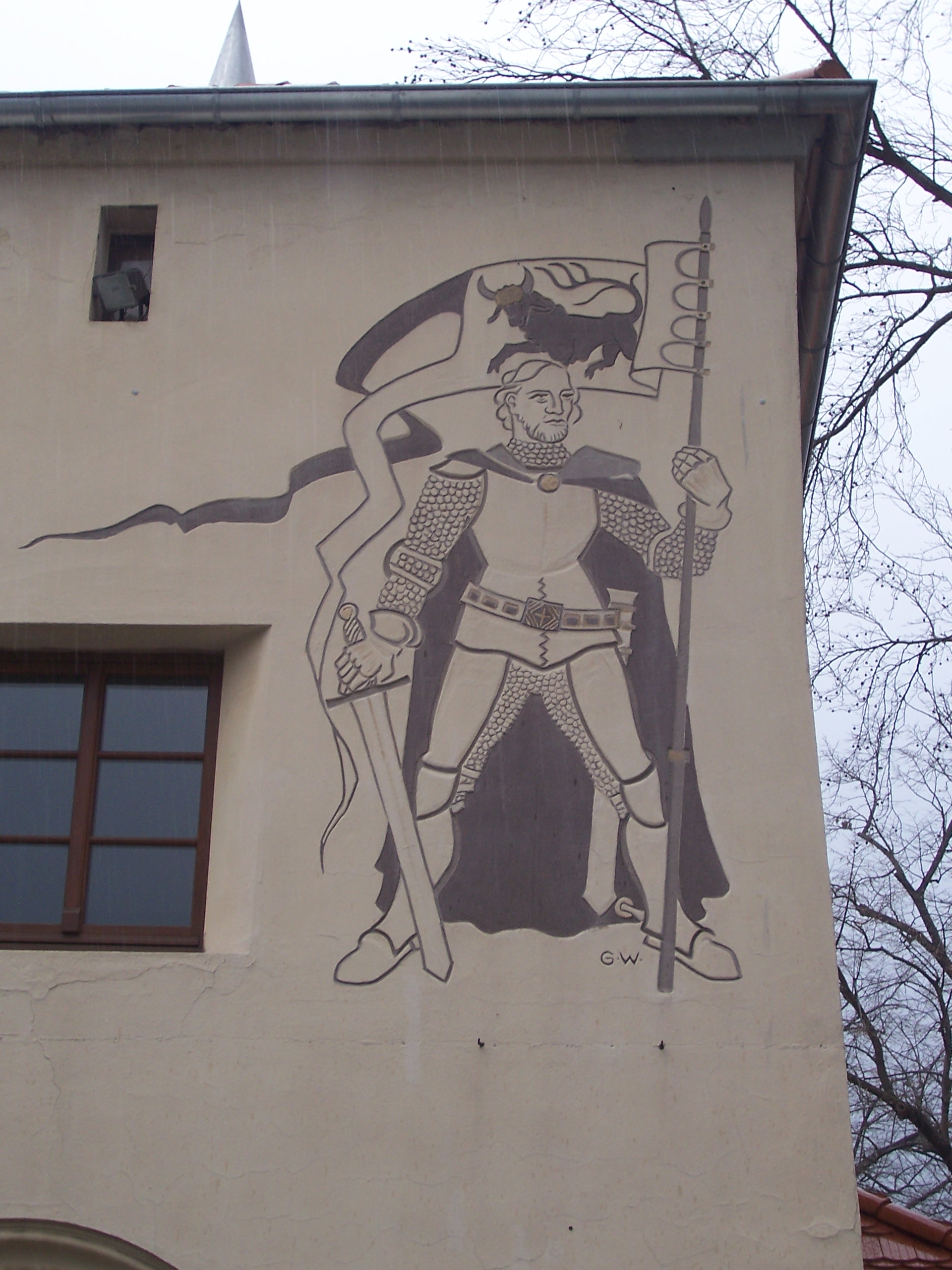
Hans von Polenz (Darstellung auf der Galerie am Schloss in Senftenberg)

Im Jahr 1290 werden Johann und Konrad von Senftenberg als erste Besitzer der Burg genannt. Nach kurzer brandenburgischer Herrschaft Anfang des 14. Jahrhunderts galt die Stadt Senftenberg wie die gesamte Lausitz ab 1368 als böhmischer Besitz. Unter den Herren von Penzig und von Gorenz war die Burg Senftenberg zu Beginn des 15. Jahrhunderts ein Raubnest. Im Jahr 1413 übernahm der Landvogt und spätere Pfandinhaber (ab 1422) der Niederlausitz, Hans von Polenz, den Ort mit der gesamten Markgrafschaft. Hans von Polenz besaß bereits seit 1406 einen Teil von Senftenberg, er setzte dem Raubrittertum ein Ende. Als die Hussiten auf ihren Kriegszügen in die Niederlausitz eindrangen, blieb der Ort Senftenberg 1431 von Plünderungen verschont. Hans von Polenz' Verwandter, Nickel von Polenz (welcher der Vormund der Söhne des 1437 verstorbenem Landvogtes Hans von Polenz war), verkaufte 1448 die Stadt und Herrschaft Senftenberg an die Wettiner unter Herzog Friedrich II. Hiernach gehörte der Ort fast 400 Jahre zu Sachsen.
Im Jahr 1453 bestätigte die Frau des sächsischen Kurfürsten Friedrich des Sanftmütigen Margaretha von Österreich Senftenberg das Recht, einen Jahrmarkt vor Sankt Galli (16. Oktober) abzuhalten.

#### Frühe Neuzeit

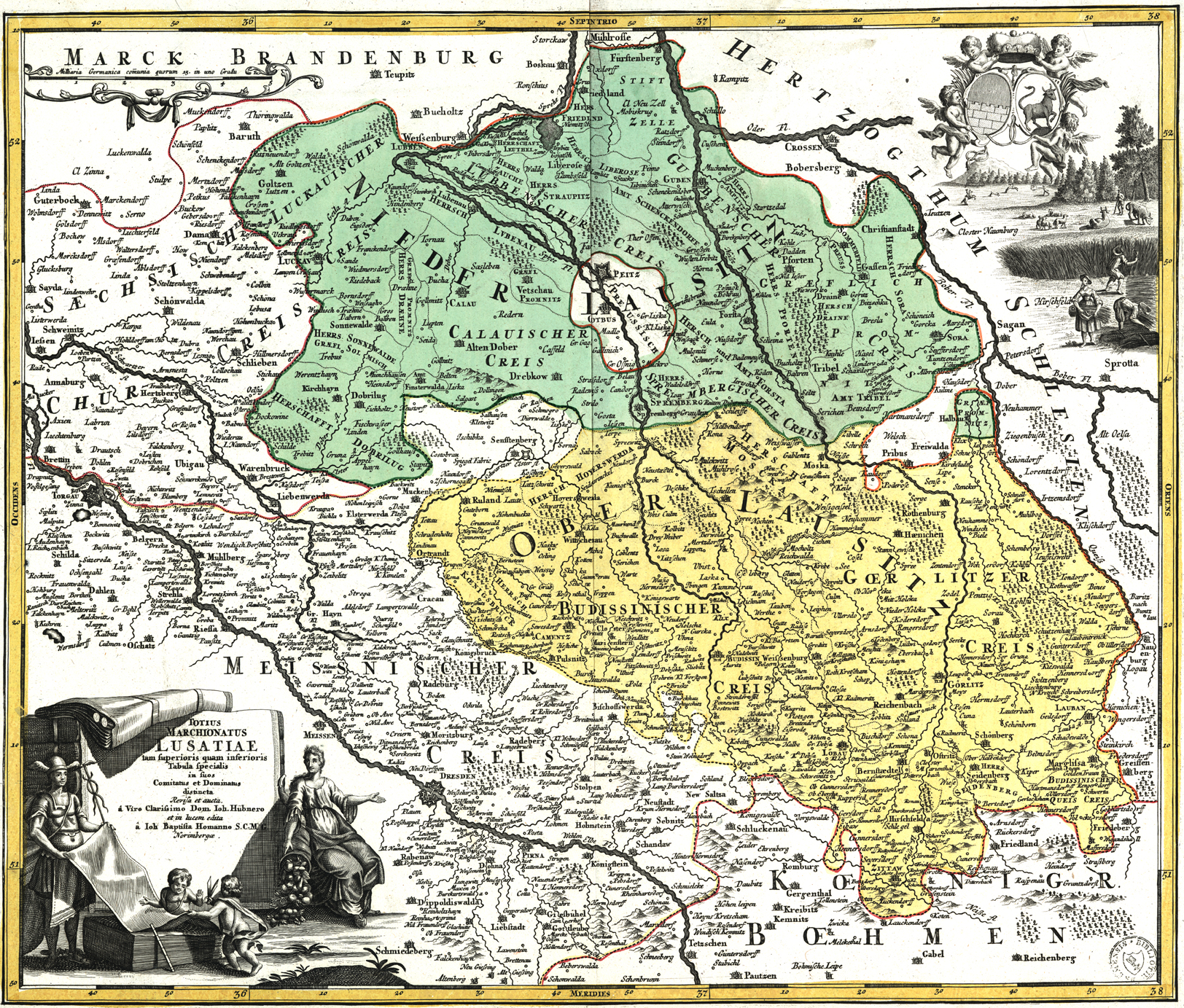
Karte der Lausitz aus dem 18. Jahrhundert. Senftenberg als sächsische Grenzstadt mit Festung dargestellt

Die sächsischen Kurfürsten ließen die alte Burg nach italienischem Vorbild unter dem Amtshauptmann Hans von Dehn-Rothfelser und dem Italiener Graf Rochus von Lynar zu einer moderneren Verteidigungsanlage ausbauen.
Die Reformation in Senftenberg begann 1539. Im Jahr 1550 belehnte der Kurfürst den sächsischen Minister Georg von Carlowitz mit dem Amt Senftenberg. Er ließ eine hölzerne Röhrfahrt anlegen, die die Senftenberger Brunnen mit Trinkwasser versorgte. Das Wasser gelangte aus den nördlich von Senftenberg gelegenen Weinbergen aus dem Flurstück Soienza in der Nähe des Ortes Sauo nach Senftenberg. Die Röhrfahrt blieb bis in das 19. Jahrhundert bestehen. Die älteste erhaltene Darstellung Senftenbergs und des Schlosses stammt aus dem Jahr 1628. Dabei handelt es sich um eine vom sächsischen Baumeister Wilhelm Dilich gefertigte Federzeichnung.
Im Jahr 1512 wird erstmals ein Rathaus als Sitz des Amtshauptmanns Dehn-Rothfelser erwähnt. Die Stadtbrände 1641 und 1670 zerstörten dieses Rathaus. Nachdem ein erneuter Stadtbrand das 1680 neu gebaute Rathaus im Jahre 1717 beschädigte, wurden dessen Reste im selben Jahr abgetragen und ein kleines schmuckloses Ratsgebäude errichtet. Während des Dreißigjährigen Krieges mussten das Schlosstor und Teile der Stadtmauer auf Befehl des Kurfürsten 1642 aus strategischen Gründen abgetragen werden.
Im 16., 17. und frühen 18. Jahrhundert hemmten zahlreiche Katastrophen die Entwicklung Senftenbergs. So zerstörten große Brände (1509, 1512, 1525, 1530, 1641, 1670 und 1717) die Stadt mehrfach vollständig. Die Pest, die u. a. in den Jahren 1567 und 1630 ausbrach, dezimierte die Bevölkerung der Stadt. Die Bevölkerung hatte unter den großen Kriegen der damaligen Zeit zu leiden. Im Dreißigjährigen Krieg quartierten sich schwedische Truppen in Senftenberg ein. Im Jahr 1641 kam es zu einem kleinen Gefecht mit den Schweden in der Soienza bei Sauo, dabei starben 15 Senftenberger. In den Jahren 1679 und 1686 hatten die Einwohner unter großen Dürreperioden zu leiden. Im Nordischen Krieg folgten erneute Truppeneinquartierungen, so 1704/1705 russischer und 1706/1707 schwedischer Truppen. Im Siebenjährigen Krieg litt die Stadt erneut unter Kontributionen und Einquartierungen; am schlimmsten war ein dreitägiges preußisches Feldlager mit 46.000 Mann auf der Senftenberger Feldmark.
Während der Befreiungskriege kam es unweit des Alten Friedhofs zu einem Erkundungsgefecht zwischen Husaren des Freikorps Hellwig und Truppen des französischen Marschalls Ney.

#### Vom Wiener Kongress bis zur Industrialisierung

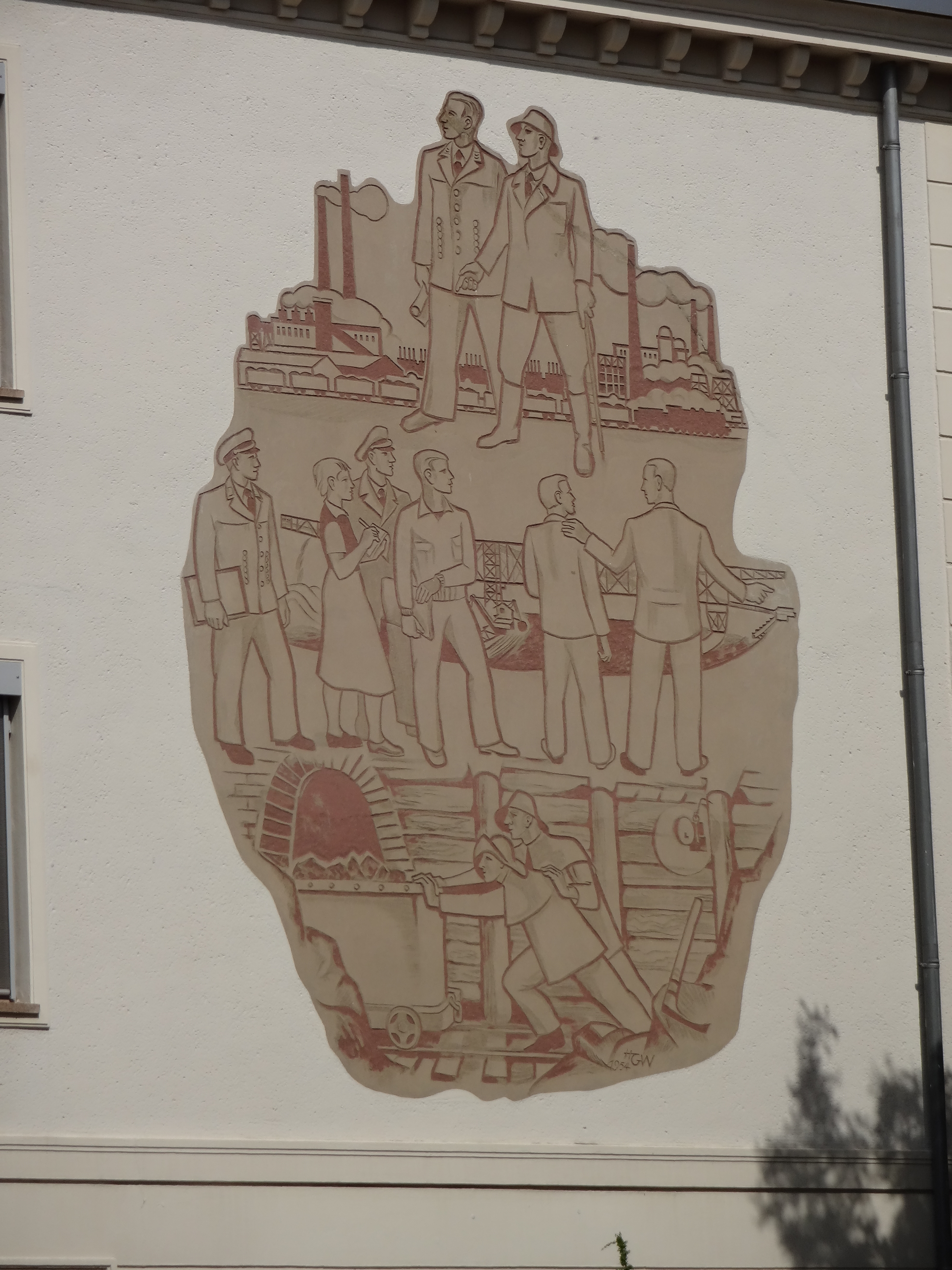
Wandbild „Geschichte des Bergbaus“ an einem Gebäude der BTU Cottbus-Senftenberg

Im Ergebnis des Wiener Kongresses verloren die Wettiner 1815 das sächsische Amt Senftenberg an Preußen. Ende des 19. Jahrhunderts und während des gesamten 20. Jahrhunderts erlebte die Stadt ein enormes Wachstum durch den Braunkohlebergbau, der zunächst unter, dann über Tage stattfand. Durch den Tagebau wurde die Schwarze Elster mit ihrer Artenvielfalt in den Auen in das nördlich fließende Bett der Sornoer Elster gezwängt; durch die Senkung des Grundwasserspiegels wurden die grundwassernahen und sumpfigen Niederungen trockengelegt.
Während der Separation wurden in Senftenberg die Grundstücke so verteilt, dass jeder Ackerbauer ein Stück Ackerland, Wiese und Wald bekam. Die Separation wurde unter der Amtszeit von Bürgermeister Moritz Blankenberg (Amtszeit: 1845–1889) abgeschlossen. Die Äcker lagen im Nordwesten und Südwesten der Stadt im Viertel an der Windmühle und in der Dubina. Die Wiesen befanden sich östlich und nordöstlich der Stadt in den Sumpfgebieten des Laugk. Die Namen der Flurstücke sind zum Teil sorbischen Ursprungs und weisen auf natürliche Besonderheiten hin, so bezeichnet Dubina einen Ort, an dem Eichen wachsen, und Laugk den Ruf der Frösche. Im Laugk stachen die Bauern Torf. Er war von Kanälen durchzogen. Mit Kähnen (ähnlich den Spreewaldkähnen) konnten die Bauern auf diesen Kanälen ihre Waren zum Markt transportieren. Im Norden der Stadt lagen die Senftenberger Weinberge. Neben den Ackerbauern gab es in Senftenberg auch Handwerker. Das am häufigsten anzutreffende Handwerk war die Gerberei. Dies war bedingt durch die in der Niederlausitz betriebene Schafzucht und wurde zudem durch die vorhandenen großen Mengen sauberen Wassers begünstigt, das für das Gerberhandwerk benötigt wurde. Auf Grund des Wassers gab es zahlreiche Färber.

Karte von Senftenberg und Umgebung (um 1815)

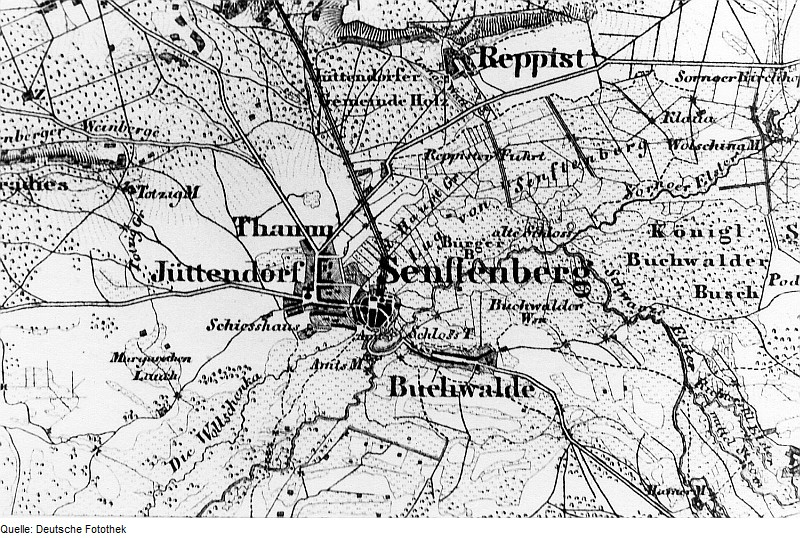
Gegend um Senftenberg um 1850

Um 1860 wurde bei Senftenberg Braunkohle entdeckt. Der Senftenberger Mühlenmeister Heinrich Schönerstedt ließ im April 1866 den Schacht Heinrich teufen. Der Abbau der Braunkohle erfolgte unter Tage im Pfeilerbruchbau. Die Henkelschen Kohlewerke Senftenberg erwarben 1869 den Schacht und weitere Lagerstätten in der Raunoer Hochebene. Im selben Jahr nahm der Förderstollen Emilia der Henkelschen Werke seinen Betrieb auf. In den folgenden Jahren nahmen Gruben und Brikettfabriken ihre Tätigkeit auf. Mit dem Aufschluss von Tagebauen verlor der bis zum Ersten Weltkrieg dominierende Tiefbau an Bedeutung. Im Jahr 1906 schloss die Ilse Bergbau AG den Tagebau Marga bei Brieske auf und begann mit dem Abbau der Braunkohle aus dem Lausitzer Unterflöz.
In den 1870er Jahren wurde Senftenberg aufgrund der Bedürfnisse des Tagebaus an das Eisenbahnnetz angeschlossen. Das Bahnhofsgebäude wurde 1869 im Norden der Stadt gebaut, dadurch dehnte sich die Stadt über den bisherigen Altstadtring in diese Richtung aus. An der von 1852 bis 1856 ausgebauten Kreischaussee der späteren Bahnhofstraße entstanden erste Gärten und in einiger Entfernung Wohnhäuser. Der angrenzende Laugk wurde durch die Verlegung der Schwarzen Elster entwässert; damit wurde weiteres Siedlungsland gewonnen. Die Bahnhofsstraße war zur damaligen Zeit noch von Kanälen umgeben. Im Jahr 1899 wurden diese Gräben aufgrund des zurückgehenden Grundwassers zugeschüttet. In den Jahren 1882/83 wurde an der Bahnhofstraße ein Kaiserliches Postamt gebaut. In den 1920er Jahren entstanden Wohnhäuser an der Bahnhofstraße und verdrängten die Gärten. Die Straße wurde mit Bäumen bepflanzt und zu einer prächtigen Allee ausgebaut. Durch die sich ausbreitende Stadt hatte die alte Stadtbefestigung ihre Bedeutung verloren und wurde allmählich abgetragen; so wurde beispielsweise das Kreuztor 1848 entfernt, da im Jahr zuvor ein Fuhrmann mit seinen Wagen darin stecken blieb.
Unter Bürgermeister Karl Ziehm (Amtszeit: 1896–1913) wurden die Straßen gepflastert; Senftenberg bekam einen Anschluss an das Gasnetz und eine neue Wasserversorgung. Im Mai 1910 wurde das Gerichtsgebäude eingeweiht. Bürgermeister Emil Kieback (Amtszeit: 1913–1917) plante die Kanalisation, dieses Projekt setzte sein Nachfolger Albert Seedorf (Amtszeit: 1918–1930) um. Unter Seedorf wurde gleichfalls der Stadtomnibusverkehr eingerichtet und Senftenberg an die Telefonleitung Berlin–Wien angeschlossen. Das Gebiet um das Senftenberger Schloss wurde ab 1912 zu einem Stadtpark ausgebaut.
Die Industrialisierung und der damit verbundene Zuzug fremder Arbeiter verdrängte das zuvor vorherrschende Sorbische nahezu vollständig.
Im Jahr 1928 fasste die Ratsversammlung den Beschluss, das 1717 gebaute Rathaus durch einen Neubau zu erweitern. Bereits im September 1928 wurde der Turmknopf mit einem Durchmesser von 35 Zentimetern aufgesetzt. Am 1. Januar 1929 wurde der Bau eingeweiht.

#### Nationalsozialismus und Zweiter Weltkrieg
Am 30. März 1933 musste Bürgermeister Herrmann Lindemann (ehemals SPD) zurücktreten, sein Amt übernahm Erich Beiche kommissarisch.
Nach der Eingemeindung der im Westen und Nordwesten liegenden Vorstädte Jüttendorf und Thamm dehnte sich Senftenberg in den 1930er Jahren Richtung Südwesten aus. Die Vogelsiedlung im Südwesten und die Siedlung Beim Kreuzchen im Westen der Stadt entstanden. Im Nordosten der Stadt baute die Hallesche Pfännerschaft im trockengelegten Laugkfeld Braunkohle ab.
Zu Beginn der Zeit des Nationalsozialismus richtete die SA in der Turnhalle der ehemaligen Realschule in der Schulstraße das Konzentrationslager Senftenberg ein, in dem mehr als 265 Gegner der Nazis aus der KPD, der SPD und den Gewerkschaften interniert und gefoltert wurden. Am 9. November 1938 kam es in Senftenberg wie in vielen anderen deutschen Städten zu Übergriffen auf jüdische Bürger und Plünderungen von Geschäften. Die Menschen wurden zum Teil auf den Marktplatz getrieben und waren körperlichen Übergriffen und Beschimpfungen ausgesetzt. Ein tragisches Beispiel ist der Rechtsanwalt Rudolf Reyersbach. Er wurde von seinem Haus über die Bahnhofstraße bis zum Markt geschleift und am Boden liegend getreten. An den Folgen des Übergriffs starb er auf der Polizeiwache. Im Gedenken an ihn wurde zu DDR-Zeiten die Straße, in der er lebte, nach ihm benannt. Sie trägt noch heute seinen Namen. Andere wurden, wie Saul Rosenzweig, in das Konzentrationslager Buchenwald verschleppt.

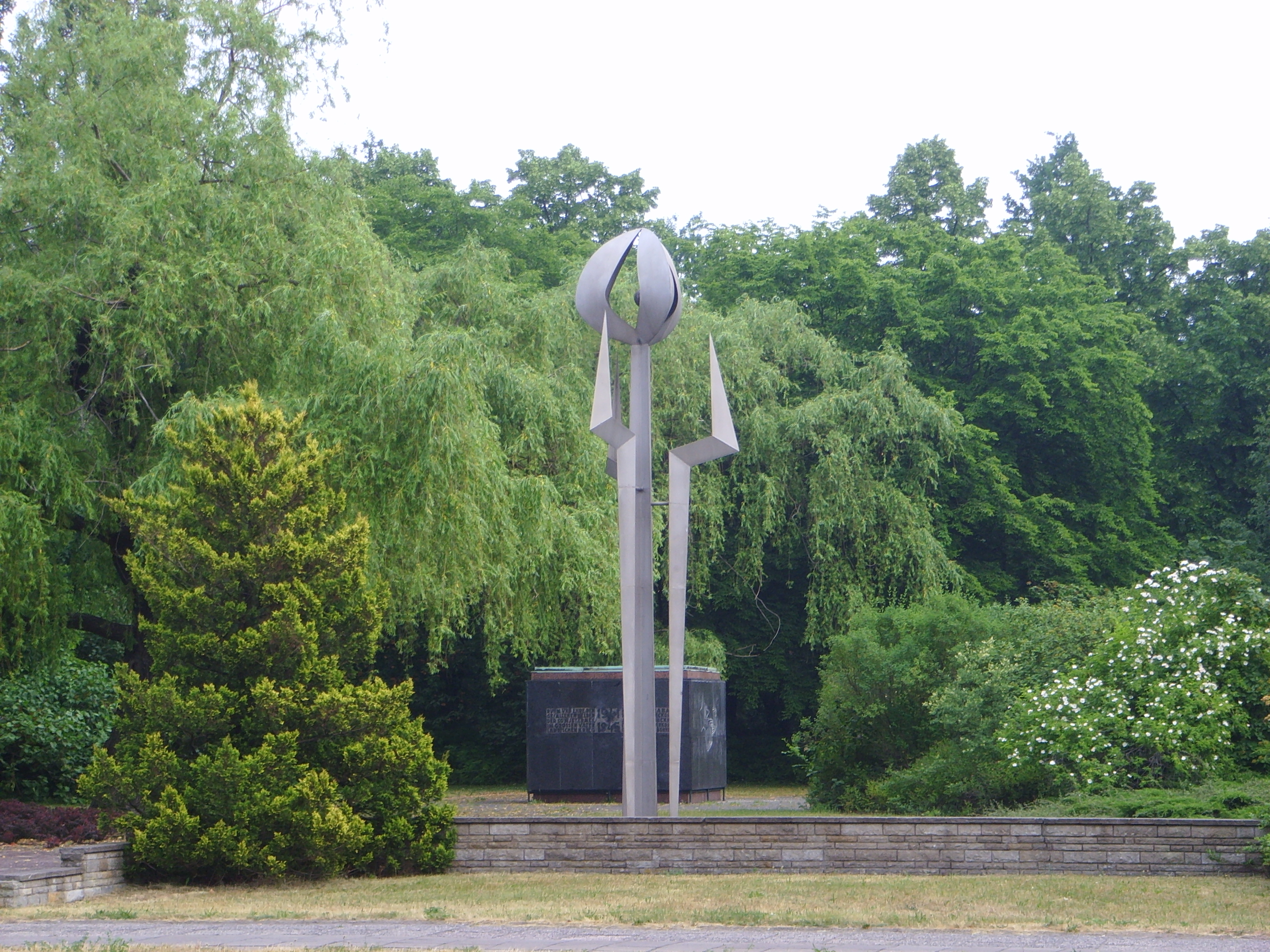
Ehrenmal für die gefallenen sowjetischen Soldaten

Während des Zweiten Weltkrieges wurde im Ortsteil Großkoschen auf dem Gelände des Koschenberges 1944 ein Außenlager des KZ Groß-Rosen errichtet, belegt mit 600 bis 800 Häftlingen, die unter unmenschlichen Bedingungen lebten und abgeschossene Flugzeuge und Flugzeugteile zerlegen mussten. Die Todesrate war hoch. An die Toten erinnert seit 1977 ein Ehrenmal an der Südseite des Senftenberger Sees.
Am 20. April 1945 um 17:00 Uhr lag Senftenberg, das zur Festung erklärt worden war, unter sowjetischem Artilleriebeschuss. Im Morgengrauen des 21. April 1945 rückte die Rote Armee (1. Ukrainische Front unter Marschall Konew) in die Stadt ein. Senftenberg wurde kampflos eingenommen. In der Dunkelheit des frühen Morgens verunglückten sowjetische Soldaten in den unter Wasser stehenden Tagebauen. Der sowjetische Kommandierende befahl die Unterbrechung des Lebensmittelhandels und der Lebensmittelausgabe für eine Anzahl von Tagen, die der Anzahl der verunglückten Sowjetsoldaten entsprach. Den gefallenen sowjetischen Soldaten wurde an der Westseite des Neuen Friedhofs durch Ernst Sauer ein Ehrenmal geschaffen. Es stellt eine Blume dar, die von Bajonetten geschützt wird. Kriegseinwirkungen zerstörten 53 Gebäude, unter anderem wurde die Turmhaube der Peter-und-Paul-Kirche beschädigt. Am stärksten waren die Kreuzstraße und die Bahnhofstraße von den Kriegsschäden betroffen. Die Häuser der Bahnhofstrasse wurden überwiegend von freigelassenen und nun heimziehenden Kriegsgefangenen aus Zorn über die erlittenen Repressalien in Brand gesteckt. Durch den Zweiten Weltkrieg starben 861 Senftenberger, und 625 kehrten als Invaliden heim.
Zusammen mit der Roten Armee kamen auch Mitglieder einer Initiativgruppe des Nationalkomitees Freies Deutschland (der Initiativgruppe Ackermann) nach Senftenberg. Es waren die deutschen Antifaschisten Hans Weiß und Rudolf Rutzen, die sofort die Leitung der Stadtverwaltung übernahmen und eine antifaschistisch-demokratische Ordnung in Senftenberg errichteten.

#### Nachkriegszeit bis heute

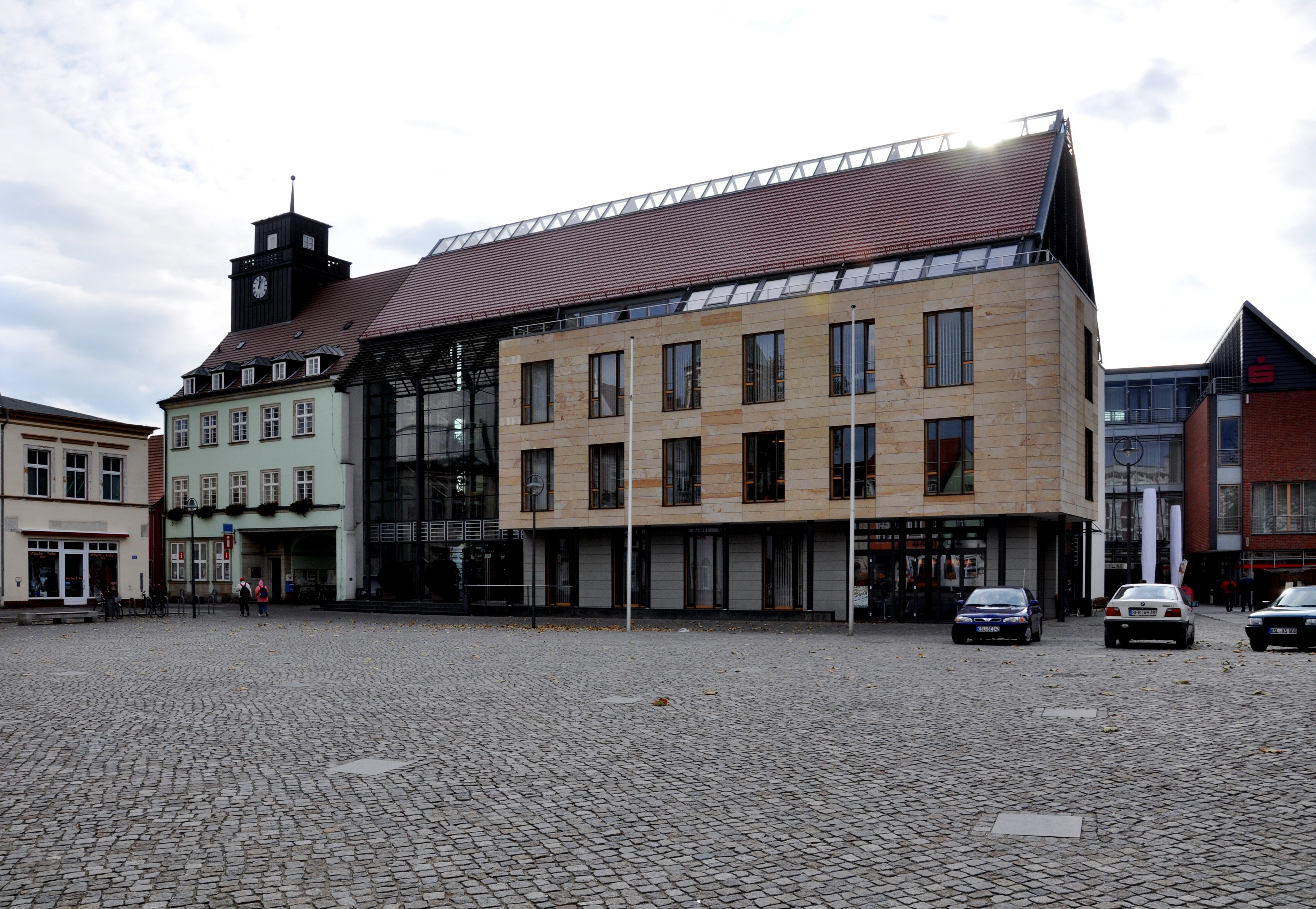
Blick auf Alt- und Neubau des Rathauses

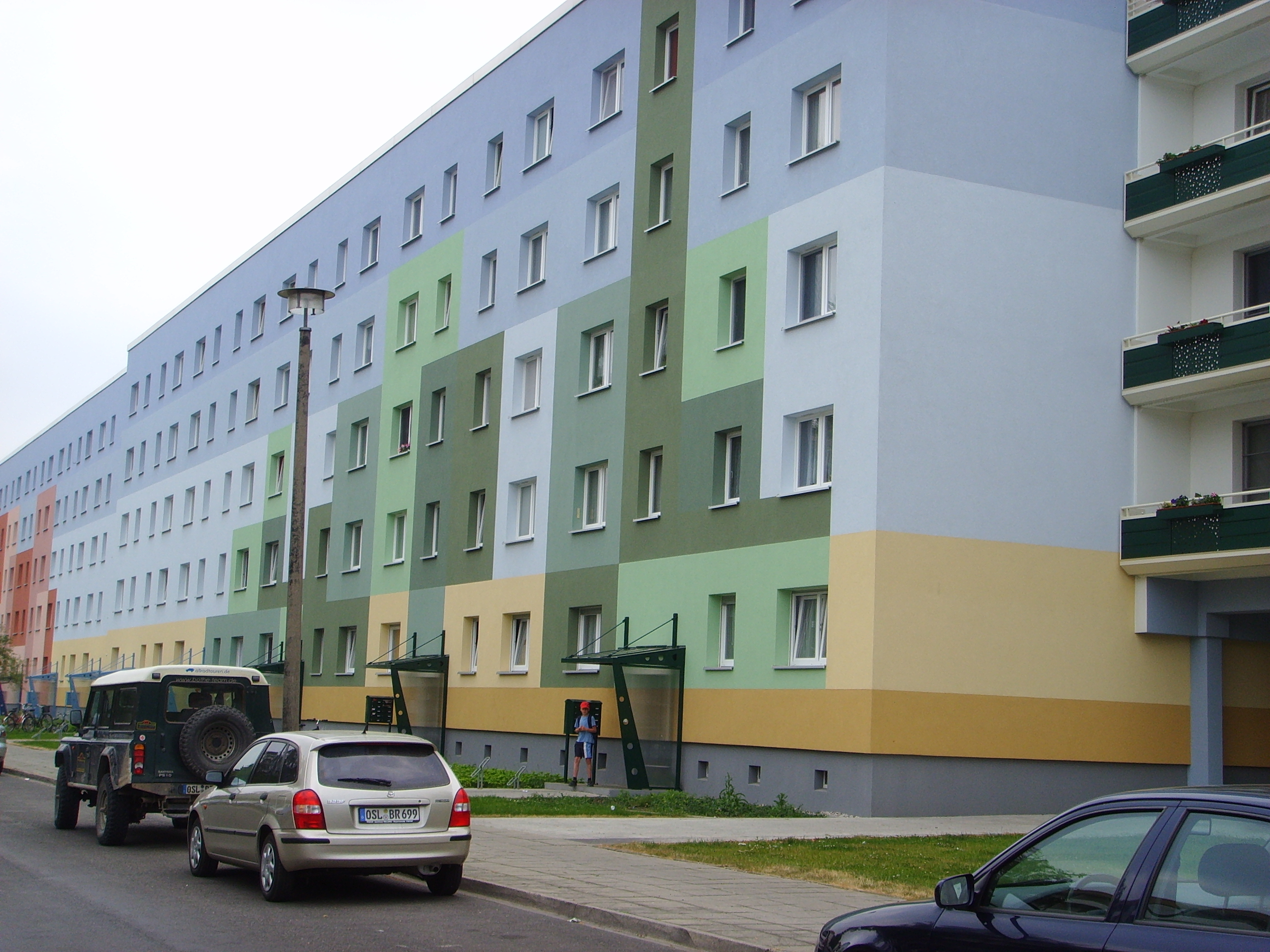
Renovierte Plattenbauten im Wohngebiet Süd

Sofort nach dem Zweiten Weltkrieg begann durch die Senftenberger der Wiederaufbau der teilweise zerstörten Stadt. Bereits am 1. Juni 1945 öffneten zwei Kindergärten und im Oktober die ersten Schulen. Die Arbeitsfähigkeit der mutwillig gefluteten Tagebaue wurde wiederhergestellt und bereits im Dezember 1945 konnte wieder Braunkohle gefördert werden. Das kulturelle Leben wurde wiederbelebt; so wurde auf Befehl des ersten Kreis- und Stadtkommandanten, des sowjetischen Gardeobersten Iwan Demjanowitsch Soldatow, 1946 in der Turnhalle und Aula der Walther-Rathenau-Schule das Stadttheater Senftenberg (später in „Theater der Bergarbeiter“ umbenannt) gegründet. Besonders der damalige Kulturstadtrat Hans Weiß hat sich um die Gründung und die ersten Schritte des Theaters verdient gemacht. Dabei griff das Theaterensemble auf die ehemalige Senftenberger Laienspielgruppe zurück. Im Jahr 1947 wurde die Bergingenieurschule gegründet, die spätere Ingenieurschule für Bergbau und Energie „Ernst Thälmann“, die noch heute als Brandenburgische Technische Universität Cottbus-Senftenberg besteht. Im Senftenberger Gesellschaftshaus vereinigten sich am 24. März 1946 die beiden Arbeiterparteien KPD und SPD zur SED.
In den 1950er und 1960er Jahren dehnte sich das Senftenberger Stadtgebiet Richtung Westen aus. Um die Ingenieurschule herum entstanden neue Wohngebiete; in Richtung Brieske wurden weitere Wohngebiete um die heutige Bertolt-Brecht-Straße und Johannes-R.-Becher-Straße gebaut.
Im Jahr 1950 wurde Senftenberg Kreisstadt des Landkreises Calau, der in Kreis Senftenberg umbenannt wurde. Mit der Schaffung der Bezirke 1952 und der Neugliederung der Kreise gehörten Senftenberg und der gleichnamige Kreis zum Bezirk Cottbus. Die Braunkohleförderung blieb industrieller Motor. Einige Teile der Stadt im Norden und benachbarte Orte (wie Rauno, Reppist und Sauo) wurden im Zuge des Braunkohlentagebaues abgebaggert. Unweit des ehemaligen Laugkfelds entstanden neue Wohnungen für die Bewohner dieser devastierten Orte. Die ausgekohlten Tagebaue wurden rekultiviert, so wurde 1962 die 1,2 Hektar große Laugkfeldkippe mit Bäumen bepflanzt.
Durch die Förderung der Braunkohle und den damit verbundenen Zuzug von Arbeitskräften erlebte Senftenberg einen starken Bevölkerungsanstieg. Ab 1980 wurde der gesamte Lausitzer Braunkohlenbergbau durch das Braunkohlenkombinat Senftenberg mit Sitz in Brieske geleitet. In den 1970er und 1980er Jahren entstanden zahlreiche weitere Neubaugebiete, polytechnische Oberschulen, Kindergärten und Kinderkrippen. So wurden zwischen 1980 und 1986 Häuser mit insgesamt 3055 Wohnungen errichtet. Dies waren die Wohngebiete „Am See“ im Südwesten der Stadt und „Süd“ im Süden. Die Ausdehnung in Richtung Süden war allerdings durch den entstehenden Senftenberger See begrenzt. Aufgrund des Bevölkerungsrückgangs nach der politischen Wende sind die Wohnungsgesellschaften jedoch gezwungen, eine Vielzahl dieser Wohnungen rückzubauen oder zu renovieren.
Im Jahr 1976 wurde das alte Rathausgebäude abgerissen, stehen blieb nur der Neubau von 1928. Die Freifläche wurde als Grünfläche genutzt. Die verschiedenen Teile der Stadtverwaltung waren über die ganze Stadt verteilt, bis in den 1990er Jahren ein moderner Rathausneubau diesen Zustand beendete. Am 7. August 1996 fand der erste Spatenstich für den Neubau dieses modernen Rathauses statt.
Die friedlichen Demonstrationen im Herbst des Jahres 1989 begannen am 25. Oktober 1989 auf dem Grundstück der Katholischen Kirche. Am 18. Juni 1990 trat Klaus-Jürgen Graßhoff als erster frei gewählter Bürgermeister seit 1933 sein Amt an. Seit der Kreisreform 1993 ist Senftenberg Kreisstadt des Landkreises Oberspreewald-Lausitz, der durch die Fusion des Landkreises Senftenberg mit dem Landkreis Calau entstanden war. 1999 stellte der Tagebau Meuro als letzter Senftenberger Tagebau die Kohleförderung ein. Die Kreis- und Universitätsstadt Senftenberg versucht gegenwärtig, sich zum touristischen Zentrum des Lausitzer Seenlandes zu entwickeln. Im Jahre 2004 feierte die Stadt ihr 725-jähriges Bestehen.
Im Jahr 2009 erhielt die Stadt den von der Bundesregierung verliehenen Titel „Ort der Vielfalt“.

### Eingemeindungen
Mit dem flächenmäßigen Ausbreiten der Stadt Senftenberg im Zuge der Industrialisierung zu Beginn des 20. Jahrhunderts wurden die vorgelagerten Orte eingemeindet. Eine zweite Eingemeindungswelle war bedingt durch das erneute Anwachsen Senftenbergs, als sich die Stadt in den 1970er Jahren zur Energiezentrale der DDR entwickelte. Die dritte und bisher letzte Eingemeindungswelle fand Ende der 1990er und Anfang der 2000er Jahre statt, da sowohl Senftenberg als auch die umliegenden Orte mit sinkenden Bevölkerungszahlen zu kämpfen hatten. Ziel war unter anderem eine Straffung der Verwaltung.
- um 1920: Eingemeindung von Neusorge
- 1920: Eingemeindung von Thamm
- 1923: Eingemeindung von Jüttendorf
- 1. Juli 1950: Eingemeindung von Buchwalde[18]
- 1. Januar 1974: Eingemeindung von Hörlitz, Rauno und Reppist (6. Mai 1990 Ausgliederung von Hörlitz/Senftenberg-West)[18]
- 1. März 1997: Eingliederung von Sedlitz[19]
- 31. Dezember 2001: Eingliederung der Gemeinden des Amtes Am Senftenberger See – Brieske, Großkoschen mit dem Gemeindeteil Kleinkoschen, Hosena, Niemtsch und Peickwitz[20]

## Bevölkerung

### Bevölkerungsentwicklung
Ab der zweiten Hälfte des 19. Jahrhunderts kam es zu einem schnellen Bevölkerungswachstum. Ausgelöst wurde dies durch den Zuzug von Arbeitskräften infolge des Braunkohlebergbaus, der Industrialisierung und des damit verbundenen wirtschaftlichen Aufschwungs. Auch die politische Entscheidung der DDR in den 1970er Jahren, die Braunkohle als Hauptenergieträger einzusetzen, führte zu einem weiteren Bevölkerungsschub. Doch seit der deutschen Wiedervereinigung im Jahr 1990 verlor die Braunkohle ihre bisherige Bedeutung. Die Stadt musste sich dadurch einem gewaltigen Strukturwandel stellen. Viele Bewohner verließen ihre Heimat. Durch die Eingliederung umliegender Dörfer im Zuge der Gemeindereform stieg die Einwohnerzahl im Jahre 2001 kurzfristig deutlich an.
| Jahr | Einwohner |
| ---- | --------- |
| 1300 | 0400      |
| 1474 | 0600      |
| 1575 | 0918      |
| 1680 | 1150      |
| 1806 | 0979      |
| 1858 | 1517      |

| Jahr | Einwohner |
| ---- | --------- |
| 1875 | 02.847    |
| 1890 | 05.134    |
| 1910 | 13.742    |
| 1925 | 17.472    |
| 1933 | 17.803    |
| 1939 | 17.566    |

| Jahr | Einwohner |
| ---- | --------- |
| 1946 | 17.783    |
| 1950 | 18.260    |
| 1964 | 24.053    |
| 1971 | 24.367    |
| 1981 | 32.005    |
| 1985 | 32.278    |

| Jahr | Einwohner |
| ---- | --------- |
| 1990 | 29.622    |
| 1995 | 27.336    |
| 2000 | 24.740    |
| 2005 | 28.774    |
| 2010 | 26.530    |
| 2015 | 24.625    |

| Jahr | Einwohner |
| ---- | --------- |
| 2020 | 23.371    |
| 2021 | 23.232    |
| 2022 | 23.744    |
| 2023 | 23.629    |
| 2024 | 23.466    |

Gebietsstand des jeweiligen Jahres, Einwohnerzahl: Stand 31. Dezember (ab 1991), von 2011 bis 2021 auf Basis des Zensus 2011, ab 2022 auf Basis des Zensus 2022

### Sprache
In Senftenberg wird Niederlausitzer Mundart gesprochen, diese gehört zu den Lausitzischen Dialekten, die wiederum Teil der Ostmitteldeutschen Dialektgruppe sind. Bis zum Ende des 19. Jahrhunderts war neben der deutschen Sprache das Sorbische (Senftenberger Dialekt) die Sprache der einfachen Landbevölkerung und der Bewohner der umliegenden Dörfer. Mit dem Fortschreiten der Industrialisierung wurde die Sprache fast vollständig verdrängt. 1880 fand in der Wendischen Kirche die vorerst letzte niedersorbische Predigt statt. Erhalten blieb die Sprache jedoch in Bezeichnungen für Flur- und Ortsnamen (zum Beispiel Sumpfgebiete Laugk, Mutzk und Haag; Flussnamen Schwarze Elster; Ortsnamen Großkoschen, Hosena, Brieske). Bis in die 1980er Jahre war zudem zweisprachige Beschilderung in Senftenberg üblich. 2010 fand der erste niedersorbische Gottesdienst nach 130 Jahren statt. Seit 2013 gibt es in Senftenberg wieder eine Ortsgruppe der Domowina, die sich der Pflege von sorbischer Sprache und Kultur in der Stadt verschrieben hat. Seit 2017 gehört die Stadt erneut zum amtlichen Siedlungsgebiet der Sorben/Wenden in Brandenburg.

### Religion und Kirchen
Bis zur Reformation war Senftenberg katholisch. Unter Herzog Heinrich dem Frommen wurde 1539 der protestantische Glaube in Senftenberg wie in allen Teilen des albertinischen Sachsens eingeführt. Die evangelische Hauptkirche war die Peter-Paul-Kirche am Markt, die in Abgrenzung zur Wendischen Kirche als Deutsche Kirche bezeichnet wurde.
Erst mit der Industrialisierung und dem damit verbundenen Zuzug von Industriearbeitern aus anderen Gegenden stieg der Anteil der katholischen Bevölkerung. Der erste katholische Gottesdienst nach der Reformation wurde am 20. November 1887 im damaligen Hotel Baranius unweit des Bahnhofs abgehalten. Bald darauf wurde eine katholische Interimskirche im Norden der Stadt in der Calauer Straße geweiht. Als diese ebenfalls bald zu klein wurde, wurde mit dem Bau einer neuen Kirche begonnen. Durch die Geldentwertung verzögerte sich jedoch der Bau und die Katholische Kirche St. Peter und Paul wurde erst am 25. Mai 1925 durch den Breslauer Weihbischof Valentin Wojciech konsekriert.
Im Jahr 1900 lebten in Senftenberg 4455 Protestanten, 912 Katholiken und sechs Juden.
Neben den beiden großen Kirchen gibt es in Senftenberg eine Evangelische Freie Gemeinde, die Gemeinschaft der Siebenten-Tags-Adventisten, die Landeskirchliche Gemeinschaft und die Selbständige Evangelisch-Lutherische Kirche (SELK). Die Kirche der SELK befindet sich unweit des Alten Friedhofs im ehemaligen Vorort Jüttendorf. Sie wurde 1900 als altlutherische Kirche geweiht. Als diese Kirche gebaut wurde, stand sie auf einem freien Feld, heute ist sie von Plattenbauten umgeben.
Weitere Kirchengemeinden gibt es auch in den heute eingemeindeten Orten Großkoschen, Hosena und Sedlitz. Heute leben in Senftenberg etwa 2300 Protestanten, dies entspricht ungefähr zehn Prozent der Bevölkerung. Die katholische Pfarrgemeinde gehört zum Dekanat Lübben-Senftenberg des Bistums Görlitz. Jüdische oder muslimische Gemeinden gibt es in Senftenberg nicht.

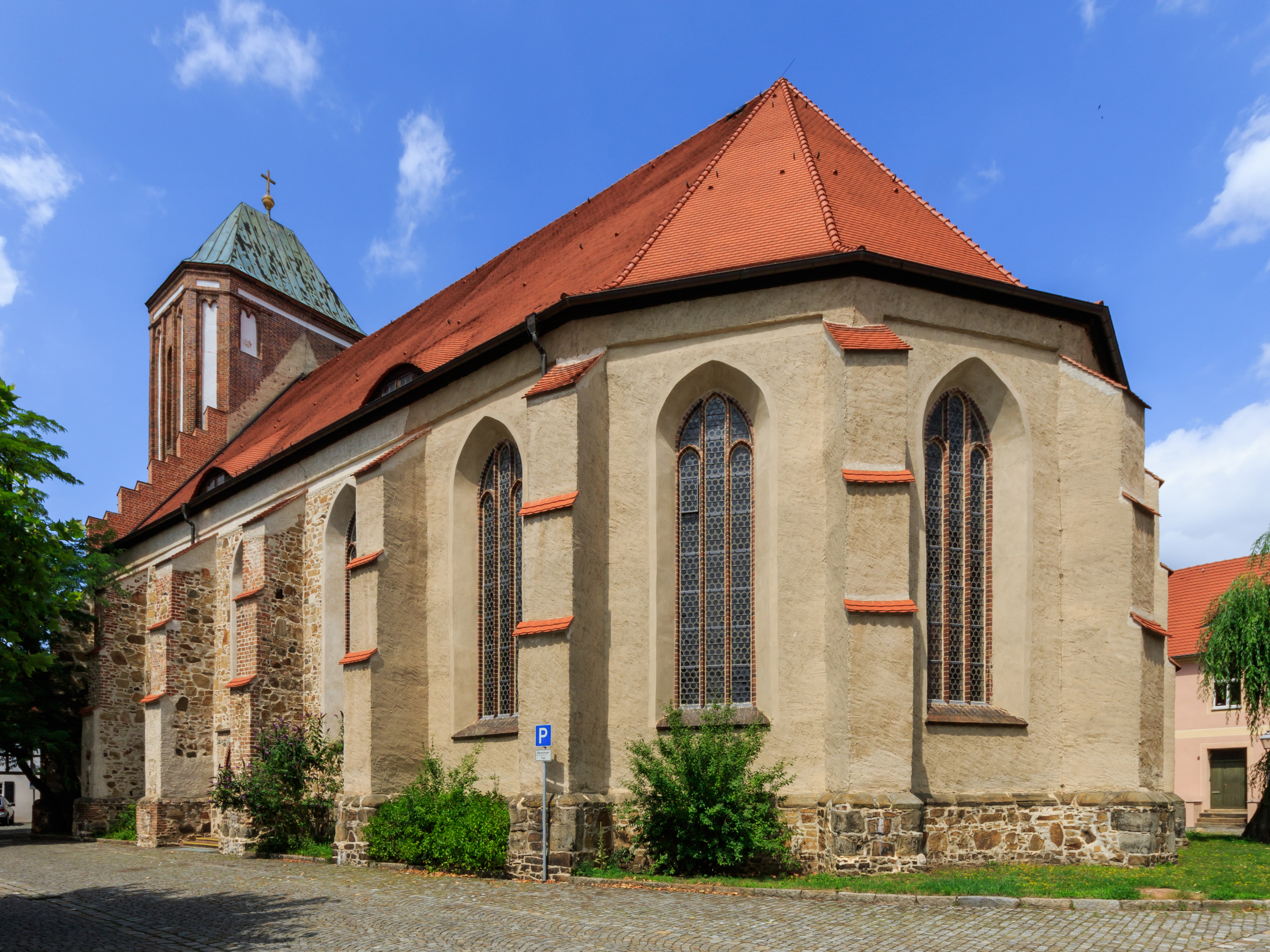
Peter-und-Paul-Kirche
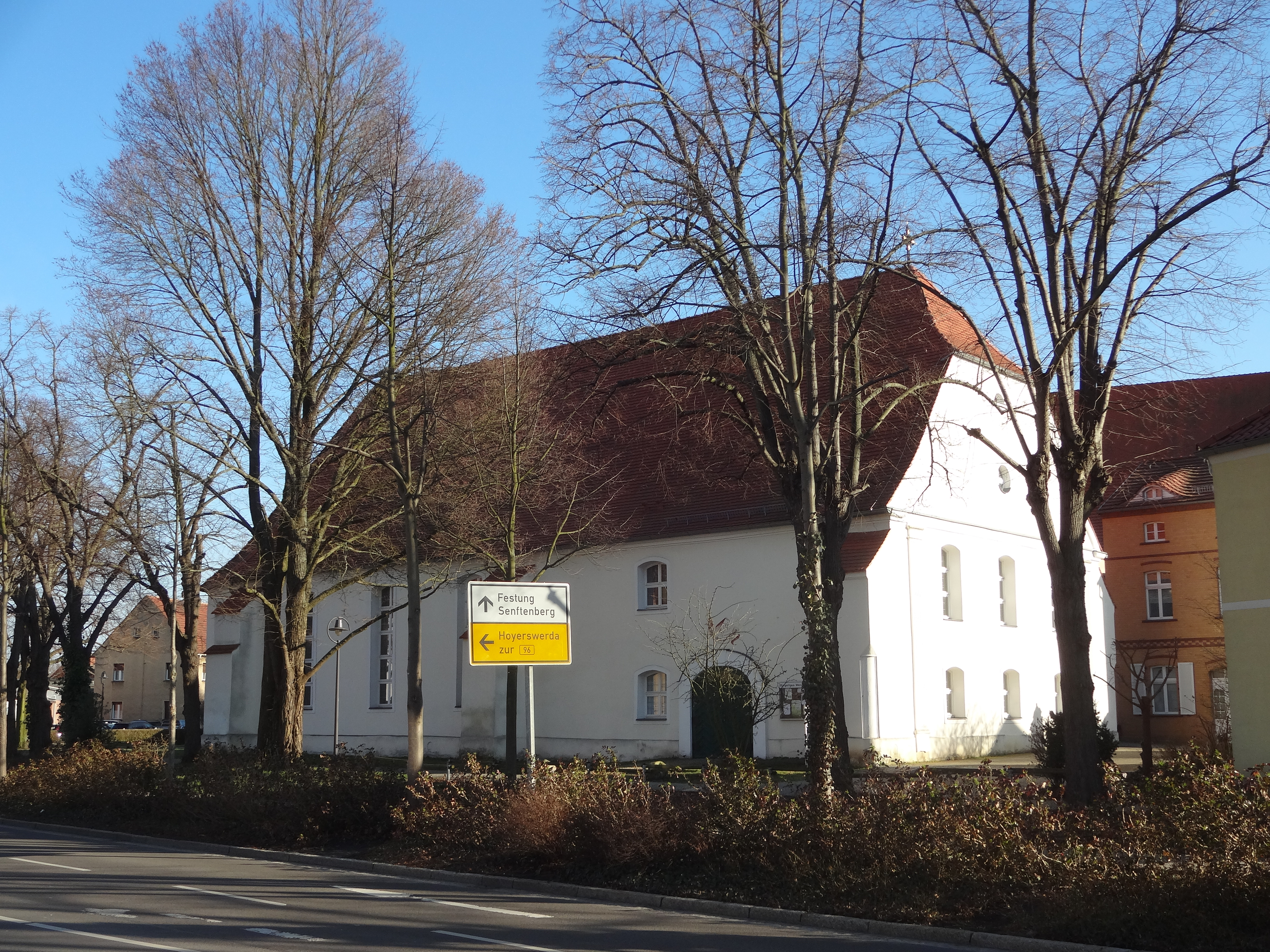
Wendische Kirche für die sorbischsprachige Bevölkerung
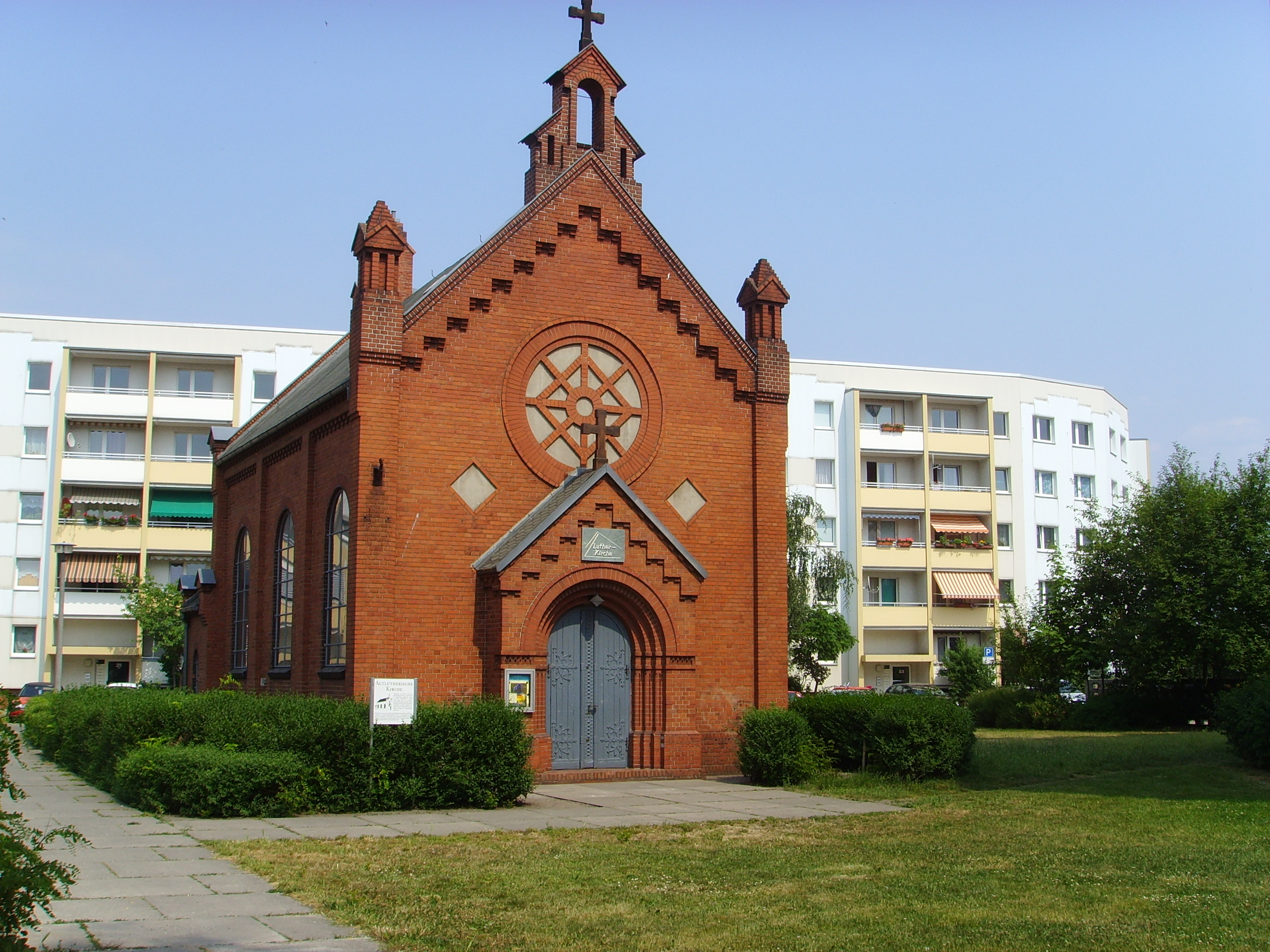
Lutherkirche der Selbständigen Evangelisch-Lutherischen Kirche
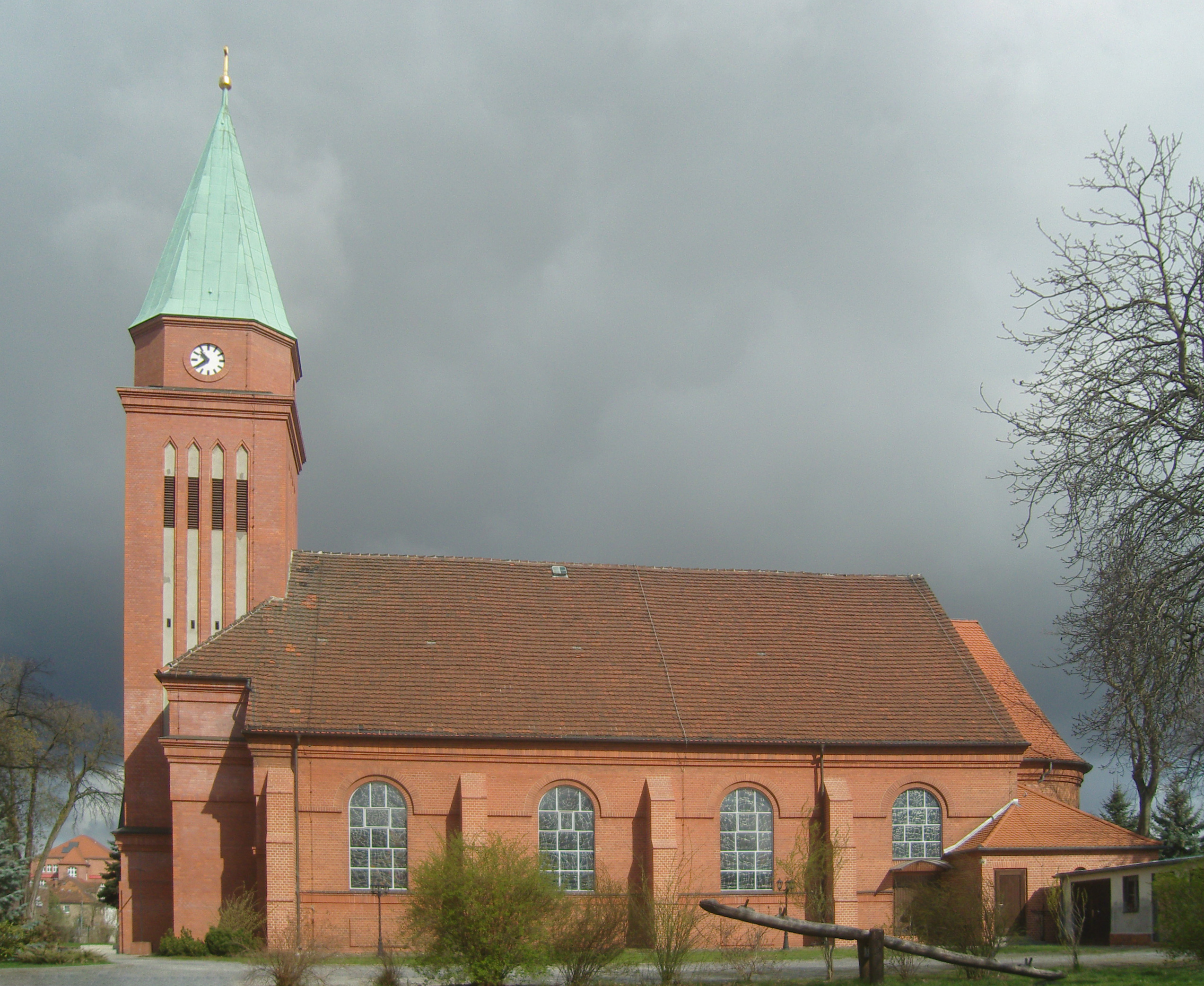
Katholische Kirche St. Peter und Paul
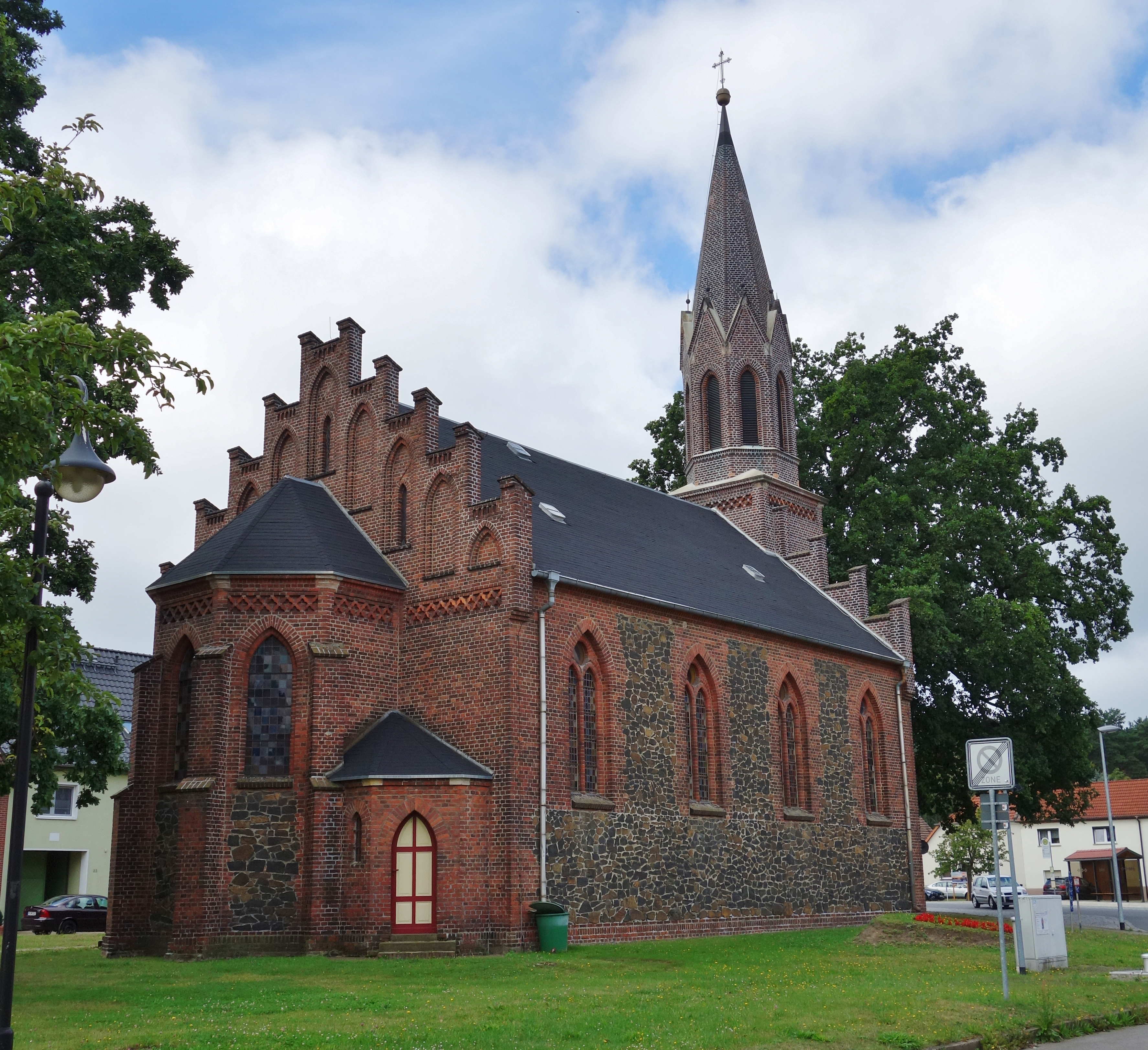
Dorfkirche Großkoschen
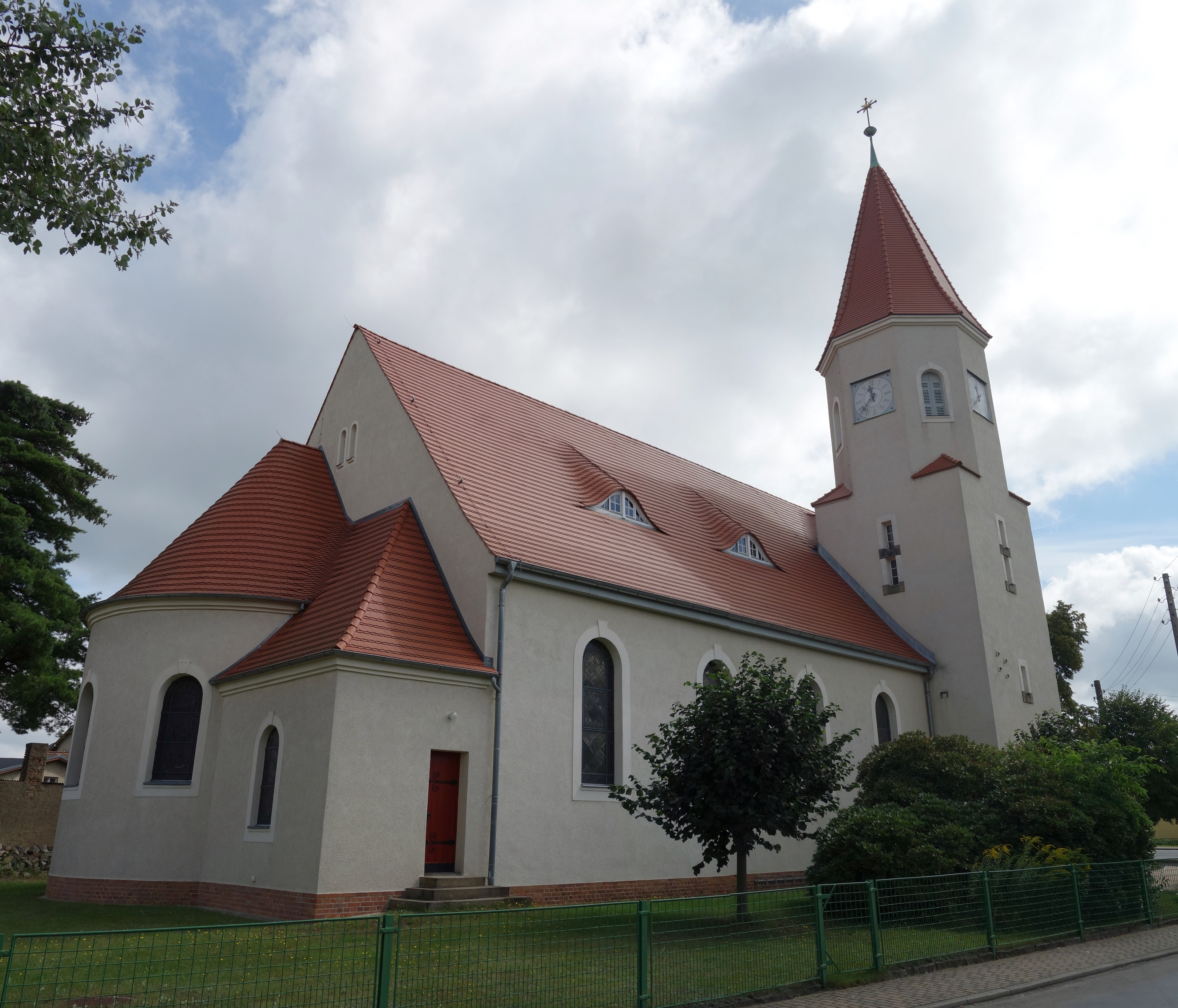
Dorfkirche Hosena
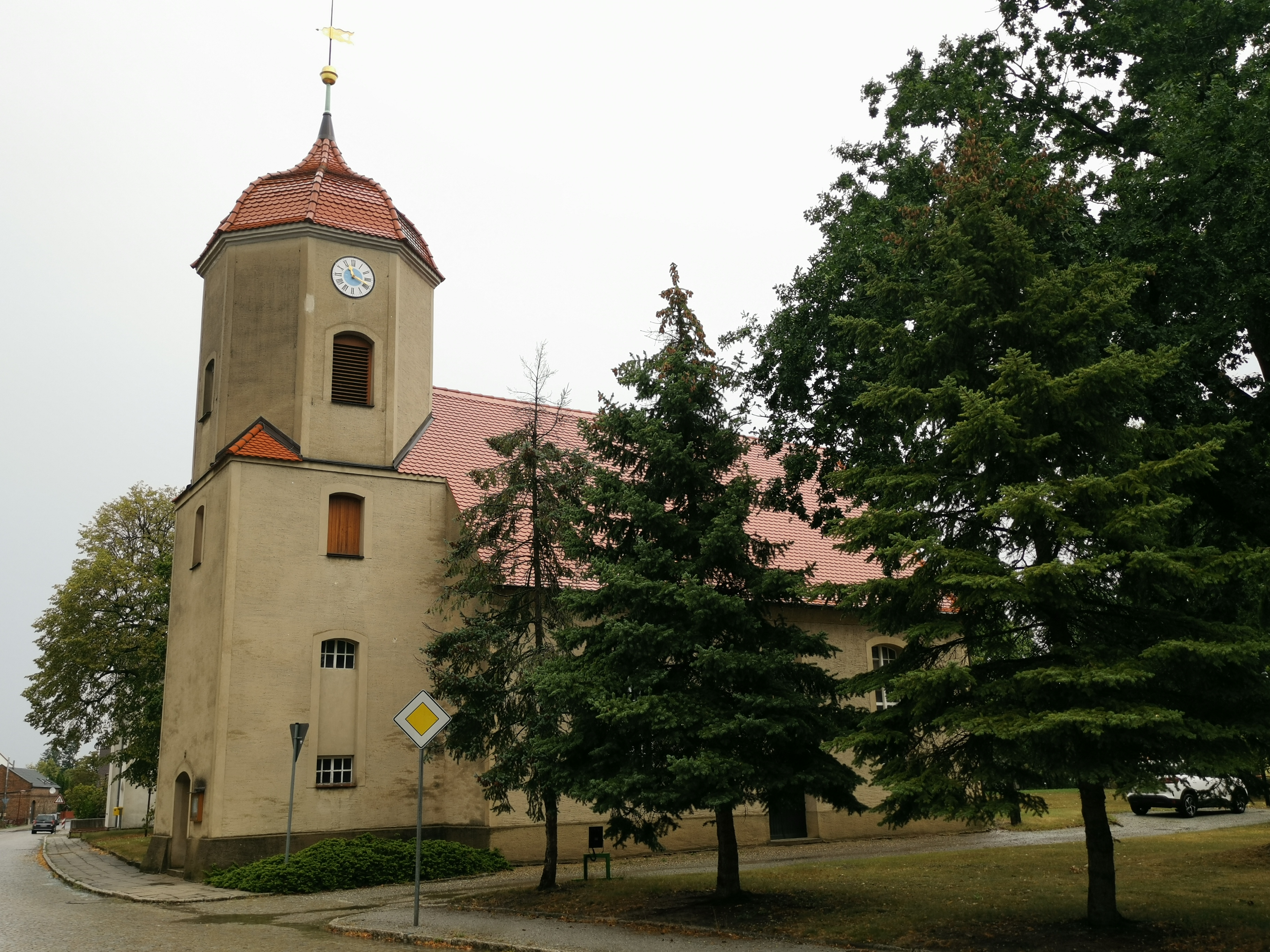
Dorfkirche Sedlitz

## Politik

### Stadtverordnetenversammlung
Die Stadtverordnetenversammlung von Senftenberg besteht aus 28 Stadtverordneten und dem hauptamtlichen Bürgermeister als stimmberechtigtem Mitglied. Die Kommunalwahl am 9. Juni 2024 führte bei einer Wahlbeteiligung von 60,9 % zu folgendem Ergebnis:
| Partei / Wählergruppe                               | Ergebnis 2024 | Sitze 2024 |        | Ergebnis 2019 | Sitze 2019 | Ergebnis 2014 | Sitze 2014 |
| --------------------------------------------------- | ------------- | ---------- | ------ | ------------- | ---------- | ------------- | ---------- |
| AfD                                                 | 29,0 %        | 8          | 18,2 % | 5             | –          | –             |            |
| SPD                                                 | 18,8 %        | 5          | 23,9 % | 7             | 32,2 %     | 10            |            |
| CDU                                                 | 15,0 %        | 4          | 16,3 % | 4             | 23,1 %     | 7             |            |
| Die Linke                                           | 07,8 %        | 2          | 13,3 % | 4             | 18,1 %     | 6             |            |
| Freie Wähler Oberspreewald-Lausitz                  | 06,3 %        | 2          | 06,9 % | 2             | –          | –             |            |
| Senftenberg Neudenken                               | 05,9 %        | 2          | –      | –             | –          | –             |            |
| Wählergruppe Vernunft und Gerechtigkeit Senftenberg | 03,6 %        | 1          | –      | –             | –          | –             |            |
| Stimme Freier Bürger                                | 02,9 %        | 1          | 06,2 % | 2             | 02,2 %     | 1             |            |
| Aktionsgruppe gegen soziales Unrecht Senftenberg    | 02,8 %        | 1          | 03,9 % | 1             | 04,9 %     | 2             |            |
| FDP                                                 | 02,5 %        | 1          | 02,3 % | 1             | 01,6 %     | –             |            |
| Senftenberg kann mehr!                              | 02,2 %        | 1          | –      | –             | –          | –             |            |
| Bündnis 90/Die Grünen                               | 01,9 %        | –          | 04,4 % | 1             | 03,8 %     | 1             |            |
| Die Heimat                                          | 01,4 %        | –          | –      | –             | –          | –             |            |
| Wir für Senftenberg                                 | –             | –          | 04,6 % | 1             | 05,2 %     | 2             |            |
| Unabhängige Wählergemeinschaft Senftenberg          | –             | –          | –      | –             | 08,7 %     | 3             |            |

Bei der konstituierenden Sitzung der Stadtverordnetenversammlung wurden die folgenden Fraktionen gebildet: SPD/FDP (6 Sitze), Gemeinsam für Senftenberg (CDU, Die Linke und Senftenberg Neudenken; 8 Sitze), Freie Wähler Oberspreewald-Lausitz (2 Sitze) und AfD (8 Sitze). Die vier anderen Stadtverordneten sind fraktionslos.
Vorsitzender der Stadtverordnetenversammlung ist Fred Frahnow (Stimme Freier Bürger), sein Stellvertreter ist Wolf-Peter Hannig (Die Linke).

### Bürgermeister
- 0000–1974: Günter Flack
- 1974–1986: Hannelore Wagner
- 1986–1988: Bernd Soldner
- 1988–1990: Bernd Huhle (SED)

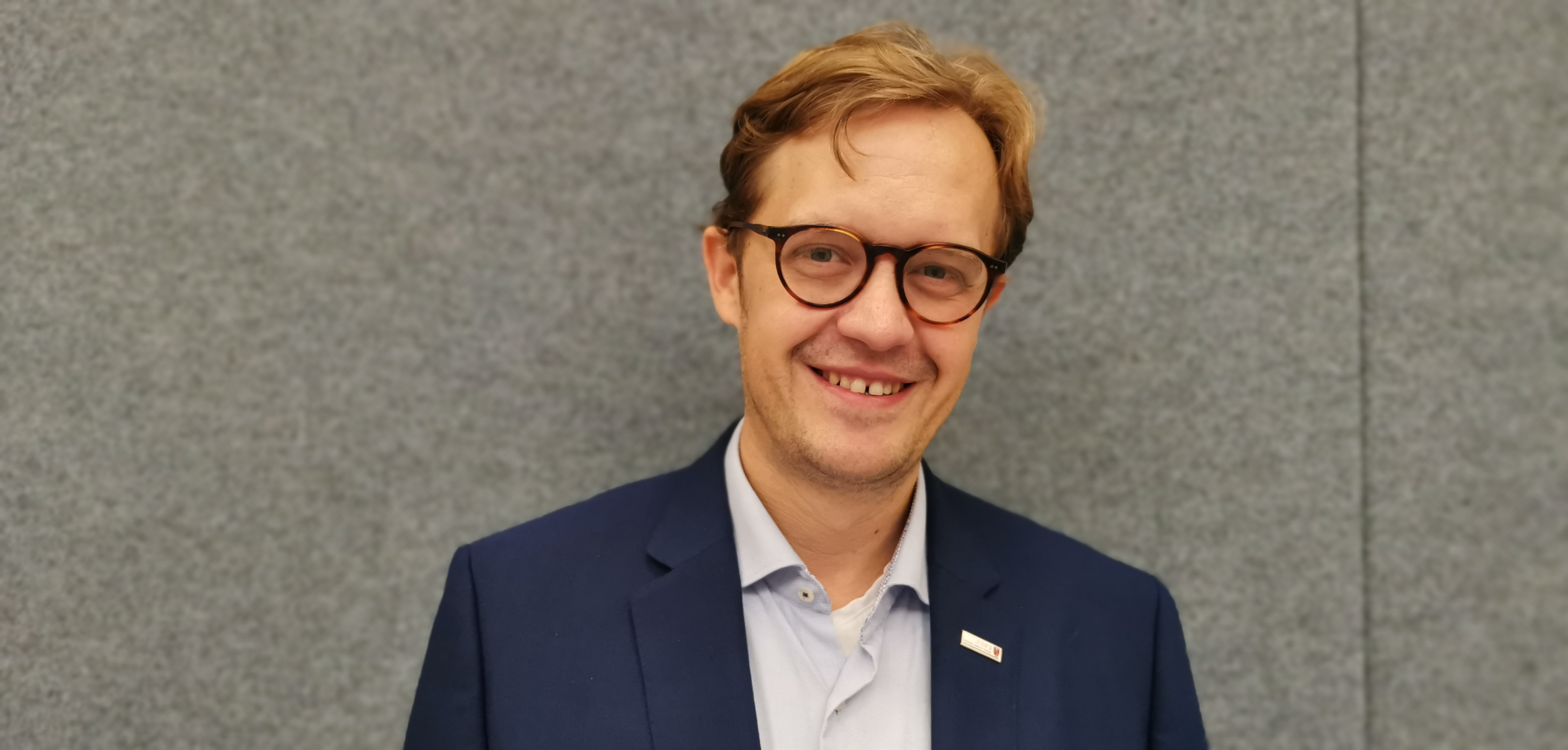
Bürgermeister Andreas Pfeiffer

- 1990–2007: Klaus-Jürgen Graßhoff (CDU)
- 2007–2023: Andreas Fredrich (SPD)
- seit 2023: Andreas Pfeiffer (CDU)

Graßhoff schied 2007 mit Erreichen des Rentenalters aus dem Amt. Am 15. Oktober 2006 wurde ein neuer Bürgermeister gewählt. Da keiner der Bewerber die erforderliche Stimmenzahl erreichte, kam es am 12. November 2006 zur Stichwahl zwischen Andreas Fredrich (SPD) und Elke Löwe (Die Linke.PDS). Fredrich, der bisherige erste Beigeordnete der Stadt, wurde mit 73,6 % der gültigen Stimmen gewählt. Er trat sein Amt im Februar 2007 an.
Am 14. September 2014 wurde Fredrich mit 76,6 % der gültigen Stimmen für weitere acht Jahre in seinem Amt bestätigt. Sein einziger Herausforderer René Markgraf (CDU) erreichte 23,4 %. Die Wahlbeteiligung betrug 50,5 %. Bei der Bürgermeisterwahl 2022 trat Fredrich nicht mehr an. Bei der Bürgermeisterstichwahl am 9. Oktober 2022 wurde Andreas Pfeiffer (CDU) mit 54,4 % der gültigen Stimmen zum neuen Bürgermeister gewählt; er trat das Amt am 1. Februar 2023 an.

### Wappen
| Wappen von Senftenberg | Blasonierung: „Geviert von Silber und Rot; Feld 1: schräggekreuzt ein schwarzer Schlägel und ein schwarzes Eisen, Feld 4: eine nach links wehende rote Fahne.“ |
| Wappen von Senftenberg | Wappenbegründung: Schlägel und Eisen weisen auf Senftenbergs Geschichte als Bergbaustadt hin. Auf alten Wappen ziert eine fünfzinnige rote Krone den Schild. Diese Krone soll die Bergmannskrone darstellen, die ein Teil der Kleidung der Bergarbeiter war. Jedoch entspricht diese Krone nicht den Regeln der Heraldik und ist deshalb entfernt worden. |

Das Wappen wurde am 21. Januar 2002 genehmigt.

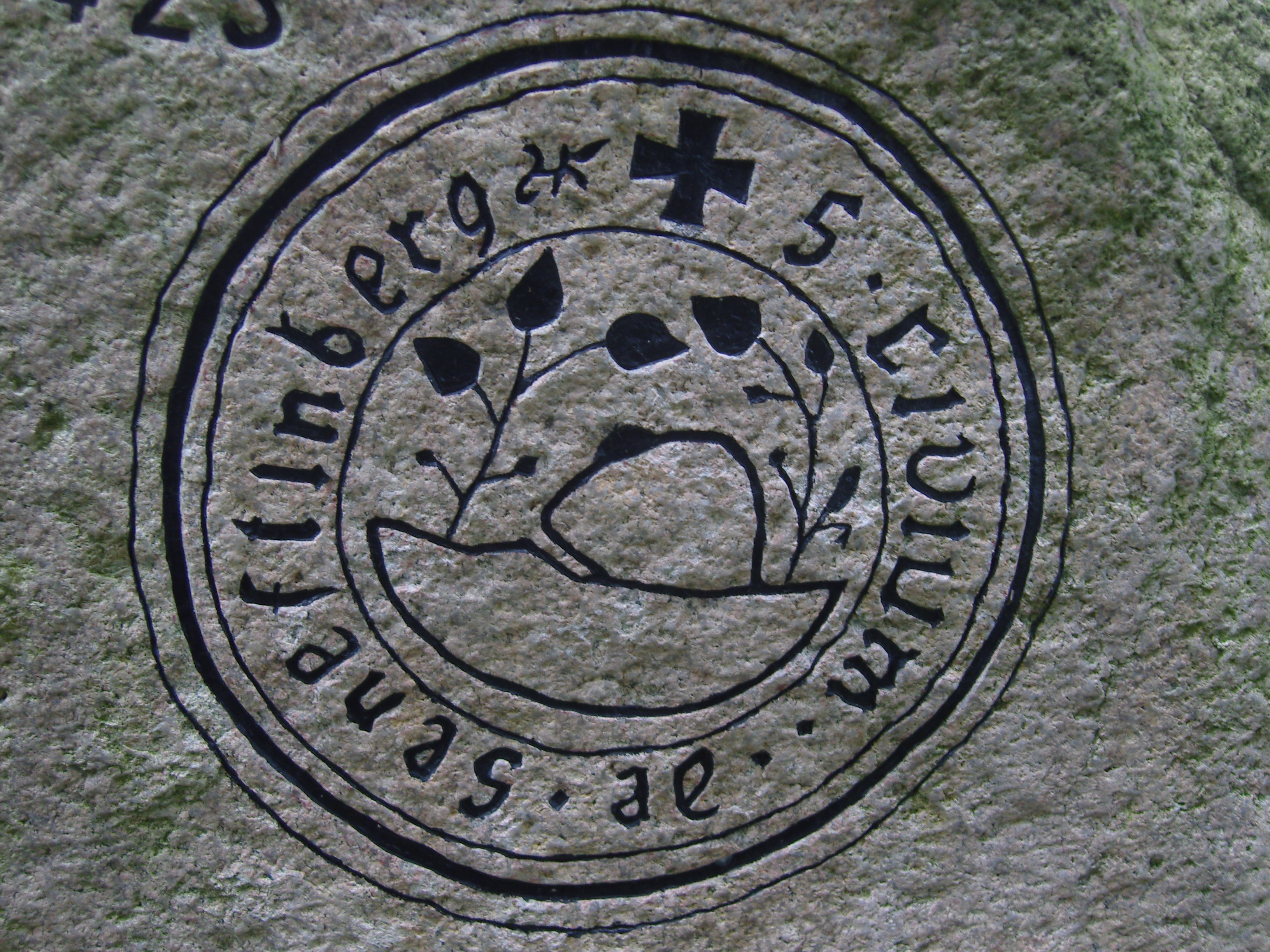
Ältestes Siegel Senftenbergs

Das älteste Siegel Senftenbergs ist ein sprechendes Siegel, es zeigt zwei Senfpflanzen, die links und rechts eines Berges oder Hügels wachsen. Im Jahr 1423 durften die Senftenberger Ratsherren erstmals das eigene Siegel verwenden. Nachdem Senftenberg 1449 zu Sachsen gekommen war, wurden neue Siegel eingeführt. Das große Stadtsiegel stellt einen Turm mit geschlossenem Fallgitter dar, im Obergeschoss sitzt ein Löwe. Auf dem Turmdach befindet sich eine Fahne mit den gekreuzten sächsischen Kurschwertern als Symbol für das Amt des Erzmarschalls. Auf dem kleinen Sekretsiegel ist eine Fahne mit Kurschwertern abgebildet. Diese beiden Siegel wurden bis 1947 genutzt. Das heutige Wappen geht auf eine Zeichnung des damaligen 2. Bürgermeisters und Kulturstadtrates Hans Weiß von 1946 zurück. Diese enthielt aber noch die heute nicht mehr im Wappen enthaltene Bergmannskrone.

### Flagge
Die Flagge der Stadt zeigt das Wappen der Stadt auf weißem Flaggengrund.

### Städtepartnerschaften
- Püttlingen in Deutschland (Saarland), seit 1989
- Nowa Sól (dt. Neusalz an der Oder) in Polen, seit 1992
- Senftenberg in Österreich, seit 1993
- Saint-Michel-sur-Orge in Frankreich, seit 1996
- Veszprém in Ungarn, seit 1996
- Žamberk (dt. Senftenberg in Böhmen) in Tschechien, seit 1996
- Fresagrandinaria in Italien, seit 2003

Senftenberg und die saarländische Stadt Püttlingen schlossen bereits zu DDR-Zeiten im Jahr 1989 eine deutsch-deutsche Städtepartnerschaft. Diese Partnerschaft wurde im Mai 1991, nach der Wiedervereinigung Deutschlands, durch nochmals gefasste Beschlüsse des Stadtrates Püttlingen und der Stadtverordnetenversammlung Senftenberg bekräftigt.
Die Städtepartnerschaft mit der polnischen Stadt Nowa Sól wurde 1992 geschlossen. Eine Zusammenarbeit gibt es vor allem in den Bereichen Kultur, Sport und Jugendaustausch.
Zur gleichnamigen Gemeinde Senftenberg in Niederösterreich besteht seit 1993 eine Städtepartnerschaft. Die Marktgemeinde mit etwa 2.000 Einwohnern liegt im unteren Kremstal. Wahrzeichen des in erster Linie für seinen Weinanbau bekannten Ortes ist die Burgruine. Die beiden Städte treten bei Tourismusmessen oft gemeinsam auf.
Im Jahr 1996 gründeten Senftenberg und Püttlingen mit ihren Partnerstädten Nowa Sól, Saint-Michel-sur-Orge, Veszprém und Žamberk ein bis heute einmaliges europäisches Städtebündnis, welches 2003 durch den Beitritt von Fresagrandinaria erweitert wurde.
Der deutsche Name der tschechischen Partnerstadt Žamberk lautet ebenfalls „Senftenberg“. Žamberk wird auch „Tor zum Adlergebirge“ genannt. Die französische Stadt Saint-Michel sur Orge liegt 25 Kilometer südlich von Paris. In Saint-Michel sur Orge leben ungefähr 20.000 Einwohner. Das ungarische Veszprém liegt am Nordufer des Balatons und ist die Hauptstadt des gleichnamigen Komitats. In Veszprém leben ungefähr 65.000 Einwohner. Die italienische Stadt Fresagrandinaria ist mit ungefähr 1.100 Einwohnern die kleinste Partnergemeinde Senftenbergs. Im Jahr 2003 war Fresagrandinaria Gastgeber einer mehrtägigen Konferenz der Bürgermeister des „Europäischen Städtebündnisses für Kultur- und Jugendaustausch“. Bei dieser Zusammenkunft wurde das Bündnis offiziell um Fresagrandinaria erweitert.

## Sehenswürdigkeiten und Kultur

### Bauwerke, Plätze und Parkanlagen

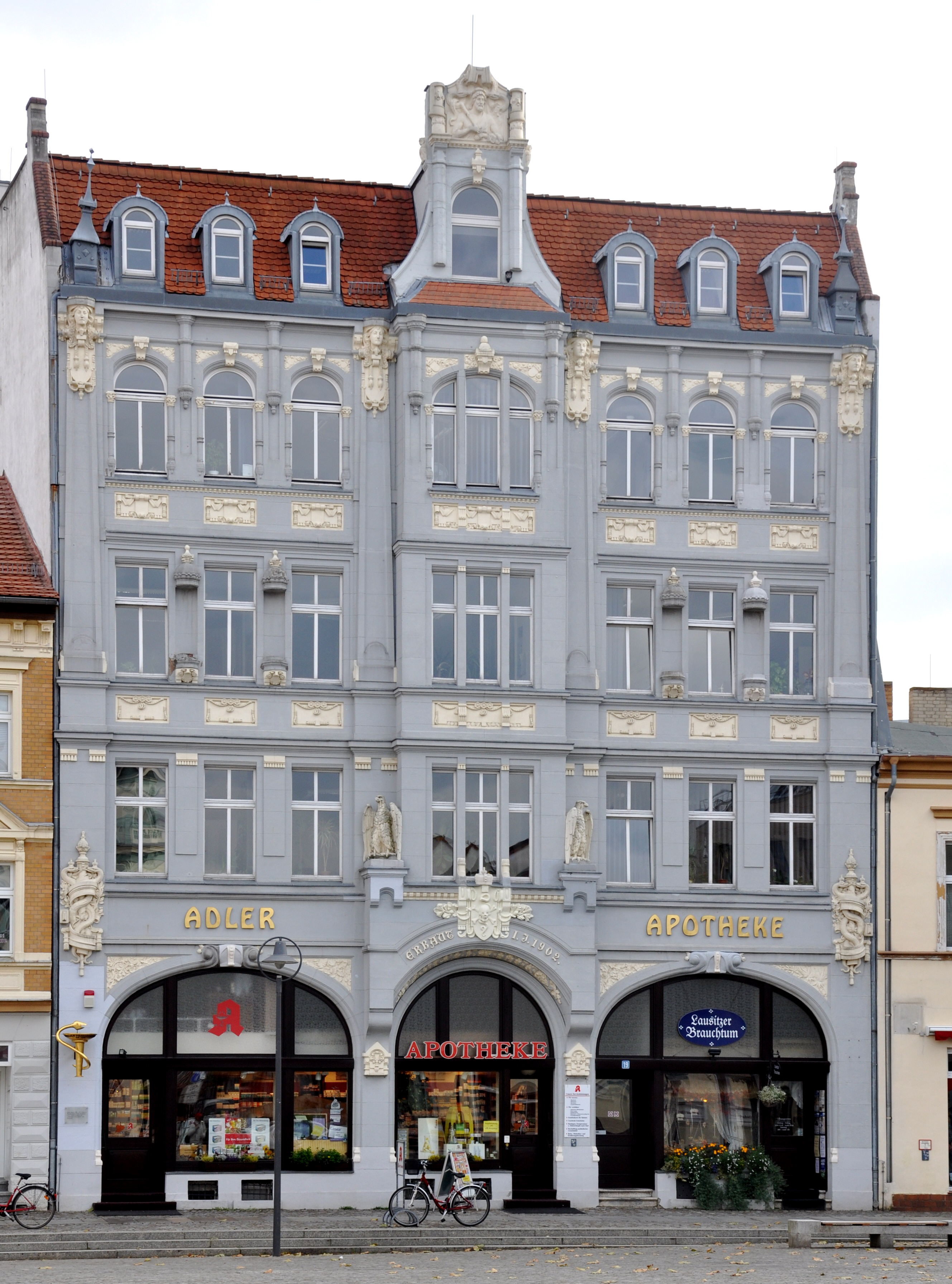
Adler-Apotheke

Um den Markt der Stadt hat sich der historische Altstadtkern der Innenstadt entwickelt. Die angrenzenden Gebäude aus verschiedenen Epochen wurden nach der Wende aufwändig rekonstruiert. Die bis dato mit Grünanlagen gestaltete Südfront des Marktes wurde im September 1998 durch das neue Rathaus mit Ratskeller und Café sowie 1999 durch den Sparkassenkomplex geschlossen. Eine Besonderheit ist das sehr steile Dach des alten Rathausbaus aus dem Jahr 1929, der mit dem modernen Rathausgebäude verbunden ist. Das Dachgefälle beträgt 72,9 Grad. Das neue Rathaus wurde 2001 zusammen mit dem neuen Sparkassengebäude mit dem Architekturpreis des Landes Brandenburg ausgezeichnet.
Eines der dominierenden Gebäude an der Nordseite des Marktes ist die 1902 errichtete Adler-Apotheke. Durch dieses fünfgeschossige Gebäude wird die überwiegend zweigeschossige Bebauung des Marktes aufgebrochen. Die Fassade ist reich geschmückt, unter anderem mit Schlangen und Totenschädeln sowie zwei überlebensgroßen Adlern, die der Apotheke den Namen geben. Im Erdgeschoss befinden sich die Geschäftsräume der Apotheke. Die erste Apotheke Senftenbergs wurde bereits 1680 erwähnt. In dem Gebäude arbeitete von 1949 bis 1951 der Schriftsteller Erwin Strittmatter als Lokalredakteur der Märkischen Volksstimme.
Auf dem Markt wurde am 18. Oktober 2000 eine Nachbildung der kursächsischen Postdistanzsäule aufgestellt. Das Original stand ab 1731 auf dem Markt und wurde 1847 unter preußischer Herrschaft abgebaut. Nur das Originalwappenstück blieb davon bis heute im Schlossmuseum erhalten.
Von 1932 bis 1998 befand sich auf dem Markt ein schlanker Stahlbeton-Lichtmast. Im Volksmund trug er den Namen Langer Herrmann in Anspielung auf Herrmann Lindemann, der zur Bauzeit Bürgermeister war.

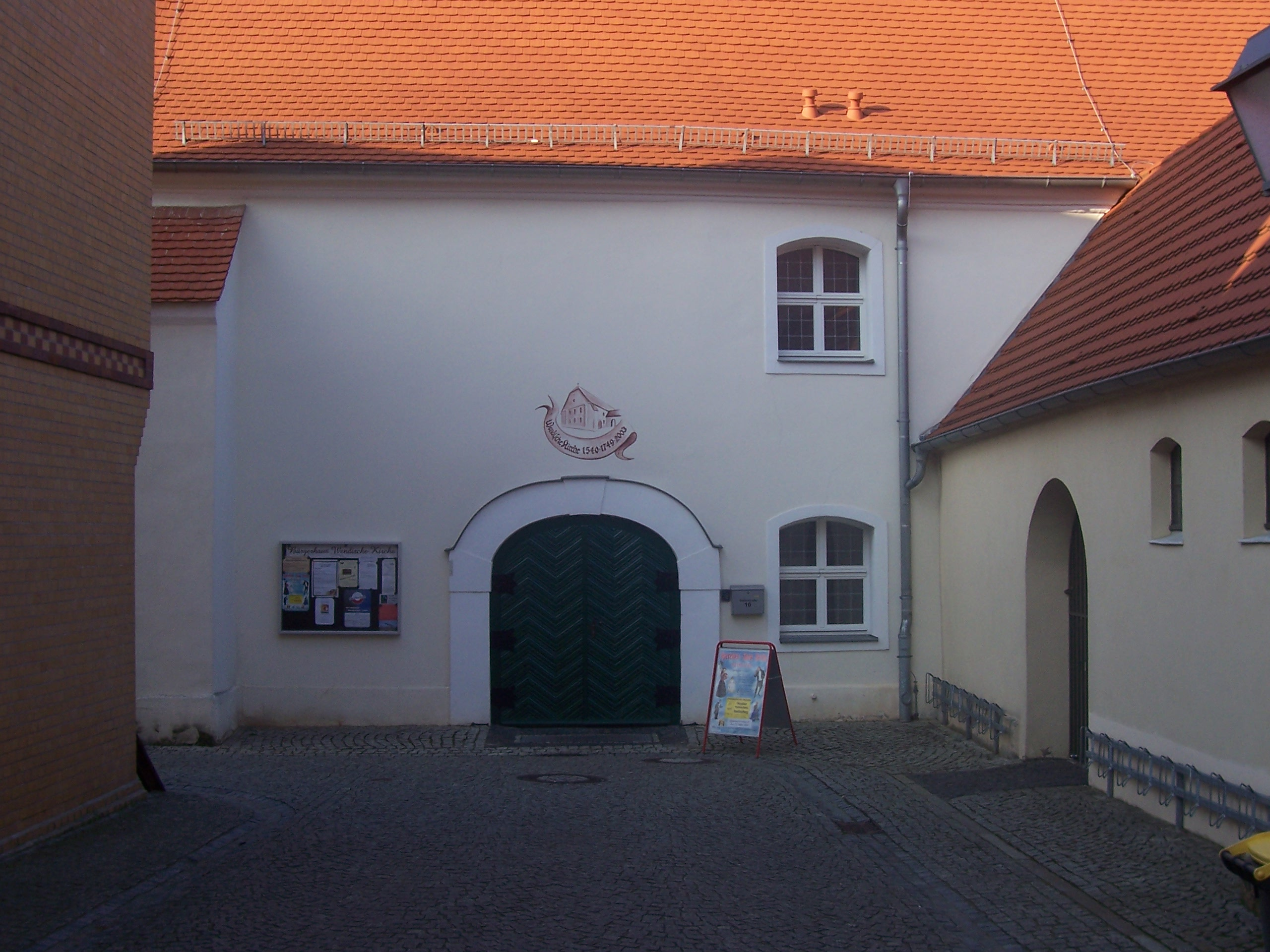
Eingang zum Bürgerhaus Wendische Kirche

Östlich des Marktes schließt sich der Kirchplatz mit der evangelischen Peter-Paul-Kirche (auch als Deutsche Kirche bezeichnet) an. Diese Kirche wurde im 13. Jahrhundert im Stil der Gotik errichtet und verfügt über ein prachtvolles Netzgewölbe.
In unmittelbarer Nähe der Peter-und-Paul-Kirche befindet sich das Bürgerhaus Wendische Kirche. Im Zuge einer Sanierung wurde die Wendische Kirche für rund 400.000 Euro rekonstruiert. Sie wurde in ein soziales und kulturelles Begegnungszentrum umgewandelt und am 28. März 2003 eingeweiht.

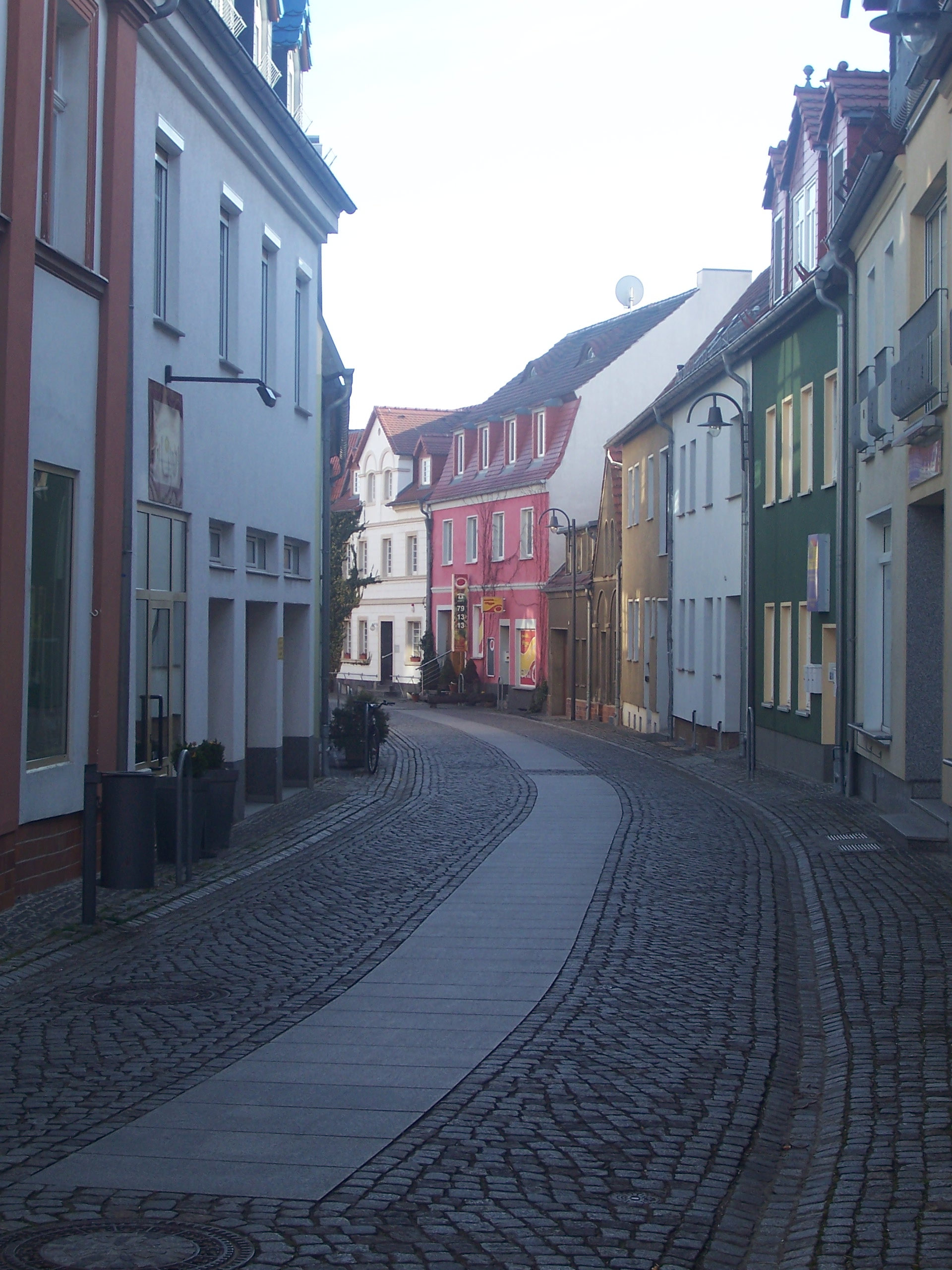
Salzmarktstraße

Die erste wendische Kirche wurde in Senftenberg nach der Reformation im Jahr 1540 errichtet. Mehrfach musste das Bauwerk nach Bränden erneuert werden. Das heutige Gebäude entstand 1749. Im Jahr 1834 mussten die Gottesdienste wegen Baufälligkeit eingestellt werden. In den folgenden Jahren wurde der Sakralbau mehrfach saniert. Der vorerst letzte sorbische Gottesdienst in wurde 1881 gehalten. Im Jahr 1993 war der Abriss der Kirche vorgesehen, das Bauwerk wurde jedoch unter Denkmalschutz gestellt und zunächst die Fassade saniert. Seit 2010 finden auch wieder Gottesdienste in niedersorbischer Sprache statt. An der östlichen Giebelwand ist ein Sgraffito des Malers Günther Wendt aus dem Jahr 1934 angebracht, es stellt Jesus am Kreuz dar. Das Sgraffito wurde im Zweiten Weltkrieg durch Einschüsse beschädigt, diese bleiben als Mahnung erhalten.
Der Altstadtkern wird durch den historischen Ring begrenzt, der aus der Töpfer-, Salzmarkt-, Bader-, Ritter- und Burglehnstraße gebildet wird. Die ältesten Gebäude Senftenbergs stehen an der Töpferstraße.

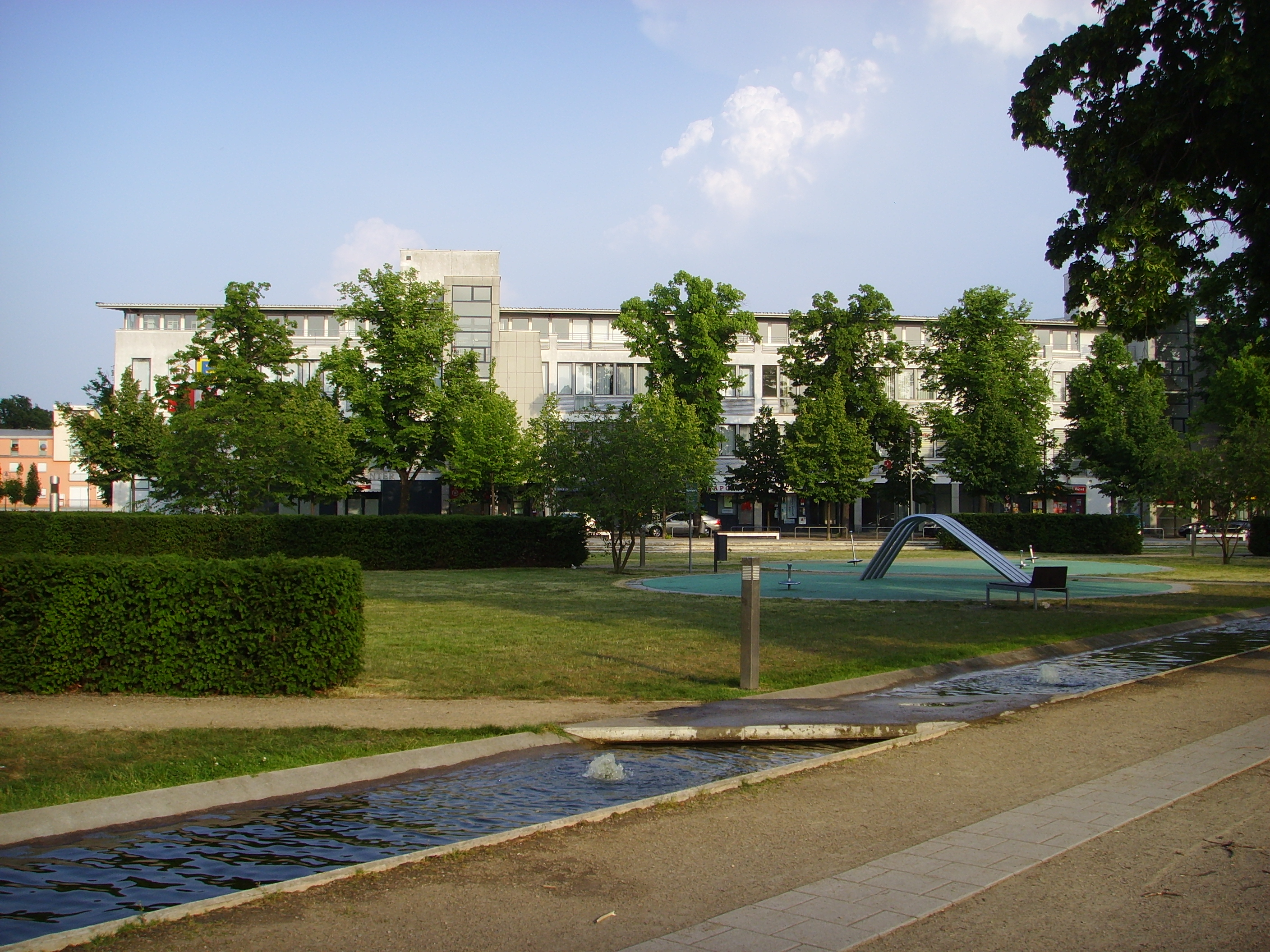
Neumarkt

Südlich des Altstadtrings liegt der im Jahr 2004 neugestaltete Neumarkt. Er wurde von einem großflächigen Parkplatz in eine kleine Parkanlage mit einem künstlichen Flusslauf, einem kleinen Spielplatz und einem Brunnen mit Bronzeplastiken umgewandelt. Die Plastiken stammen von Ernst Sauer. Sie wurden 1983 der Öffentlichkeit präsentiert und sollten ab 1984 als Brunnen Spiele am Wasser an der Südseite des Neumarkts aufgestellt werden. Durch den Bau einer Trafostation an der geplanten Stelle sollte der Brunnen an der Nordostseite errichtet werden. Die geplante Heiztrasse verhinderte dies. Die Plastiken blieben zunächst auf dem Grundstück der Familie des Künstlers. Im Jahr 2004 wurden sie mit der Umgestaltung des Neumarkts als Brunnenensemble abweichend vom ursprünglichen Entwurf des Künstlers aufgestellt. Die Plastiken wurden in der Kunstgießerei Lauchhammer gegossen.

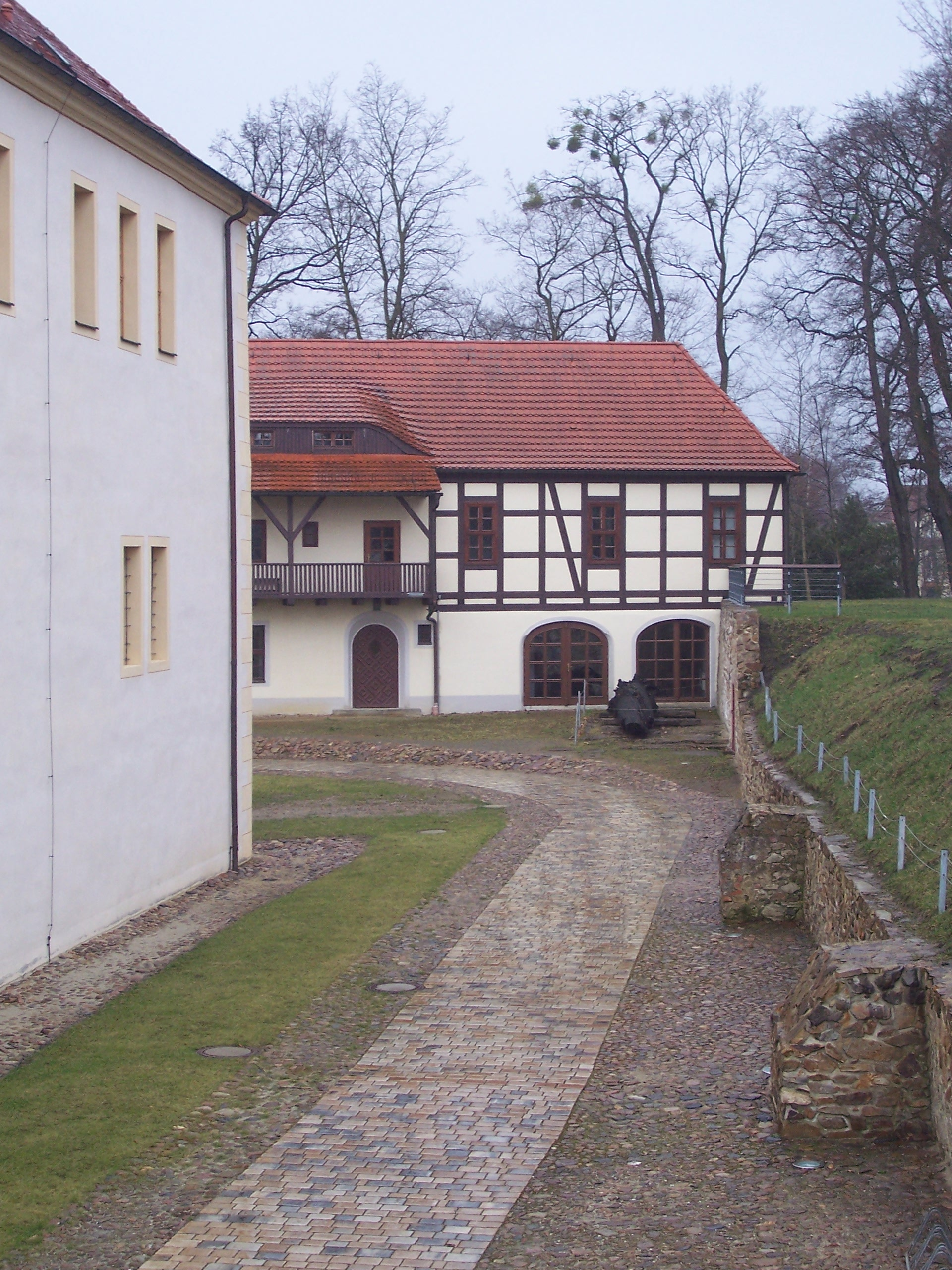
Blick von Wall auf das Kommandantenhaus, davor ein Eichenstamm aus dem 12. Jahrhundert

Ein Teil des Senftenberger Stadtbilds war ab der Mitte des 16. Jahrhunderts bis ins 19. Jahrhundert die seit 1448 zu einer modernen Wehranlage umgebaute Renaissancefestung. Zur Festung gehörten das Schlossgebäude, ein Kommandanten- und Zeughaus (angedeuteter Grundriss), die Wallanlagen mit Poterne und geheimem Wasserausfall, die Kasematten und auf dem Wall das Pulvertürmchen. Der Erdwall mit seinen vier Bastionen ist seit dem Ende des 19. Jahrhunderts ein Bau- und Bodendenkmal. In seiner Form und Anlage ist er einmalig und besitzt damit nationalen Stellenwert. Im Schloss ist das Museum Schloss und Festung Senftenberg untergebracht. An der Außenmauer des Schlosses befindet sich eine Gedenktafel für Hans von Polenz, den ehemaligen Landvogt der Niederlausitz. Die Restaurierung des gesamten Bauwerks wurde 1991 begonnen. Die umfassenden Bau- und Rekonstruktionsmaßnahmen wurden in Einklang mit dem laufenden Museums- und Veranstaltungsbetrieb organisiert. So fanden trotz Umbau verschiedene kulturelle Veranstaltungen, Konzerte, Vorträge, Museumsnächte und -feste sowie große Sonderausstellungen statt. Beim Glück-Auf-Festival des Senftenberger Theaters Neue Bühne in der Spielzeit 2007/2008 wurde die Festung als Spielort der Inszenierung Fäuste genutzt; so wurde hier der Helenaakt aus Faust II dargestellt. Das Schlossgebäude mit seinen Nebengelassen wurde unter preußischer Herrschaft als Schule, Rentamt, Gerichtsgebäude und Gefängnis genutzt.

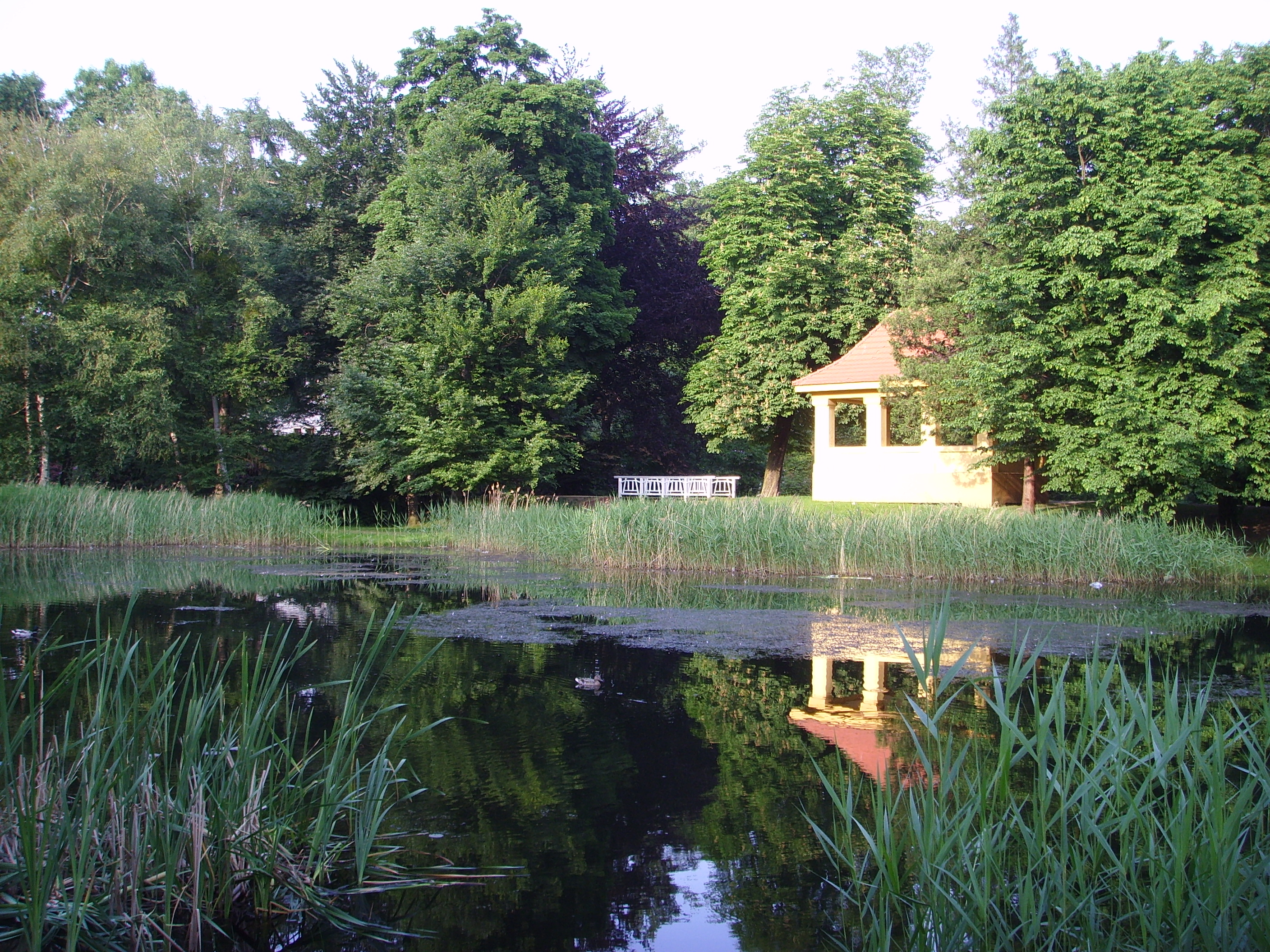
Schlosspark

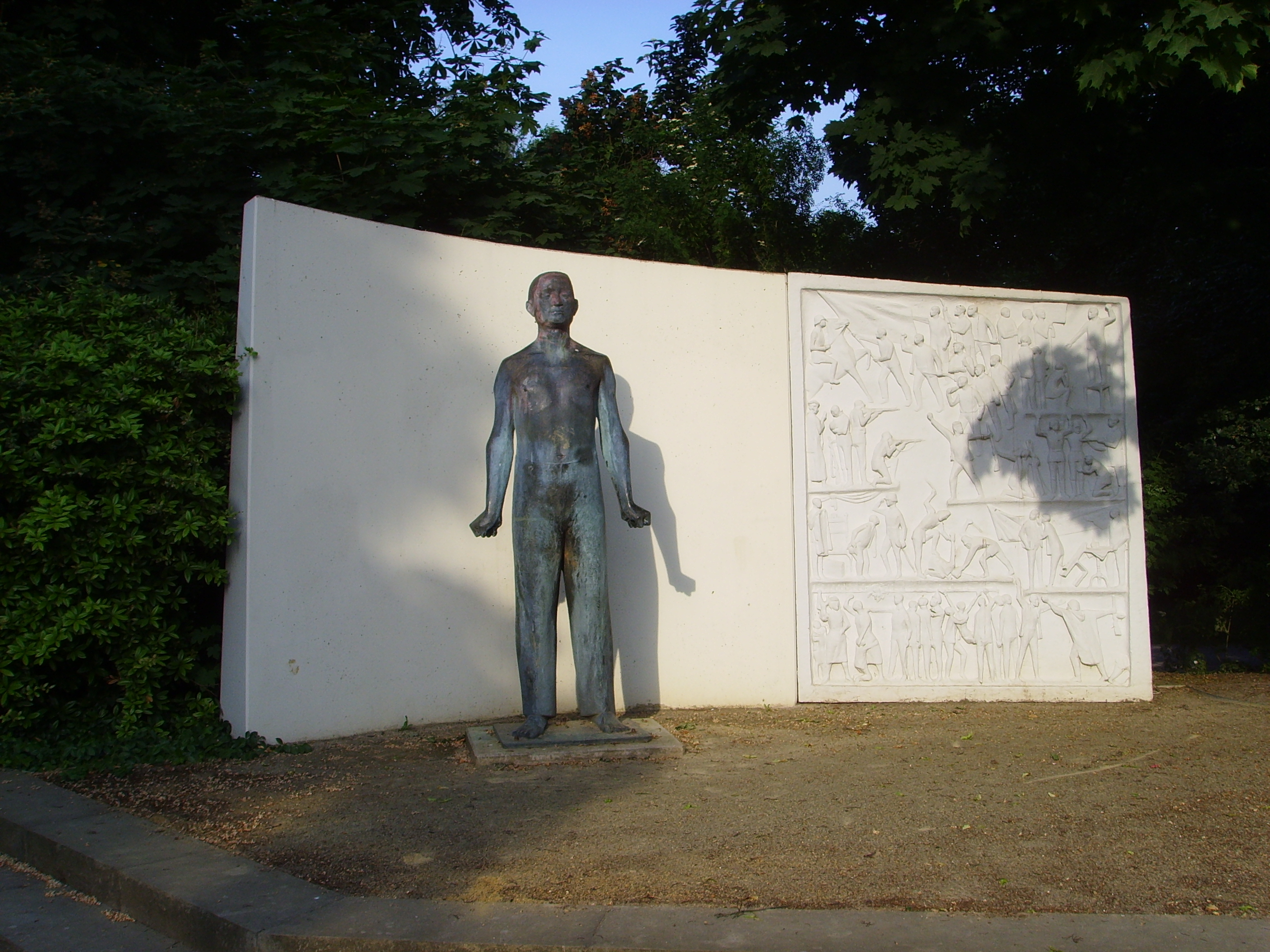
Denkmal für antifaschistische Widerstandskämpfer

Heute ist die Festung von einem weitläufigen Park umgeben, dem Schlosspark. Er wurde ab 1912 während der Amtszeit von Bürgermeister Kieback angelegt. Dazu wurden die Reste des ehemaligen Schlossteichs trockengelegt, der die Festung umgab. Der Park verfügt noch heute über seinen ursprünglichen Baumbestand. Im Schlosspark stehen ein Denkmal für Turnvater Jahn, das 1911 vom Turnverein Germania aufgestellt wurde, sowie ein Mahnmal für die Opfer des Faschismus und Militarismus aus dem Jahr 1962 von Ernst Sauer. Der Schlossteich, der durch eine Bogenbrücke optisch in einen großen und kleinen Teich geteilt wird, sowie ein ostasiatisch aussehender Pavillon lassen der Schlosspark romantisch wirken. Die Teiche werden von zum Teil unterirdisch verlaufenden Kanälen gespeist, die von der Schwarzen Elster kommend das Schloss östlich und nördlich umfließen.

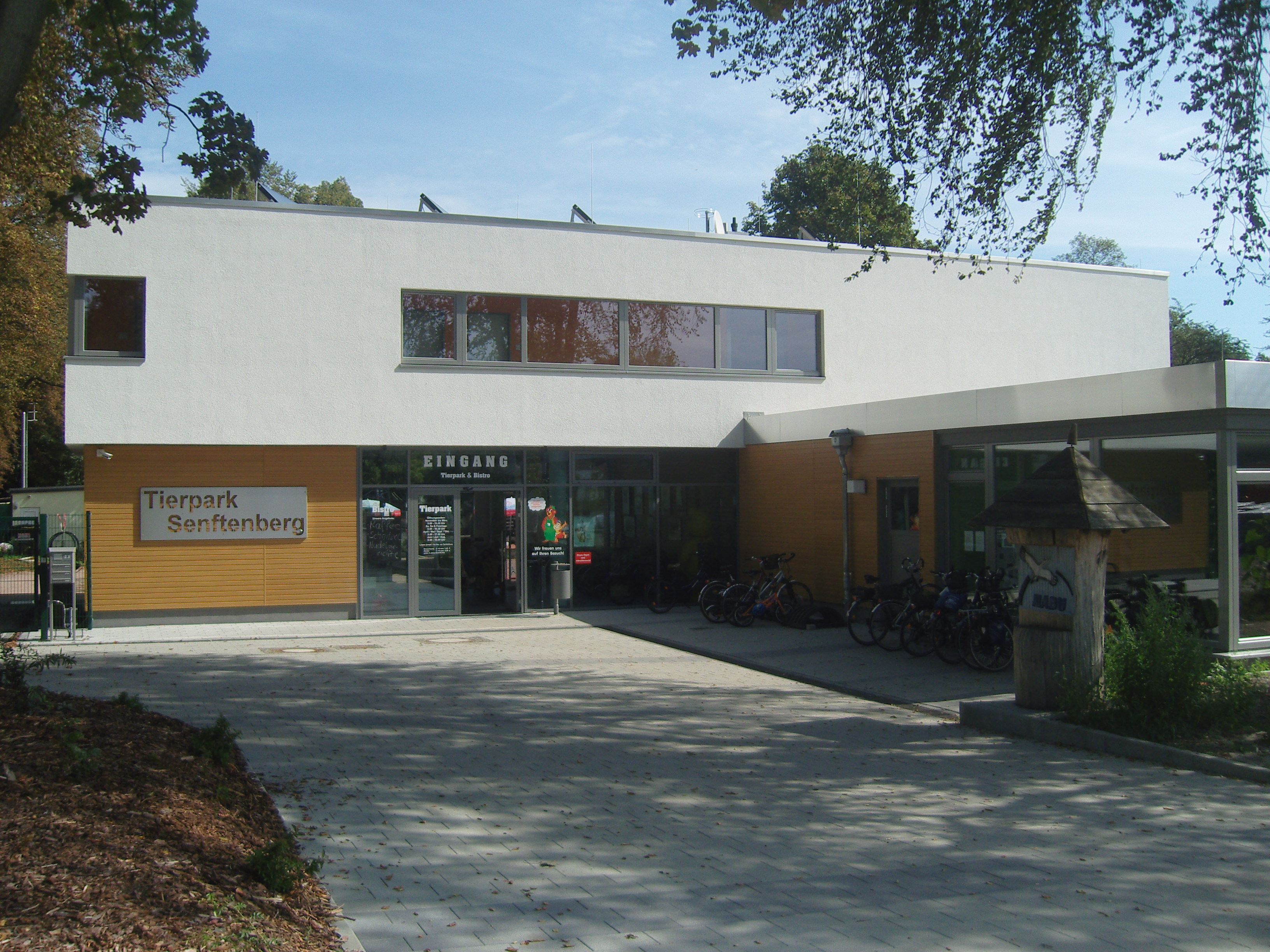
Eingang des Tierparks

Der Senftenberger Tierpark befindet sich ebenfalls im Schlosspark und wird begrenzt durch die Wallanlage der Festung und die Schwarze Elster. Am 12. Juni 1931 wurde er mit einheimischen Tieren, darunter Reh- und Damwild, besetzt. Der Eingang bestand aus einem halbrunden Fachwerkbau mit einem Walmdach, der während und nach dem Zweiten Weltkrieg als Materiallager genutzt wurde. Am 14. Juli 1954 wurde der Tierpark wiedereröffnet. Im Jahr 1957 wurde das Bärengehege mit den beiden Braunbären „Puppi“ und „Moritz“ besetzt. Im Jahr 2012 wurden die Braunbären in einen Wildpark umgesiedelt. Der Bestand der einheimischen Tiere wurde um exotische Exemplaren wie Rhesusaffen, Erdmännchen und Leoparden ergänzt.

### Gartenstadt Marga

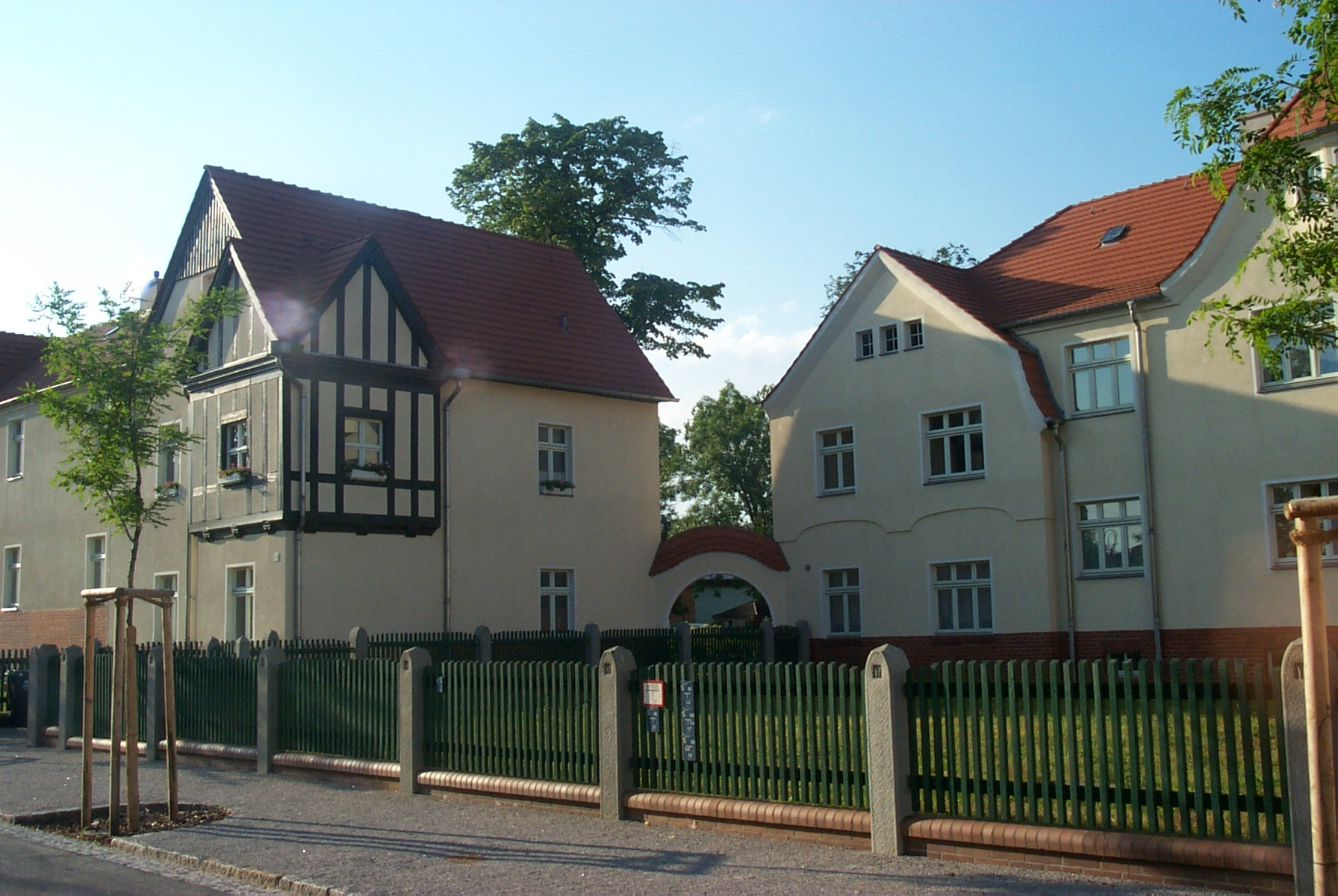
Bürgerhäuser in Marga

Aus städtebaulicher Sicht ist die Gartenstadt Marga im Ortsteil Brieske von besonderer Bedeutung. Marga ist eine Werkssiedlung mit Gartenstadtcharakter, die aufgrund der äußeren Erscheinung in Konkurrenz zum Dresdner Stadtteil Hellerau als erste deutsche Gartenstadt bezeichnet wird. Angelegt wurde sie zwischen 1907 und 1915 als qualitätsvolle Werkssiedlung der Ilse Bergbau AG. Geprägt ist Marga in ihrer architektonischen Gestaltung insbesondere von der Dresdner Reformarchitektur und von Elementen des späten Jugendstils. Der Architekt der Siedlung war Georg Heinsius von Mayenburg, errichtet wurden 78 Häuser mit circa 15 verschiedenen Haustypen, in denen Beamte und Arbeiter der Ilse Bergbau AG wohnten.
Die Häuser gruppieren sich auf einem kreisförmigen Siedlungsgrundriss, in dessen Zentrum sich ein rechteckiger Marktplatz befindet, der von Schule, Kirche, Friedhof, Gasthaus und Geschäftshäusern umstanden ist. Die Gebäude am Markt sind an Vorbildern kleinstädtischer Architektur orientiert, während die Siedlungshäuser sich eher an den Motiven bäuerlicher und herrschaftlicher Baukunst ländlicher Prägung ausrichten. Die Siedlung wurde 1985 unter Denkmalschutz gestellt und von 1998 bis 2000 saniert.

### Denkmale

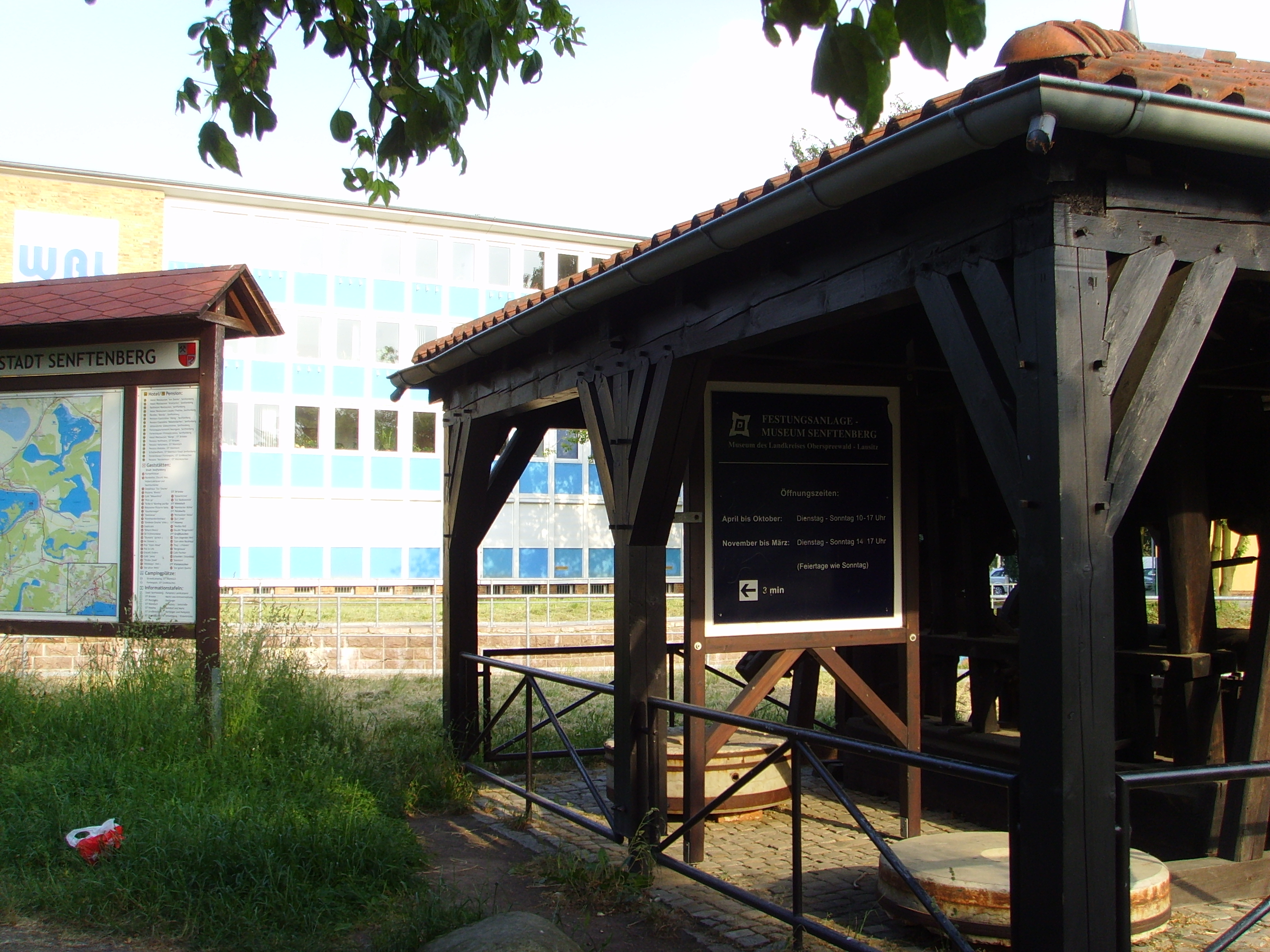
Standort der alten Amtsmühle im Hintergrund Verwaltungsgebäude des Wasserverbands Lausitz

Seit 1994 sind unweit des Schlossparks an der Schwarzen Elster Reste der ehemaligen Lehragksmühle aufgestellt. Dabei handelt es sich um die Hirsestampfen und Teile des Ölgangs. Die Mühle stand vom Anfang des 17. Jahrhunderts bis 1955 zwischen Schipkau und Schwarzheide. Ursprünglich befand sich an dieser Stelle die Senftenberger Amts- oder Schlossmühle, die direkt am ehemaligen Schlossteich lag. Die Mühle arbeitete zeitweise mit bis zu zehn Wasserrädern und war eine Öl-, Mahl-, Stampf-, Schneid-, Loh- und Walkmühle. Das Jahr der Errichtung ist unbekannt, bereits 1551 wurde sie in Steinbauweise ausgeführt. Es bestand Mahlzwang an dieser Mühle für die Bewohner Senftenbergs sowie für die Dörfer Brieske, Buchwalde, Bückgen (devastiert), Hörlitz, Jüttendorf, Großkoschen, Kleinräschen (devastiert), Klettwitz, Lauta, Meuro, Rauno (devastiert), Reppist (devastiert), Saalhausen, Sorno (devastiert), Sauo (devastiert), Sedlitz und Thamm.
Auf dem Neuen Friedhof an der Briesker Straße befindet sich ein Gedenkstein für 41 überwiegend polnische Zwangsarbeiter sowie ein Denkmal für den Widerstand gegen den Kapp-Putsch.
An der Turnhalle der ehemaligen Realschule (in der DDR POS I Arthur-Wölk) in der Schulstraße erinnert eine Gedenktafel an den Antifaschisten Arthur Wölk, der mit anderen Genossen in dem damaligen Schutzhaftlager der SA inhaftiert war.

### Museen

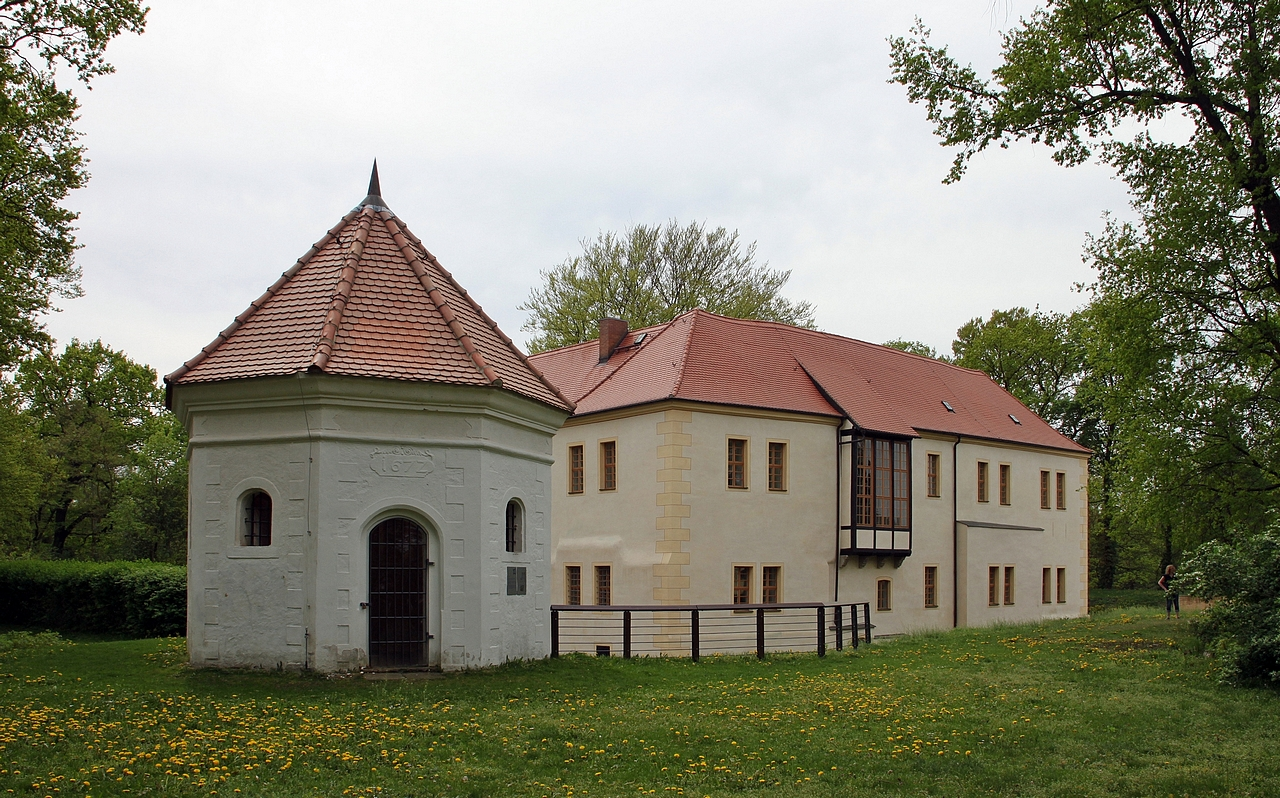
Blick zum Pulverturm auf der Festungsanlage

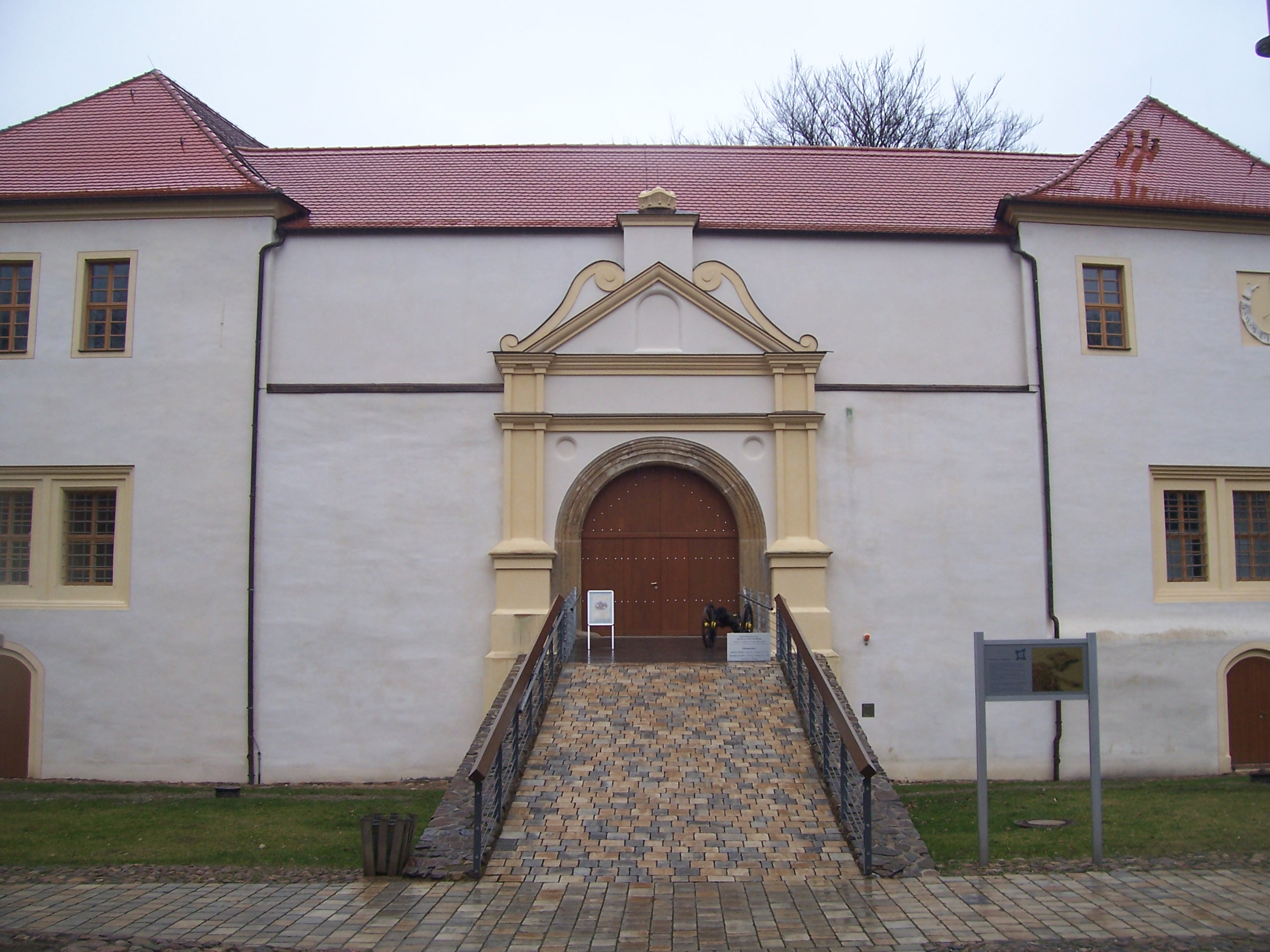
Eingang des Senftenberger Schlosses – Sitz des Museums Schloss und Festung Senftenberg

Im Gebäude des Senftenberger Schlosses ist das Museum Schloss und Festung Senftenberg untergebracht. Die Ausstellung beleuchtet anhand von Funden und Ausstellungsstücken das Leben der Menschen in der Bronzezeit, im Mittelalter bis hin zum Auffinden der Braunkohle und der beginnenden Industrialisierung. Im Museum ist ein Modellbergwerk in Originalgröße dargestellt. Im Jahr 1907 begann der Senftenberger Otto Mingau mit der Sammlung historischer Gegenstände im Pulvertürmchen auf der Festungsanlage des Schlosses. In den 1930er Jahren bekam Mingau durch die Stadt Teile des Schlosses für seine Sammlung zugewiesen. Nach dem Zweiten Weltkrieg wurde das Museum 1950 wiedereröffnet und Otto Mingau wurde erster Museumsdirektor.

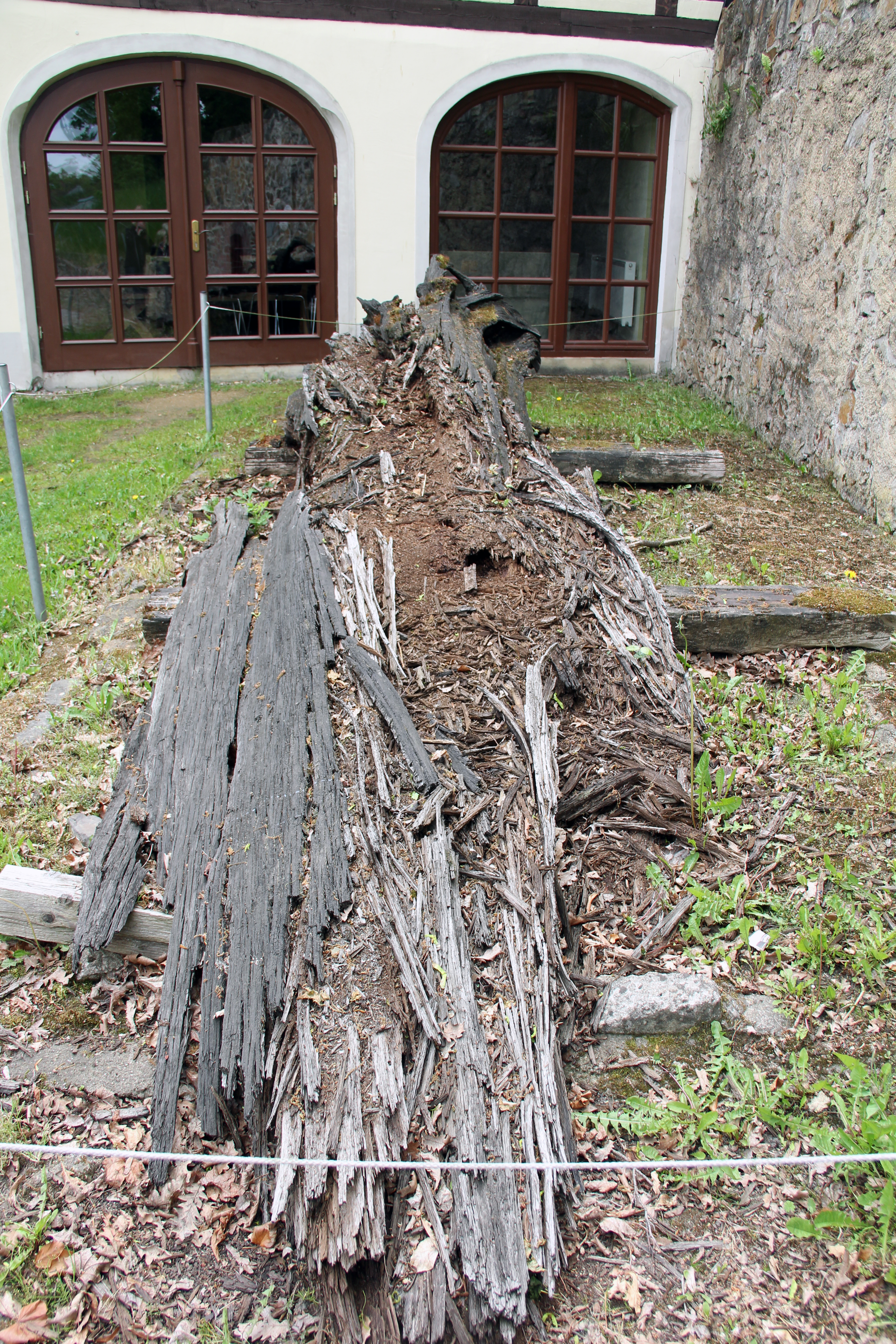
Eichenstamm aus dem 12. Jahrhundert im Innenhof des Museums

Im Innenhof des Museums befindet sich die Plastik „Der Bettler“ von Ernst Barlach. Des Weiteren liegt dort ein bei Arnsdorf gefundener Eichenstamm. Der letzte erkennbare Jahresring ist aus dem Jahr 1163. Als Fälldatum wird das Jahr 1183 (± zehn Jahre) angenommen, damit ist der Eichenstamm der älteste Nachweis von Holzbearbeitung in der Region.
Zum Museum gehört die Galerie am Schloss im Polenzhaus mit wechselnden Ausstellungen. Sie befindet sich unweit des Schlosses im Schlosspark. Das Polenzhaus wurde 1937 anlässlich des 500. Todestages Hans von Polenz' gebaut. Mit seinen schlichten Formen ist das zweigeschossige Gebäude stilistisch an das Senftenberger Schloss angelehnt; mit einem Turm an der Giebelseite, Fenstern, die den Renaissancefenstern nachempfunden sind, und einem Arkadengang. An der Giebelseite wird auf einem Sgraffito von Günther Wendt Hans von Polenz als Lehnsherr der Niederlausitz dargestellt. In der Hand hält er eine Fahne, auf welcher der Niederlausitzer Stier abgebildet ist.

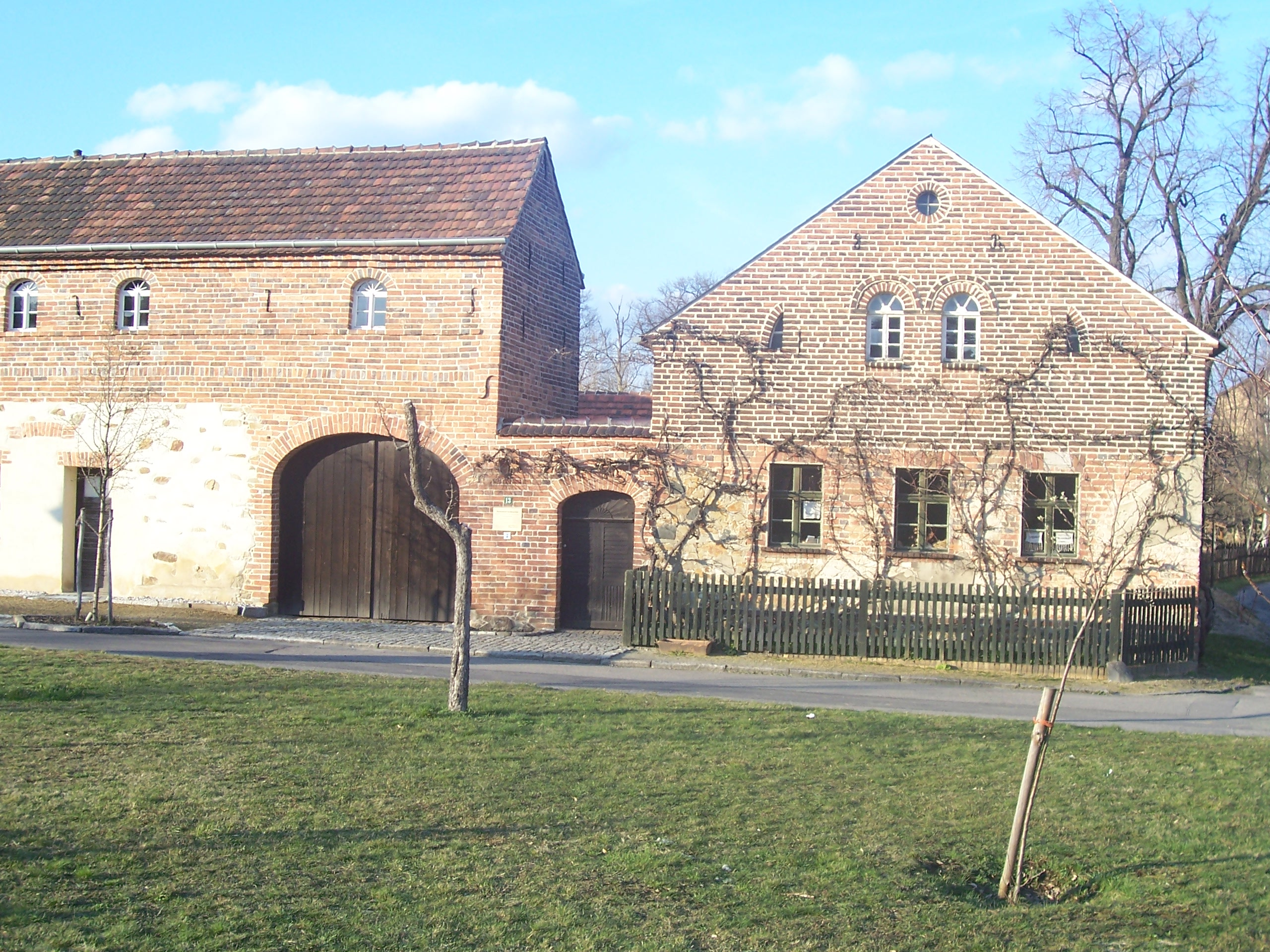
Museumshof Großkoschen

Im Ortsteil Großkoschen befindet sich der Museumshof, ein typischer Senftenberger Vierseitenhof aus dem Jahre 1864. Das Gehöft steht unter Denkmalschutz und ist eines der letzten und zugleich sehr gut erhaltenen Höfe der Region. Es gibt einen Einblick in historische Wirtschaftsformen eines Bauernhofes um 1900. So können neben einer Vielzahl landwirtschaftlicher Geräte ebenso die täglich anfallenden Arbeiten auf dem Hof erlebt und angesehen werden. Der Anbau alter Kulturpflanzen wie Lein, Buchweizen, Waid und Ackerspörgel sowie die Haltung vom Aussterben bedrohter Haustierrassen und deren Nutzung, z. B. die Imkerei, stehen dabei im Mittelpunkt. Zum Hof gehören ein Pferdegöpel, eine bäuerliche Hausmüllerei und eine Backstube. Der Heimatkundler Wilhelm Ratthey bemerkte bei seinen Wanderungen im Umkreis von Senftenberg, dass spezielle Hofformen besonders häufig vorkommen. Er unterschied sechs verschiedene Arten. Der Begriff Senftenberger Vierseitenhof stammt von Ratthey. Die Höfe wurden meist von 1820 bis 1880 errichtet und aus Feldsteinen gebaut. Ihre wuchtige und geschlossene Bauweise ist ebenfalls ein markantes Zeichen. Die Vierseitenform besteht aus Torhaus, Wohnhaus und Stallgebäuden; nach hinten wird sie durch Schuppen oder eine angebaute Scheune geschlossen.
Das private Bergbaumuseum Niemtsch wurde am 1. Juli 1996 anlässlich der 500-Jahr-Feier von Niemtsch eröffnet. Geleitet wurde es von Dieter Müller, der in seiner 45-jährigen Tätigkeit im Braunkohlebergbau zeitgenössische Gegenstände des Bergbaus gesammelt hat. Zur Sammlung gehören etwa 1250 Briketts, vor allem Schmuck-, Sonder- und Zierbriketts. Darunter befinden sich wertvolle Stücke und einmalige Exemplare, beispielsweise das erste Brikett der Firma „Henkel“ aus dem Jahr 1871. Darüber hinaus enthält die Sammlung Bergmannslampen, Steigerhäckel und weitere Bergmannsutensilien sowie grafische Darstellungen von bergmännischen Produktionsabläufen. Zwischenzeitlich wurde das Bergbaumuseum geschlossen. Sobald die Stadt Senftenberg einen geeigneten Ort gefunden hat, wird die Sammlung als Leihgabe dort ausgestellt.
Im ehemaligen Briesker Schulgebäude war bis 2008 die Heimatstube „Gartenstadt Marga“ untergebracht.

### Senftenberger See

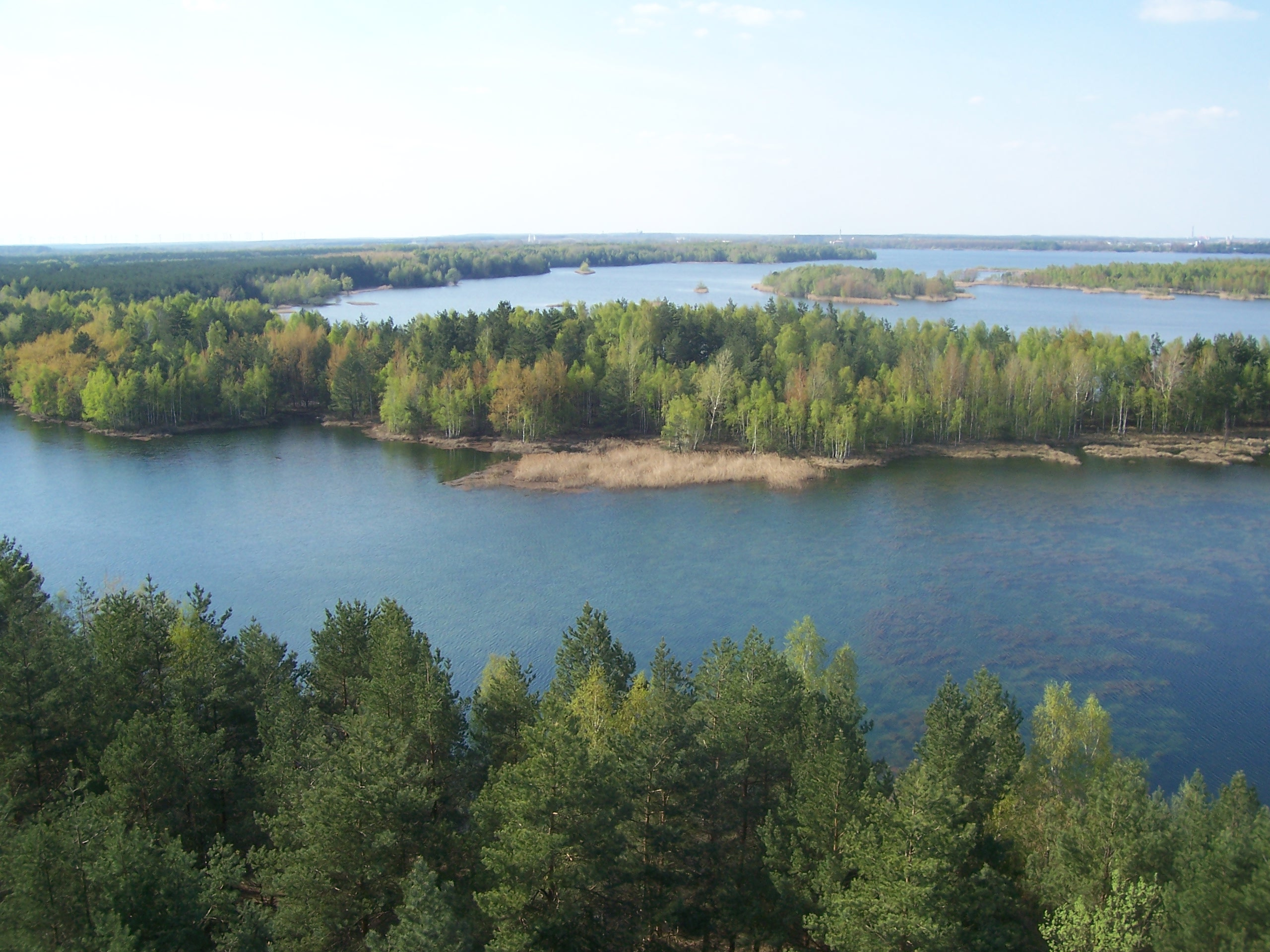
Ausblick von der Aussichtsplattform

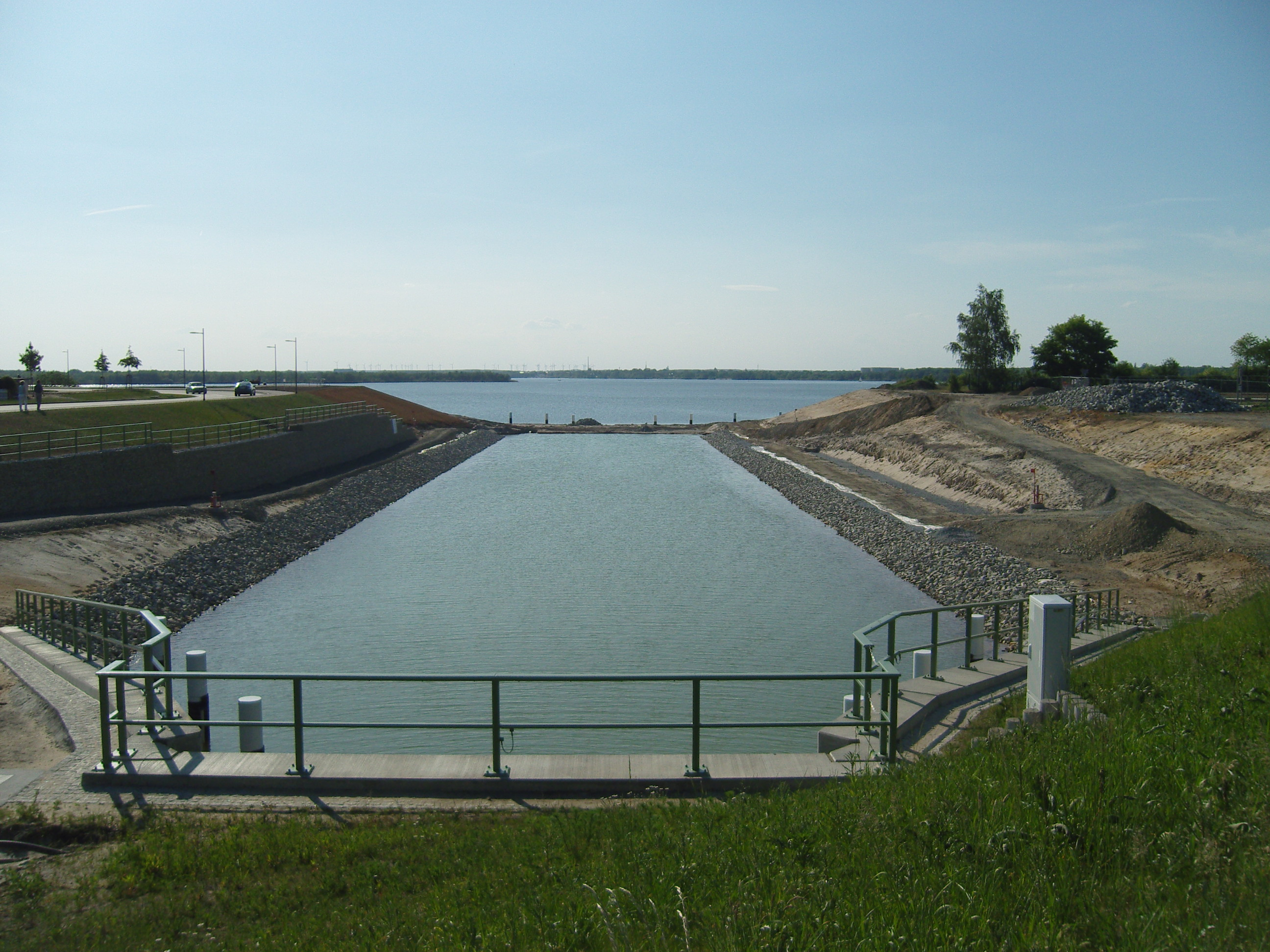
Koschener Kanal und Senftenberger See

Mit einer Fläche von etwa 1300 Hektar und einer guten Wasserqualität ist der Senftenberger See ein beliebtes Urlaubs- und Ausflugsziel für Erholungssuchende und Wassersportler. Auf dem See verkehrt das Motorschiff Santa Barbara (Schutzheilige der Bergleute). Der Name des Schiffes erinnert daran, dass der See aus dem ehemaligen Tagebau Niemtsch entstand, in dem Braunkohle gefördert wurde. Der See ist touristisch mit Radwanderwegen erschlossen. Er wird durch die Schwarze Elster gespeist. Seit Juni 2013 existiert mit dem Koschener Kanal eine schiffbare Verbindung zwischen dem Senftenberger und dem Geierswalder See. Im Senftenberger See befindet sich eine Insel, die als Naturschutzreservat nicht betreten werden darf.
Am Großkoschener Ufer des Sees, eingebettet in einen Kiefernwald, befindet sich ein Ferienpark. Er bietet für circa 2600 Urlauber Übernachtungsmöglichkeiten. Durch zahlreiche Investitionen im Ferienpark wurden Verkehrsanbindungen, 40 Ferienhäuser, ein Rezeptionsgebäude und eine Wasserrutsche neu geschaffen. In Höhe des ehemaligen Kinderferienlagers entstand ein Wassersportzentrum. In Niemtsch wurde ein Comfort-Campingplatz angelegt.
Am Südufer des Senftenberger Sees wurde am 31. März 2001 ein 31,5 Meter hoher schiefer Aussichtsturm in der Gemarkung Hosena, direkt am Seeradweg zwischen Großkoschen und Niemtsch, errichtet. Er ermöglicht einen Ausblick über den See, ins Innere der Insel und in die Niederlausitz. Bei guter Sicht sind überdies die Tribünen des Lausitzrings und die Kamenzer Berge zu sehen.

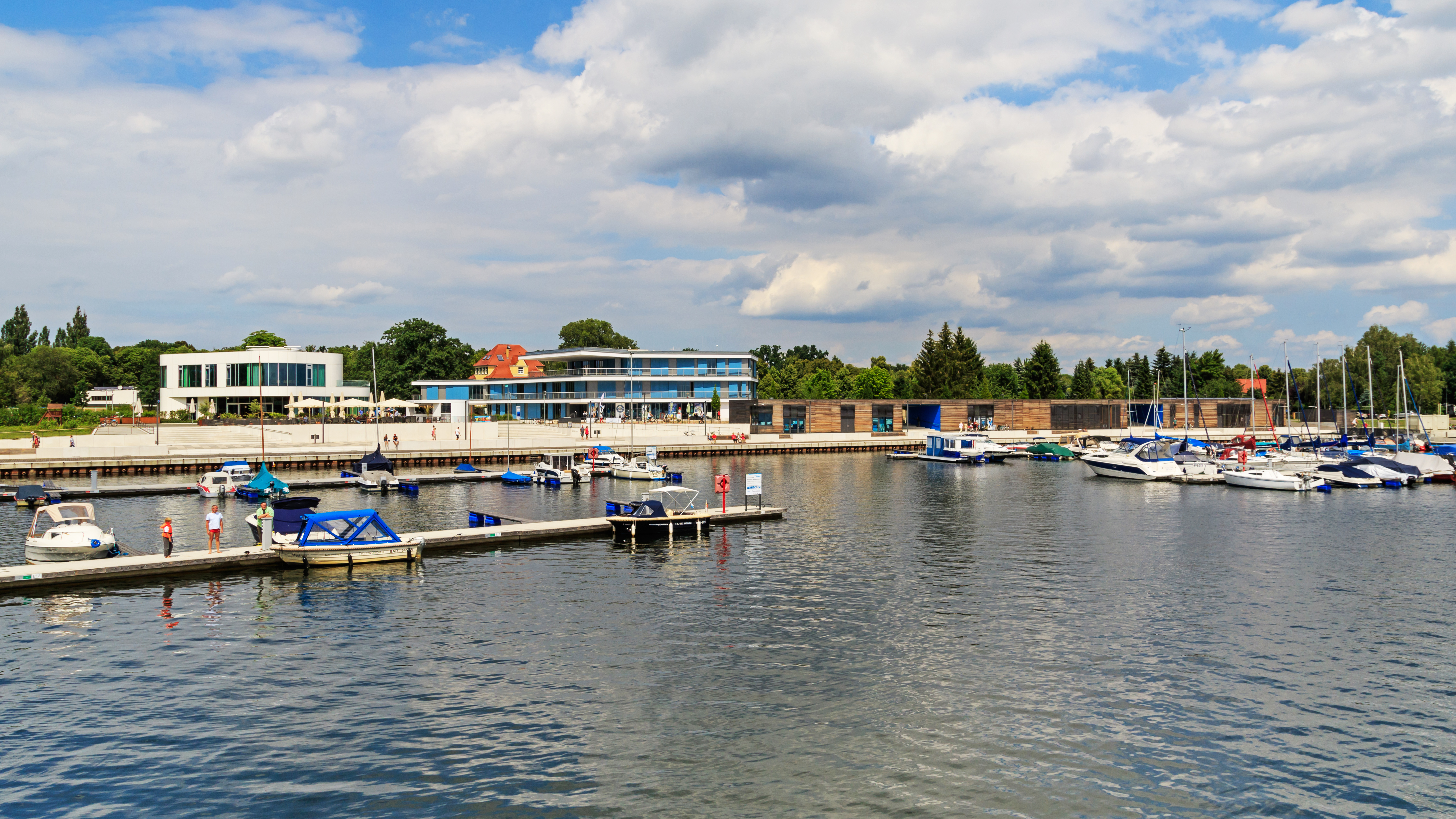
Stadthafen Senftenberg

Am 23. April 2013 wurde der Stadthafen am Senftenberger See nach fast zweijähriger Bauzeit eröffnet. Die Baukosten lagen bei 13 Millionen Euro.
Ebenfalls 2013 wurde der Koschener Kanal eröffnet, der den Senftenberger See mit dem Geierswalder See verbindet und die Schwarze Elster und Bundesstraße 96 als Schiffstunnel unterquert.

### Theater

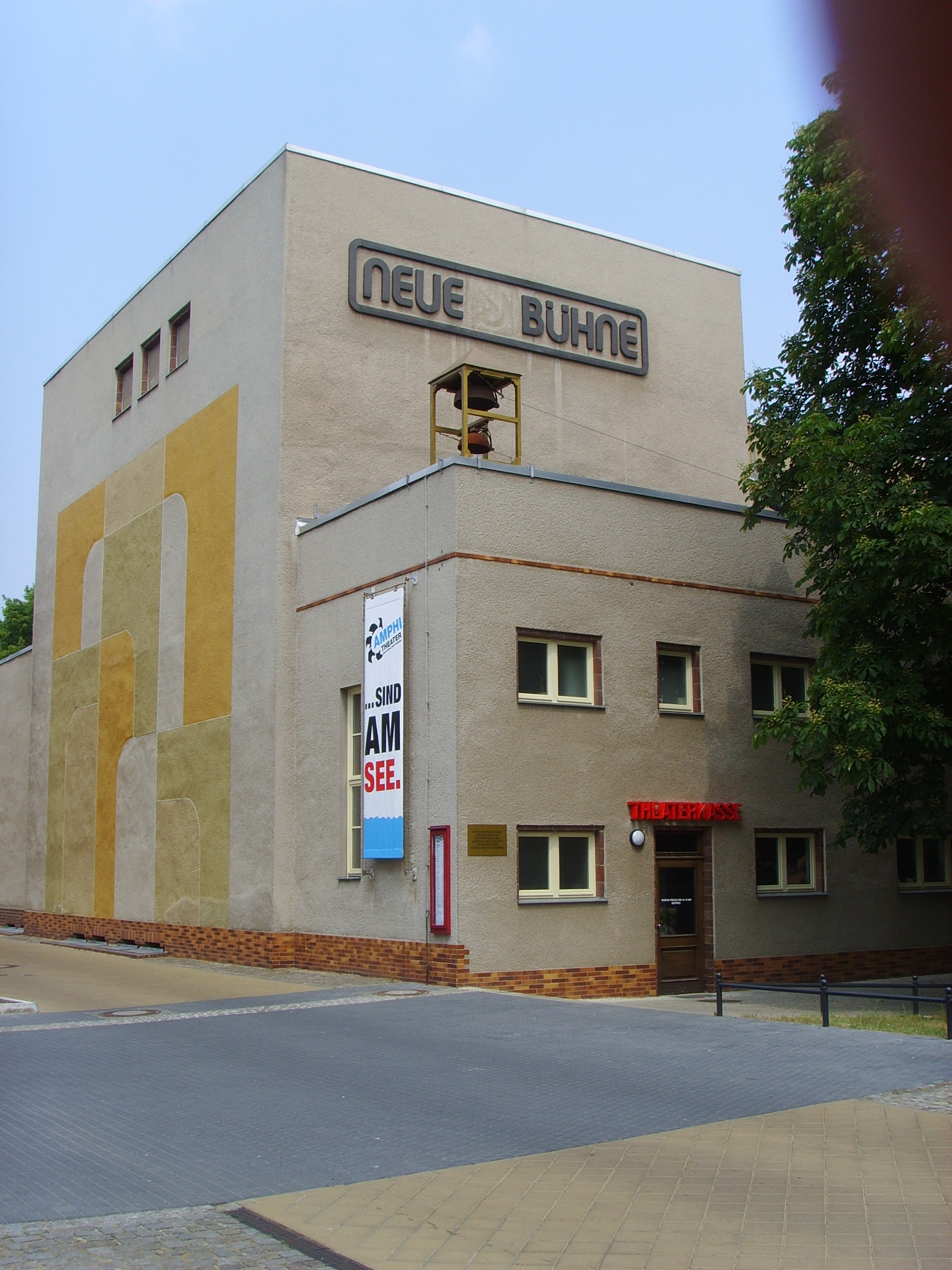
Theater Neue Bühne

Das Senftenberger Theater Neue Bühne Senftenberg wurde am 21. Oktober 1946 als Stadttheater Senftenberg in der Turnhalle der Schule „Walther Rathenau“ auf Befehl des ersten Kreis- und Stadtkommandanten, des sowjetischen Gardeobersten Iwan Demjanowitsch Soldatow, gegründet. Als Bergarbeitertheater erwarb es sich in der Folgezeit einen guten Ruf und war Sprungbrett für viele bekannte Schauspieler. Im Jahr 1990 erhielt es seinen gegenwärtigen Namen; 1993 wurde es in ein Einspartentheater umgewandelt. Die Zeitschrift Theater heute wählte es 2005 zum deutschen Theater des Jahres.
Im Mai 2001 wurde im Ortsteil Großkoschen direkt am Senftenberger See ein Amphitheater eröffnet. Es bietet Platz für 600 Zuschauer und vereint klassische und moderne Elemente. Die halbrunde Spielfläche und die ansteigenden Sitzbänke sind im Stil des griechischen Theaters angelegt. Darüber hinaus verfügt es über moderne Licht-, Ton- und Bühnentechnik. Die 17 mal 30 Meter große Spielfläche sowie der Balkon über der Bühne als weitere Spielebene sind gut geeignet für Sprech- und Musiktheater. Während der Sommersaison werden Theaterstücke, Bühnenshows und Open-Air-Konzerte aufgeführt.

### Freizeit

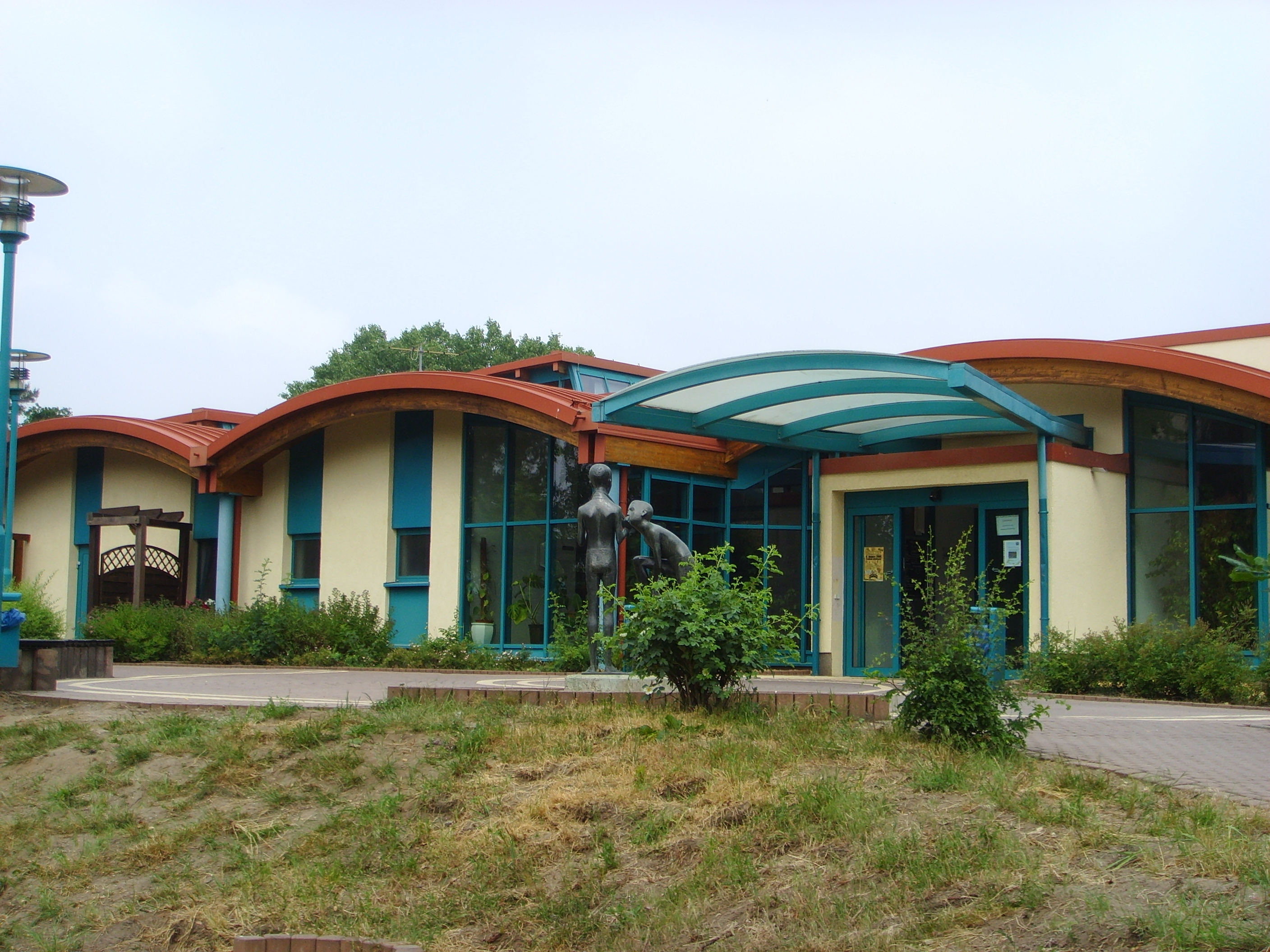
Erlebnisbad

Im Zuge der Begradigung der Schwarzen Elster wurden in den 1920er und 1930er Jahren Badestellen am Fluss eingerichtet. Aufgrund der starken Rotfärbung der Elster wurden diese nicht mehr genutzt. Die Verschmutzung des Flusses wurde häufig hervorgerufen durch die Einleitung von Abwässern der Aluminiumhütte Lauta. Deshalb wurde das Baden im Fluss bereits in den 1930er Jahren zeitweise untersagt. Forderungen nach anderen Schwimmmöglichkeiten wurden laut. Die Grundsteinlegung für die Schwimmhalle fand im Mai 1969 statt. Am 7. Oktober 1970 wurde das heutige Erlebnisbad als Volksschwimmhalle mit 25-Meter-Bahnen im „Hundewäldchen“ eingeweiht. Der Umbau zum Erlebnisbad erfolgte in der Mitte der 1990er Jahre. Das Erlebnisbad mit Außenbecken, Rutschen, Solarien und Sauna wurde am 14. Dezember 1996 eröffnet.

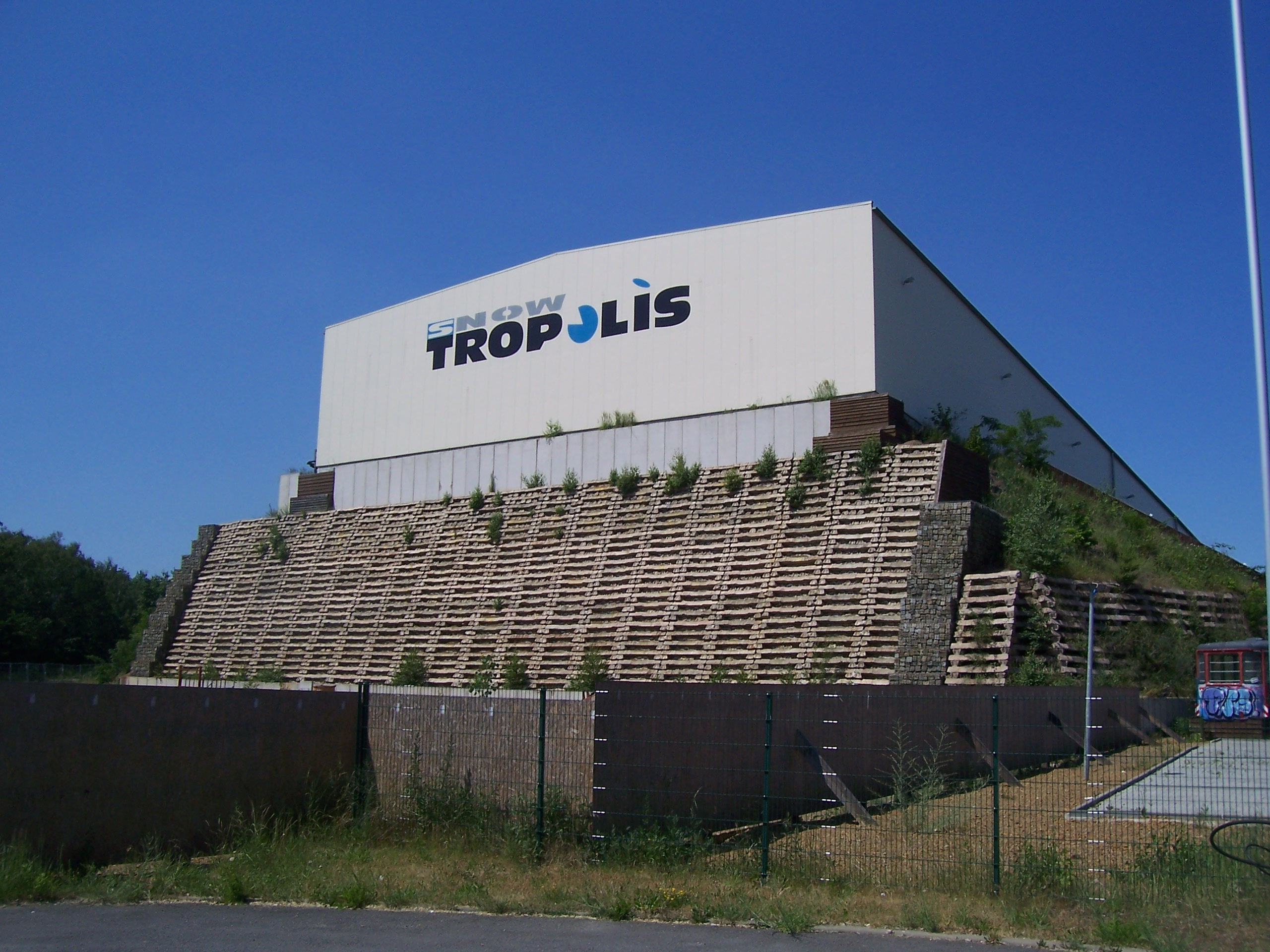
Skihalle SnowTropolis

In der Skihalle Snowtropolis ist es im Sommer und Winter möglich, Sport mit Ski und Snowboard zu betreiben. Die Piste ist 130 Meter lang und verfügt über unterschiedliche Gefälle mit bis zu 25 Grad. Daneben befindet sich eine Bowlinganlage auf 2 Ebenen und eine Mehrzweckhalle für Publikumseislauf (November–März) und Tennis, Badminton und Volleyball.
Das Kultur- und Freizeitzentrum Pegasus bietet Kindern und Jugendlichen Möglichkeiten der Freizeitgestaltung. Neben handwerklichen Kursen wie Töpfern werden gleichfalls Computerkurse angeboten. Das Freizeithaus verfügt über einen Fitnessraum und einen Proberaum für junge Bands. Das Gebäude wurde in den 1950er Jahren als Pionierhaus erbaut und von Sportvereinen und Arbeitsgemeinschaften genutzt. Es war nach dem Widerstandskämpfer und älterem Bruder von Lotte Ulbricht Bruno Kühn benannt. An der Stirnseite des Gebäudes ist ein Mosaik angebracht, das einen Pegasus darstellt.
Weiterhin gibt es den Club WK III, in dem der Verein „Der Würfel“ e. V. seinen Sitz hat. Dabei handelt es sich um einen Jugend- und Freizeitverein, der unter anderem die Jugendweihe-Feierlichkeiten in Senftenberg organisiert.

### Musik
Im Jahr 1854 wurde in Senftenberg der Jugend-Gesangsverein von 18 jungen Leuten gegründet. Aus diesem Verein entwickelte sich später der Männer-Gesangsverein Frohsinn. Dieser Gesangsverein ist der Vorläufer des 1911 gegründeten Chors der Bergarbeiter. Dieser Chor hat heute etwa 40 Mitglieder. Während der Auftritte tragen die Sänger ihre traditionelle Bergmannskleidung. Neben dem Chor der Bergarbeiter gibt es den gemischten Kammerchor der Musikschule (gegründet 1988) und den ebenfalls gemischt auftretenden Konzertchor Senftenberg (gegründet 1979).

### Kulturelles Leben und regelmäßige Veranstaltungen

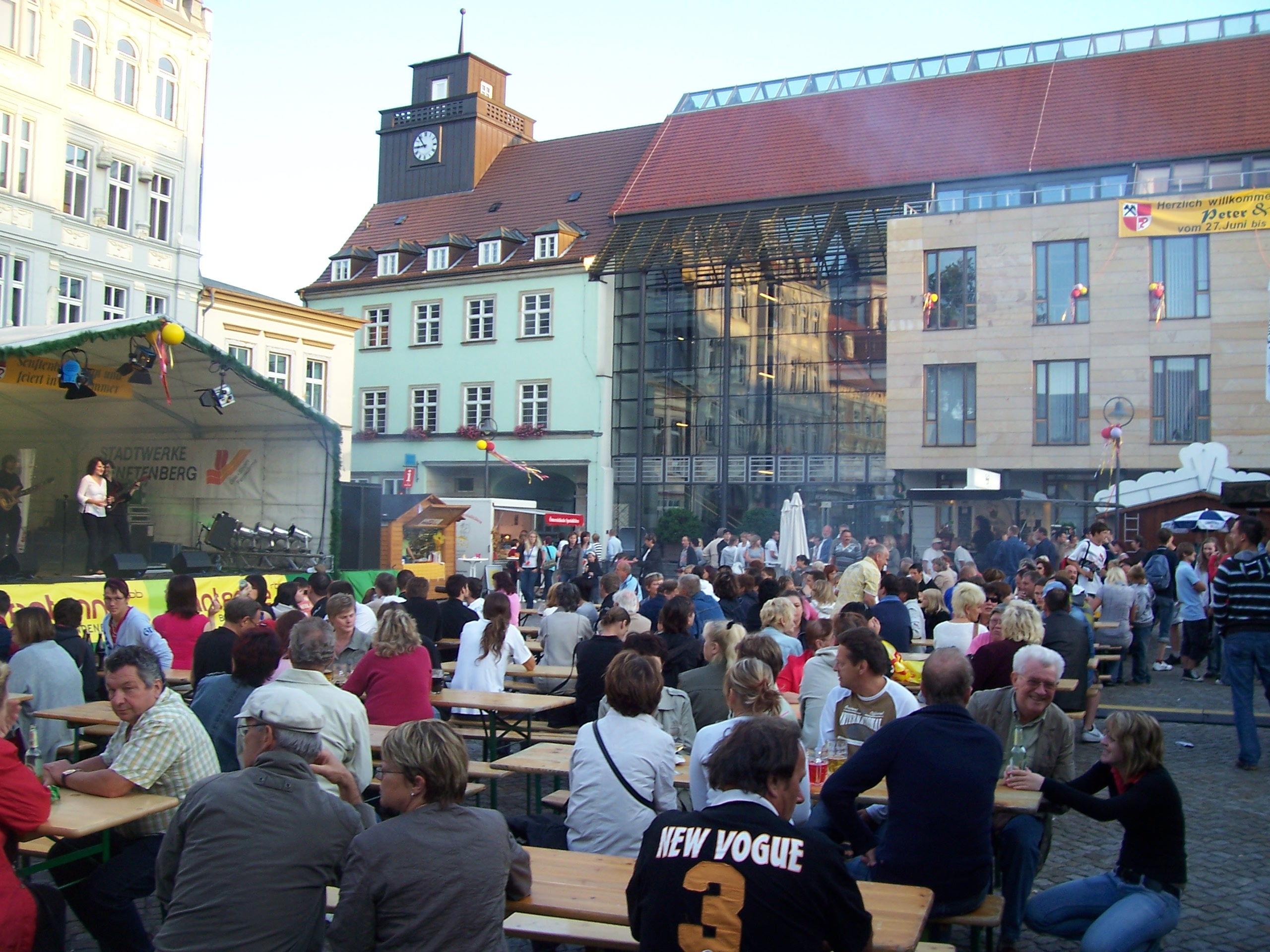
Peter-und-Paul-Markt vor dem Senftenberger Rathaus, 2008

Jedes Jahr am letzten Juni-Wochenende findet auf dem Marktplatz vor dem Rathaus und in den daran angrenzenden Straßen der Peter-und-Paul-Markt statt. Dafür werden Verkaufsstände verschiedener Händler aus Senftenberg und den Partnerstädten sowie Bühnen für Livedarbietungen aufgebaut. Der Peter-und-Paul-Markt ist der älteste Senftenberger Markt. Er ist den beiden Schutzheiligen der Stadtkirche, Petrus und Paulus, geweiht. Früher wurde er als Mägdemarkt bezeichnet, da während des Marktes die Dienstmägde für das kommende Jahr ausgewählt wurden.
Einmal jährlich findet das Senftenberger Kneipenfest statt. Daran nehmen zahlreiche Senftenberger Gaststätten, Kneipen und Restaurants teil. Zwischen den einzelnen Stationen ist ein Shuttleverkehr eingerichtet, der die Besucher des Festes zu den teilweise weit voneinander entfernten Lokalitäten fährt. In den vergangenen Jahren hatte dieses Fest jedoch unter einem starken Besucherrückgang zu leiden.
Im Dezember wird auf dem Marktplatz und in den angrenzenden Straßen der Weihnachtsmarkt abgehalten.

## Wirtschaft und Infrastruktur

### Wirtschaft

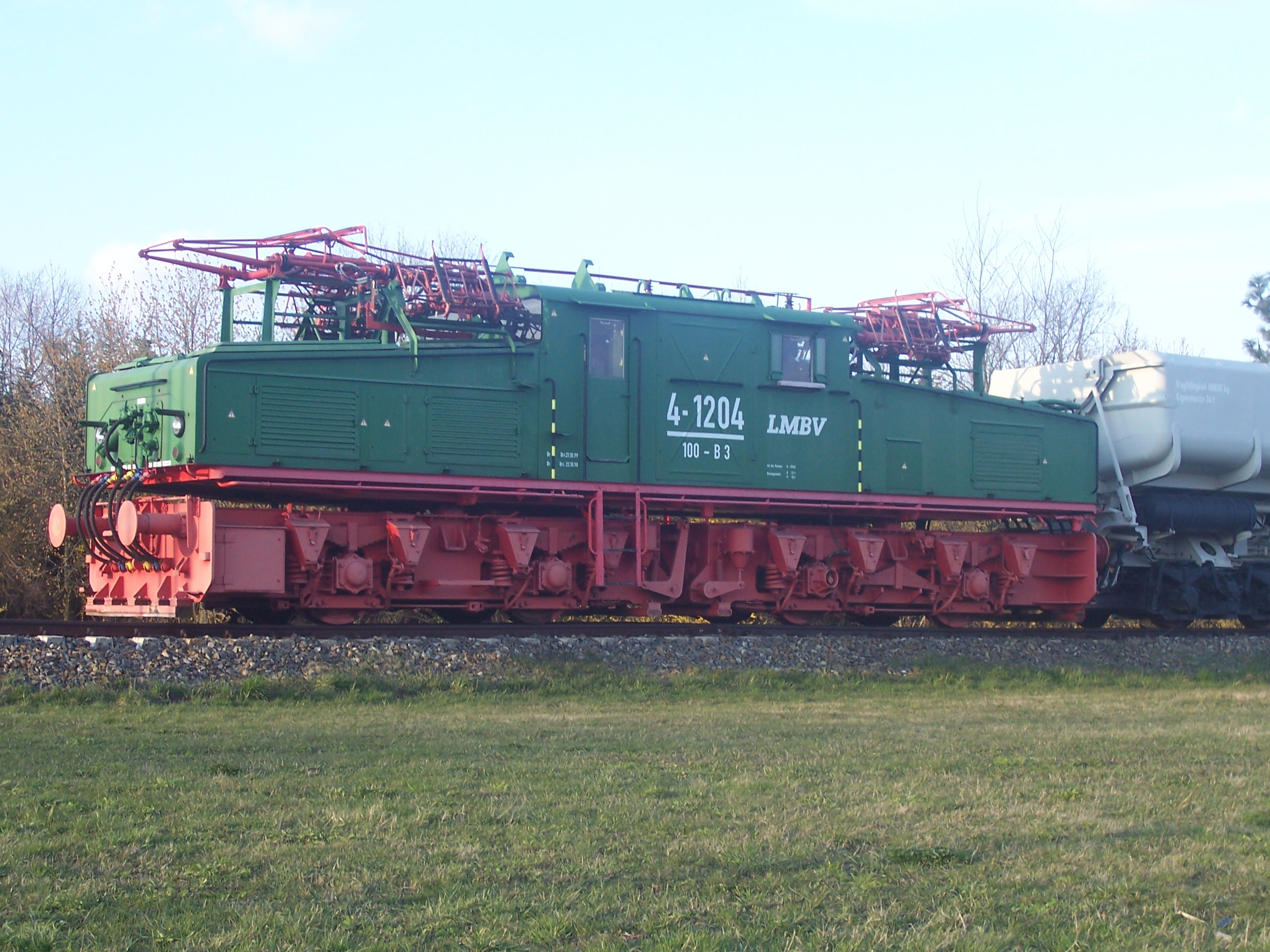
Ehemalige Grubenbahn in Buchwalde vor dem Gebäude der LMBV

Die Stadt Senftenberg war ursprünglich eine kleine, wenig bedeutende Ackerbürgerstadt mit regionalem Handwerk (vor allem Gerber und Färber). Im 18. Jahrhundert erlangte Senftenberg Bedeutung als Handelsstation zwischen den Städten im norddeutschen (Magdeburg, Lüneburg und Hamburg) und schlesisch-böhmischen Raum. Der Weinbau war im 18. und 19. Jahrhundert ein regional bedeutender Wirtschaftszweig. Aus der Ackerbürgerstadt wurde ab Mitte des 19. Jahrhunderts eine mittlere Industriestadt. Vor allem durch das Auffinden der Braunkohlelager und den damit verbundenen, 1869 erfolgten Anschluss an das Eisenbahnnetz entwickelte sich die Stadt schnell und erlebte einen großen Strukturwandel im 19. Jahrhundert. Die Ackerbauern wurden zunehmend durch Industriearbeiter verdrängt. Tagebaue und Brikettfabriken wurden wichtige Arbeitgeber. Nach den beiden Weltkriegen hat sich die Industriestruktur der Stadt nicht entscheidend verändert. Die Braunkohleförderung und -verarbeitung ließen Senftenberg zur Energiezentrale der DDR werden. Mit der politischen Wende veränderte sich mit dem Wegbrechen der Braunkohleförderung die gesamte Industriestruktur der Stadt. Im Herbst 2005 wurde Senftenberg gemeinsam mit den Städten Finsterwalde, Großräschen, Lauchhammer und Schwarzheide als Regionaler Wachstumskern (RWK) Westlausitz im Land Brandenburg ausgewiesen. Wirtschaftlich prägend sind die Metall- und Elektroindustrie, der Bereich Medien und Informations- und Kommunikationstechnologie sowie der Dienstleistungssektor.
In den zurückliegenden Jahren konnten sich in der Senftenberger Region neben dem Braunkohlebergbau kleine und mittelständische Unternehmen entwickeln. Durch den Rückgang der Braunkohleförderung und der damit verbundenen Industriezweige ist die Arbeitslosenquote (2008: etwa 22 %) im Vergleich zum deutschen Durchschnitt von unter 10 % jedoch relativ hoch. Die größten Arbeit- und Auftraggeber der Region sind die Vattenfall Europe Mining AG, die Lausitzer Mitteldeutsche Bergbau-Verwaltungsgesellschaft mbH (LMBV) mit Hauptsitz in Senftenberg sowie die Bergbausanierung- und Landschaftsgestaltung Brandenburg GmbH (BUL).
In der Nachfolge und Rekultivierung der Tagebaue wurden Wasserlandschaften mit dem Senftenberger See als Zentrum im Lausitzer Seenland geschaffen, die es Senftenberg ermöglichten, sich als touristisches Zentrum in der Niederlausitz zu profilieren. Als Projekt innerhalb der Internationalen Bauausstellung Fürst-Pückler-Land wurde Senftenberg zur Seestadt umgebaut, unter anderem wurde ein Hafen am Senftenberger Ufer des Sees angelegt.

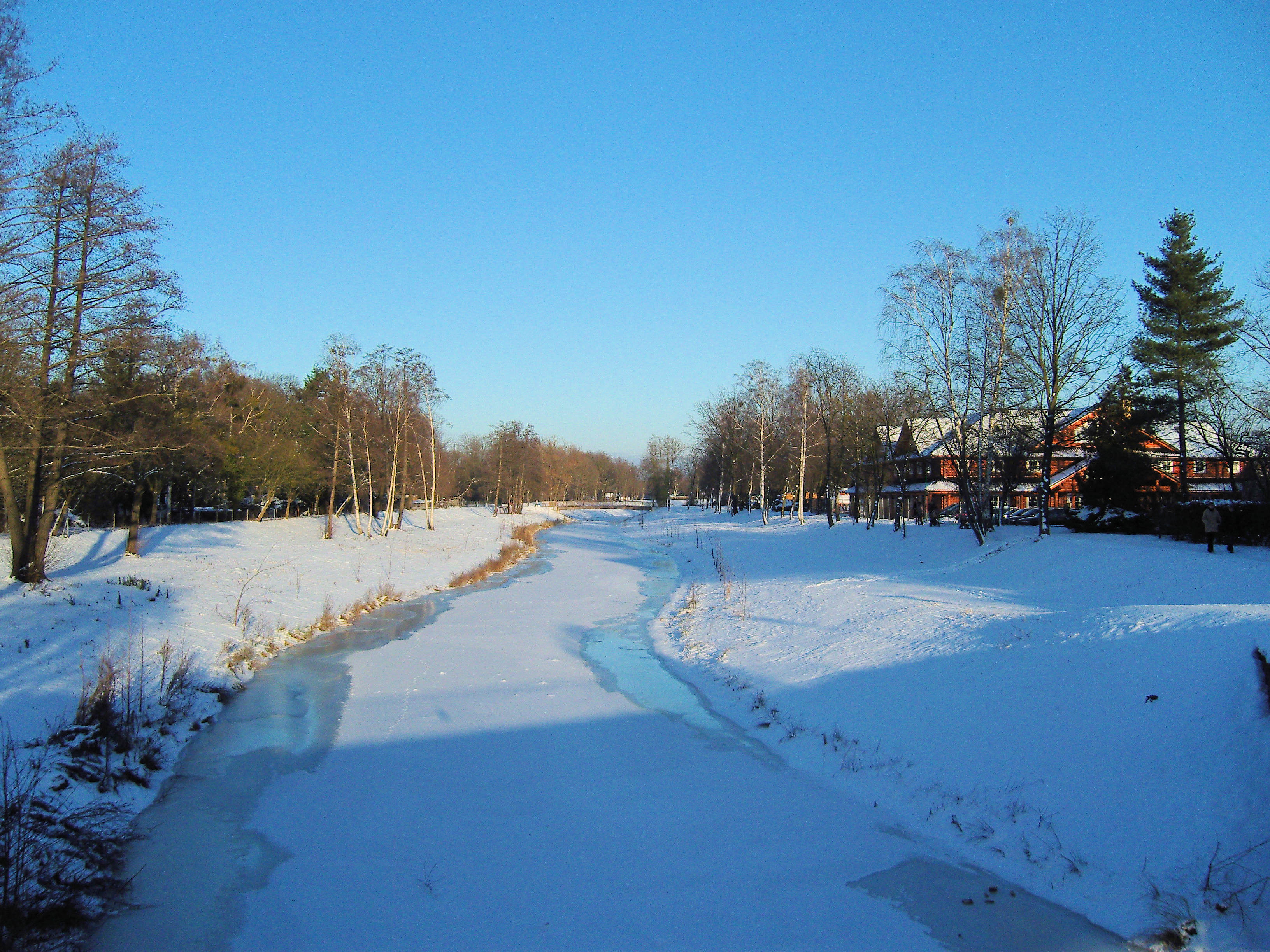
Schwarze-Elster-Radweg im Winter

Touristisch ist Senftenberg durch regionale und überregionale Radwanderwege erschlossen. Zu den überregionalen gehört die Tour Brandenburg, mit 1111 Kilometern der längste Radfernweg Deutschlands. Der 500 km lange Fürst-Pückler-Weg und die 510 km lange Niederlausitzer Bergbautour führen vorbei an alten Tagebauen, Industriekultur und neuen Landschaften. Um den Senftenberger See führt ein Radwanderweg mit 17,7 km Länge. Der Schwarze-Elster-Radweg, der durch den Süden Brandenburgs sowie Teile Sachsens und Sachsen-Anhalts führt, verbindet Senftenberg und den Senftenberger See mit Industriedenkmälern und Sehenswürdigkeiten entlang der Schwarzen Elster. Senftenberg liegt an der Nordroute der Ferienstraße Fürstenstraße der Wettiner.
Der Weinbau kam um Senftenberg im 18. Jahrhundert durch Starkfröste und aus wirtschaftlichen Gründen zum Erliegen. Anfang der 1980er-Jahre wurden die letzten inzwischen verwilderten Weinberge vom Braunkohleabbau in der Lausitz verschluckt. Die Bergbaufolgelandschaft wurde später teilweise für den Weinbau kultiviert, zum Beispiel für die vom Bergbau 1982 abgebaggerte Gemeinde Rauno.
Direkt am Senftenberger Markt ist die Sparkasse Niederlausitz ansässig. Sie entstand im Zuge der Brandenburgischen Kreisgebietsreform durch Fusion der Kreissparkassen Calau und Senftenberg. Beschäftigt sind derzeit circa 350 Mitarbeiter. Das Sparkassengebäude wurde 1999 eingeweiht. Die erste Sparkasse in Senftenberg wurde am 1. April 1852 eingeweiht.
Die Trinkwasserversorgung und Abwasserentsorgung wird durch den Wasserverband Lausitz (WAL) wahrgenommen. Der 1992 gegründete Verband hat seinen Sitz in Senftenberg in unmittelbarer Nähe des Senftenberger Sees und versorgt mehr als 100.000 Einwohnern in über 20 Gemeinden (Stand 2007). In den Jahren 2007/2008 wurde das Gebäude des WAL neugebaut und dabei eine Cafeteria geschaffen, die auch als Restaurant durch Urlauber und Gäste genutzt werden kann. Das Trinkwasser für Senftenberg wird im Wasserwerk in Tettau in 20 bis 30 Metern Tiefe gefördert.
In Senftenberg wurde im Oktober 2006 die damals größte Biogasanlage Deutschlands mit einer Leistung von 3 Megawatt errichtet, die ausschließlich auf der Basis von nachwachsenden Rohstoffen arbeitet. Die Biogasanlage kann mit Mais beziehungsweise Getreide beschickt werden.
Weitere mittelständische Unternehmen sind, neben kommunalen Unternehmen wie der Kommunalen Wohnungsgesellschaft mbH Senftenberg und der Stadtwerke Senftenberg GmbH, die ECOSOIL Ost GmbH und die Thyssen-Krupp Industrieservice GmbH in Brieske. Die Arvato Direct Services GmbH befindet sich im Gebäude des ehemaligen Kaufhauses Waldschmidt an der Bahnhofstraßenkreuzung. In dem Gebäude war zu DDR-Zeiten das Kaufhaus Magnet und nach der Wende unter anderem Multistore untergebracht. Arvato hat derzeit ungefähr 440 Beschäftigte in Senftenberg.

### Verkehr
Senftenberg liegt an den Bundesstraßen 96 und 169. Der Neubau der B 169 wurde am 22. September 2008 eröffnet. Die Straße führt als Umgehungsstraße nordwestlich an Senftenberg vorbei. Planungsbeginn war im Jahre 1993, Baubeginn im September 2003. Die Kosten für den Neubau der 13 Kilometer langen Ortsumfahrung betrugen 76 Millionen Euro. Sie führt zu 87 % über verdichtetes Kippengelände (16 Millionen Kubikmeter), unter anderem führt sie über den Südrandschlauch des ehemaligen Tagebau Meuro. Die nächstgelegene Autobahnanschlussstelle ist Klettwitz an der A 13 Berlin–Dresden. Sie befindet sich etwa 8 Kilometer westlich.

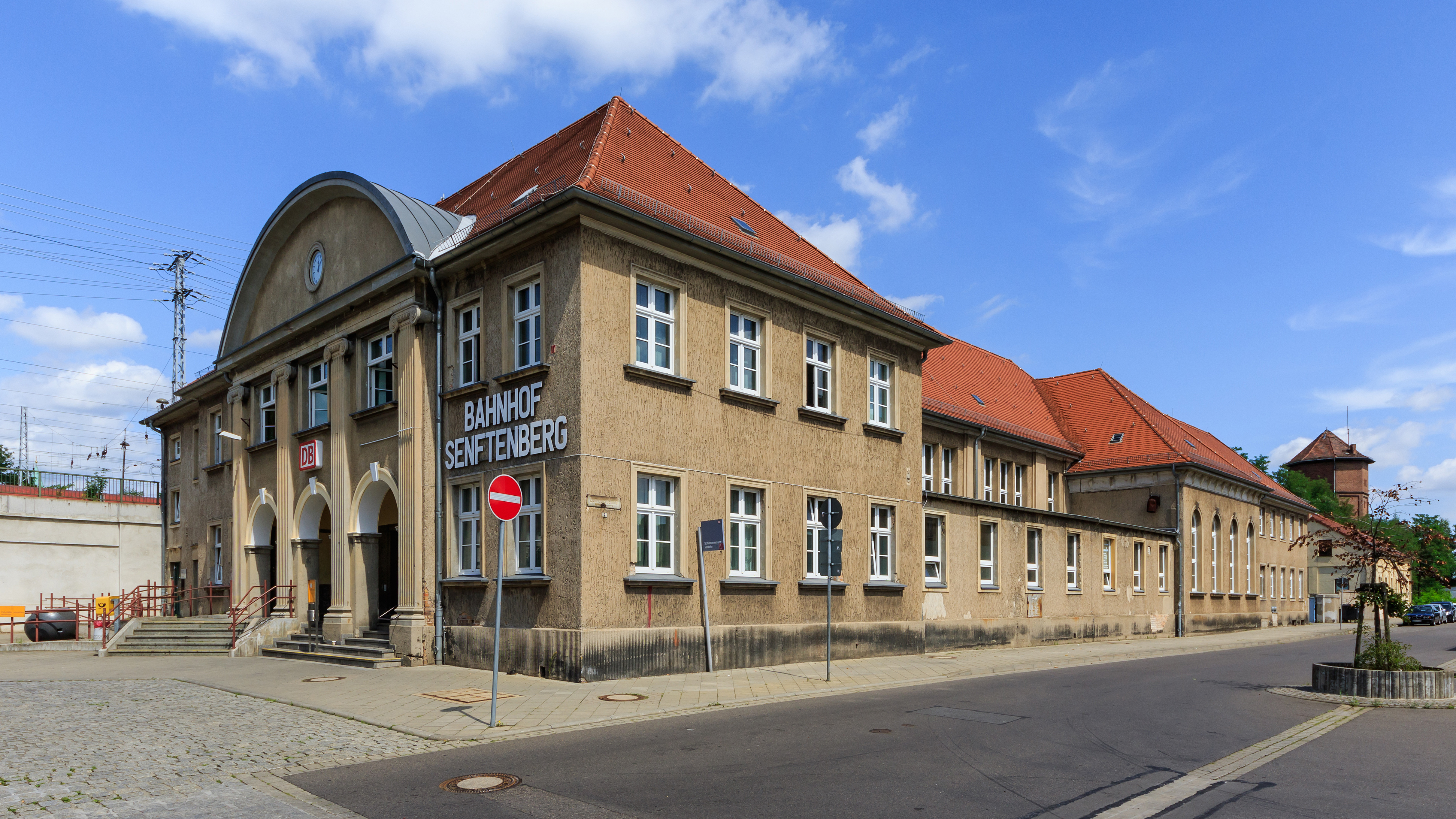
Bahnhofsgebäude

Die Stadt ist Eisenbahnknotenpunkt der Bahnstrecke Lübbenau–Kamenz und der Bahnstrecke Großenhain–Cottbus sowie früher der Bahnstrecke Finsterwalde–Schipkau. Im Personenverkehr ist Senftenberg Regionalbahnhof der Kategorie 5.
Der Bahnhof wird von folgenden Regionalexpress- und Regionalbahnlinien angefahren:
| Linie                    | Strecke                                                                                       | Taktfrequenz                                                                |
| ------------------------ | --------------------------------------------------------------------------------------------- | --------------------------------------------------------------------------- |
| RE 7                     | Senftenberg – Lübben – Königs Wusterhausen – Berlin Hauptbahnhof – Bad Belzig – Dessau        | Stundentakt                                                                 |
| RE 13                    | Cottbus – Senftenberg – Ruhland – Elsterwerda-Biehla – Elsterwerda (Linie verkehrt nur Mo–Fr) | Stundentakt (Cottbus–Senftenberg) Zweistundentakt (Senftenberg–Elsterwerda) |
| RE 18                    | Cottbus – Senftenberg – Ruhland – Großenhain Cottb Bf – Priestewitz – Coswig – Dresden        | Zweistundentakt                                                             |
| RB 49                    | Cottbus – Senftenberg – Ruhland – Elsterwerda-Biehla – Bad Liebenwerda – Falkenberg           | Zweistundentakt                                                             |
| Stand: 11. Dezember 2022 |                                                                                               |                                                                             |

Die Züge dieser Linien halten auch am Bahnhof Sedlitz Ost. Der Bahnhof Hosena wird von der Linie RE 15 Hoyerswerda–Dresden und der RE 11 Leipzig–Hoyerswerda bedient. Für den Güterverkehr besitzt er einen Rangierbahnhof.
Im Jahr 1869 wurde das erste Bahnhofsgebäude des Bahnhofs Senftenberg gebaut; 1870 fuhr der erste Zug der Strecke Cottbus–Großenhain über Senftenberg. Am 1. Mai 1874 wurde die zweite Strecke Lübbenau–Kamenz in Betrieb genommen, Betreiber war die Berlin-Görlitzer Eisenbahn-Gesellschaft. Diese beiden Privatbahnen betrieben zwei getrennte Bahnhofsgebäude. Wegen des Abtransports der Kohle aus den Tagebauen wurde das Schienennetz in den Folgejahren stärker unter anderem durch die Schipkau-Finsterwalder Eisenbahn-Gesellschaft ausgebaut. Durch diese Erweiterungen und die zweigleisige Streckenführung wurde das Empfangsgebäude des Bahnhofs mehrfach umgebaut und erweitert, letztmals 1927 im Zusammenhang mit dem Hochlegen der Gleise. Durch den Braunkohleabbau im Tagebau wurden einige Bahnstrecken im Stadtgebiet mehrmals verlegt. Im November 1987 erreichte die Streckenelektrifizierung Senftenberg, seit 1990 werden alle von Senftenberg ausgehenden Strecken elektrisch betrieben. Das Empfangsgebäude des Bahnhofs und der davor liegende Busbahnhof wurden nach 1990 saniert und ausgebaut.
Im Stadtgebiet Senftenberg verkehren drei Stadtbuslinien. Die Ortsteile sind über regionale Buslinien der OSL Bus GmbH an das Stadtgebiet angebunden.
Senftenberg ist eine von drei Kommunen im Land Brandenburg, die als Modellstädte für umweltfreundlichen Verkehr ausgewählt wurden. Mehrere Kilometer Straße sind in Senftenberg bereits komplett saniert und das Fahrrad- und Fußgängerwegenetz erneuert und erweitert worden. Die Verkehrsplanung sieht einen komplexen Umweltverbund vor, um im gesamten Stadtgebiet eine Verkehrsberuhigung zu erreichen.
Die Straßen der Stadt sind in der Liste der Straßen in Senftenberg aufgeführt.
Das Ultraleichtfluggelände Kleinkoschen liegt etwa 5 km östlich von Senftenberg im Ortsteil Kleinkoschen.

### Behörden und öffentliche Einrichtungen
Die Leitung des Schutzbereichs Oberspreewald-Lausitz hat ihren Sitz in Senftenberg in der Rudolf-Breitscheid-Straße. Im selben Gebäude ist die Polizeiwache Senftenberg der Brandenburger Polizei untergebracht.
Die Senftenberger Feuerwehr befindet sich in der Briesker Straße. Das rekonstruierte und erweiterte Gebäude wurde Anfang 2008 übergeben. Insgesamt 50 Feuerwehrleute (Stand: Dezember 2007) verrichten hier Dienst, davon 25 hauptamtlich. In den eingemeindeten Ortsteilen sind Löschzüge und -gruppen eingerichtet.

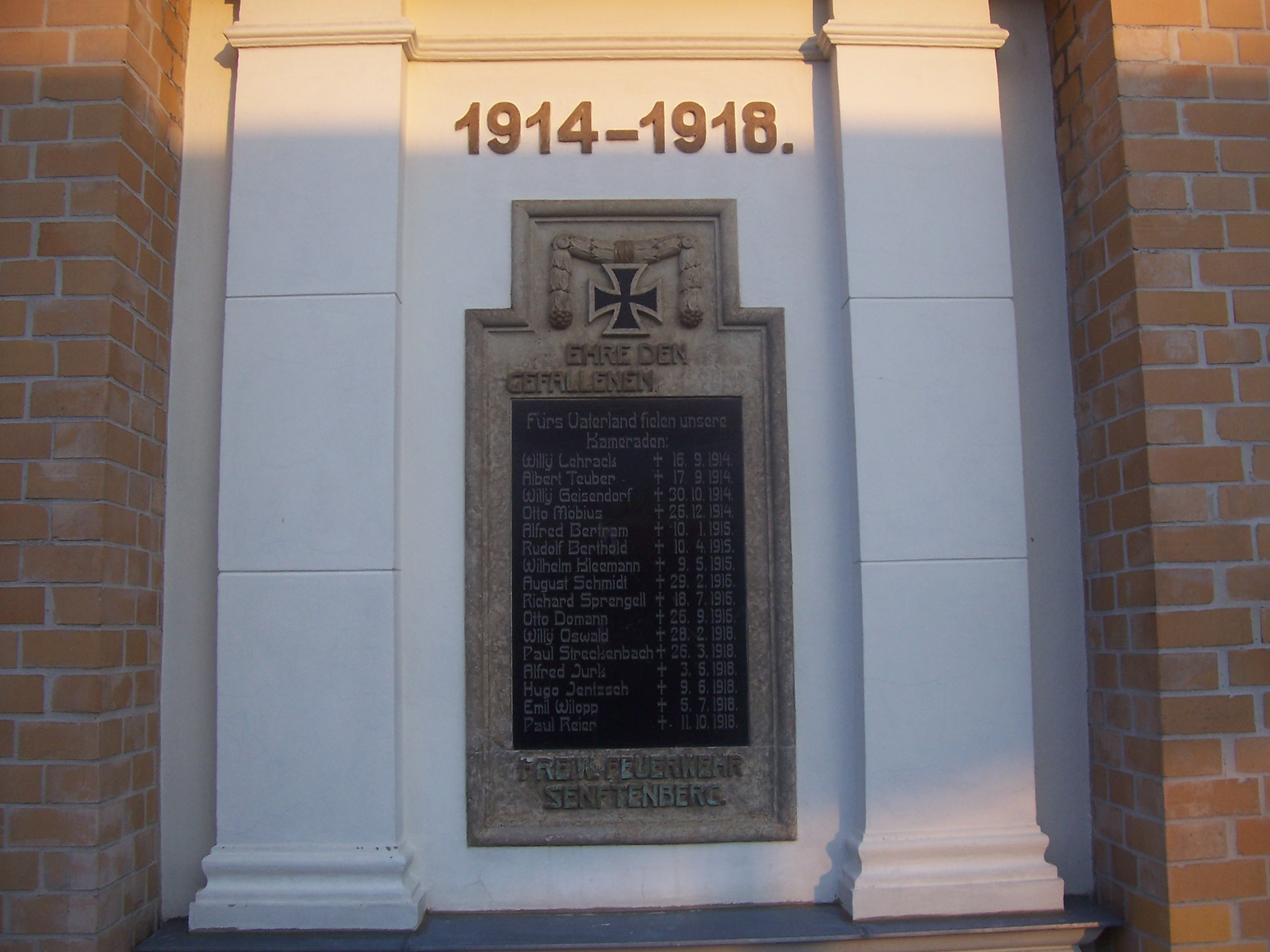
Gedenktafel an der alten Feuerwache

Vor der Gründung der Freiwilligen Feuerwehr waren die Senftenberger Bürger verpflichtet, Brände zu bekämpfen. Dazu musste jeder Hausbesitzer eine Feuerleiter, zwei Feuereimer und eine Handspritze besitzen. Das Leiterhaus für die besonders langen Feuerleitern der Gemeinde stand in der Nähe des ehemaligen Hospitals, später wurde ein neues Gebäude auf dem Wall an der Schwarzen Elster nahe der Ostpromenade errichtet. Die Freiwillige Feuerwehr wurde am 19. April 1878 gegründet, als Stiftungstag wurde der 1. April 1878 festgelegt. Zur Freiwilligen Feuerwehr gehörte überdies eine Turnabteilung. Bis Mitte der 1880er Jahre wurde zur körperlichen Ertüchtigung der Kameraden regelmäßig geturnt. Bei der Trennung von Turnern und Feuerwehr kam es zum Streit über die Vereinsfahne. Gerichtlich wurde die Fahne den Turnern zugesprochen. Im Jahr 1898 stürzte das Steigergerüst ein, daraufhin entschied die Stadt ein neues Feuerwehrdepot zu bauen. Als Standort wurde die Grenze zwischen Jüttendorf und Senftenberg gewählt. Grundsteinlegung war am 20. April 1899. Das neue Depot erhielt eine Schlauchwascheinrichtung sowie einen Steiger- und Trockenturm. Bereits am 11. Juli 1899 konnte das Gebäude mit elf Fahrzeugen bezogen werden. Am 10. Mai 1921 wurde an der Westseite des Gebäudes eine Gedenktafel für 16 im Ersten Weltkrieg gefallene Kameraden angebracht. Bis zum Ende des Ersten Weltkrieges wurde die Feuerwehr überwiegend zur Brandbekämpfung in den Kohlegruben eingesetzt. Das erste Großfeuer wurde vom 4. bis 9. August 1900 bei einem Tagebaubrand in der Grube Ilse in Rauno bekämpft, als ein 25 bis 27 Meter starkes Kohleflöz brannte. Zu DDR-Zeiten wurde das Gebäude um einen Ergänzungsbau erweitert und als Polizeiwache genutzt. Nach der Wende waren hier Teile des Landratsamts, später dann ein Jugendclub untergebracht. Der Ergänzungsbau wurde rückgebaut und das alte, denkmalgeschützte Feuerwehrdepot saniert. Im Gebäude wurde eine Kneipe mit Internetcafé eingerichtet. Heute ist ein Friseur im ehemaligen Depot untergebracht.

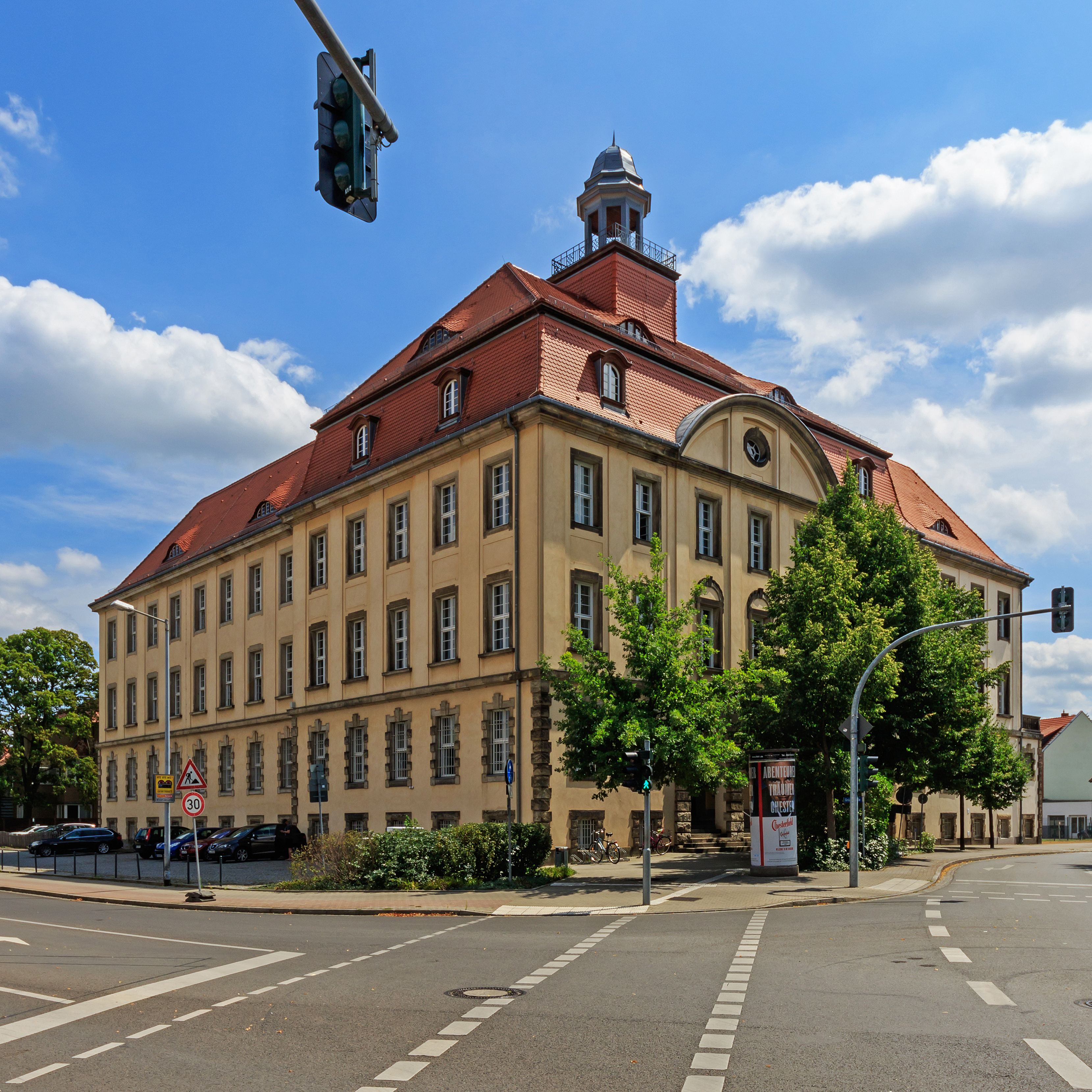
Amtsgericht, links floss die Storchelster

Das Amtsgericht Senftenberg befand sich zunächst im Senftenberger Schloss. Im Jahr 1910 zog es in einen Bau mit Mansarddach und aufgesetztem Türmchen unweit der Wendischen Kirche um; zwischen den beiden Gebäuden floss die Storchelster. Im neuen Gebäude befanden sich zusätzlich die Gefängniszellen. Das Senftenberger Arbeitsgericht wurde zum 1. Januar 2012 aufgelöst. Es befand sich im Verwaltungsbau des Schlossparkcenter-Parkhauses. Seine Aufgaben wurden vom Arbeitsgericht Cottbus übernommen.
Am 18. Juli 1930 war Grundsteinlegung für das Senftenberger Arbeitsamt in der damaligen Wiesenstraße (heute Joachim-Gottschalk-Straße). Der nüchterne, klar strukturierte Bau konnte am 5. Februar 1931 bezogen werden. Später war das Gebäude Sitz der Musikschule und des Gesundheitsamts. Nach der politischen Wende zog das Arbeitsamt in die Spremberger Straße. Da diese Unterbringung den Anforderungen nicht mehr entsprach, wurde Ende der 1990er Jahre in unmittelbarer Nähe des Bahnhofs ein neues Gebäude errichtet.

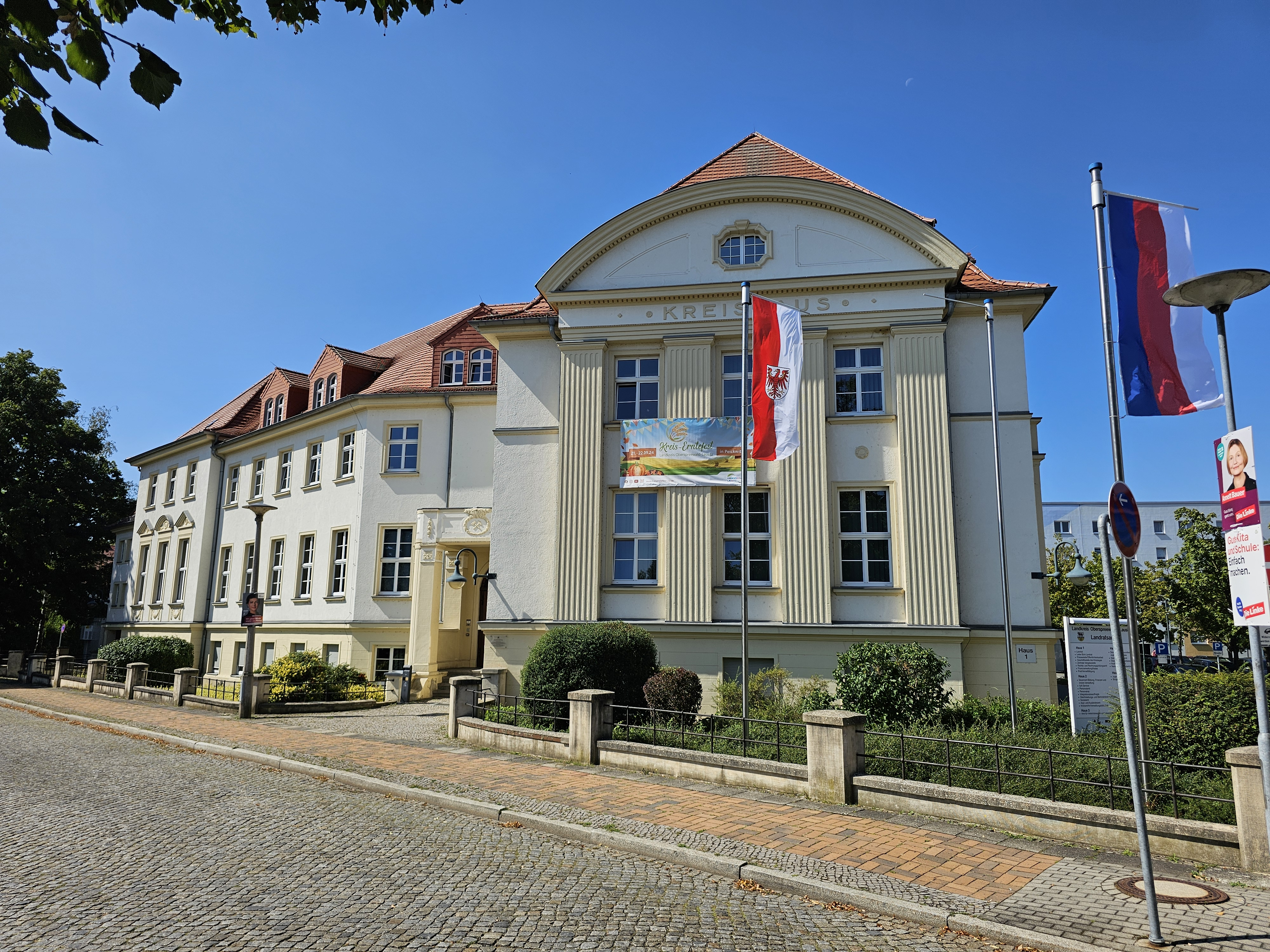
Landratsamt im ehemaligen Bergbauhaus

Das Landratsamt des Oberspreewald-Lausitzkreises hat seinen Sitz in der Kreisstadt Senftenberg im ehemaligen Bergbauhaus des Niederlausitzer Bergbauvereins e. V. Dieses 1924 errichtete Gebäude war nach 1945 Kreishaus, danach Sitz des Rates des Kreises.

### Bildung
Heute gibt es in Senftenberg ein Gymnasium (Friedrich-Engels-Gymnasium), zwei Oberschulen (Dr.-Otto-Rindt-Oberschule und Bernhard-Kellermann-Oberschule) und vier Grundschulen (davon eine in Hosena), ein Oberstufenzentrum (Oberstufenzentrum Lausitz) sowie eine Förderschule.

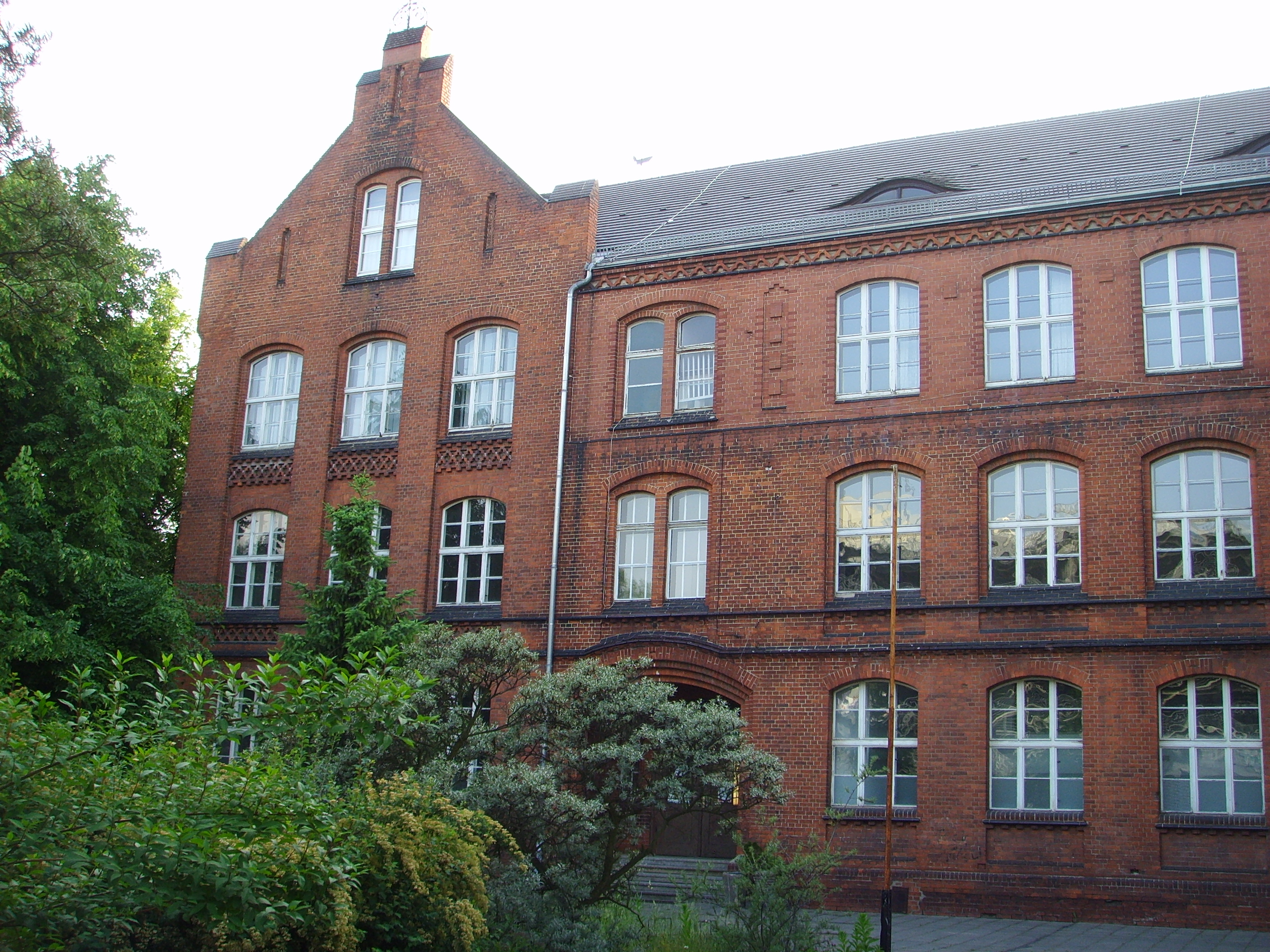
Ehemalige Realschule

Das älteste Schulgebäude steht südlich des Neumarkts. Es wurde 1899 erbaut und am 1. September 1899 als Volksschule I eingeweiht. In der Zeit der DDR war hier die POS I Artur Wölk, benannt nach dem ersten Bürgermeister Senftenbergs nach dem Zweiten Weltkrieg, und nach der politischen Wende die Realschule untergebracht. Nachdem die Realschulen in Brandenburg aufgelöst und Senftenberger Schulen zusammengelegt worden waren, wird das Gebäude heute von Vereinen und anderen Einrichtungen genutzt. Als die Kapazität der Volksschule I aufgrund des Bevölkerungswachstums nicht mehr ausreichte, wurde 1909 zur Entlastung die Volksschule III im Norden der Stadt in der Calauer Straße gebaut. Im Jahr 1913 wurde sie durch einen Erweiterungsbau um sechs Klassen erweitert. Zu DDR-Zeiten war hier die POS III Anton Saefkow untergebracht. Heute befindet sich hier die Dr.-Otto-Rindt-Oberschule. Als Schule II galt die Schule für die katholischen Kinder, die sich auf dem Gelände der katholischen Kirche befand. Im Jahr 1895 wurde in der Ostpromenade die höhere Mädchenschule eröffnet.
Zu DDR-Zeiten wurden in Senftenberg im Zuge des Bevölkerungsanstiegs und der Stadtentwicklung neun Polytechnische Oberschulen (POS) und eine Erweiterte Oberschule (EOS) errichtet. Nach der Wende wurden in diesen Schulgebäuden das Gymnasium, die Realschule sowie die Gesamt- und Grundschulen eingerichtet. Aufgrund des Schülerrückgangs wurden in den Jahren um 2000 mehrere Schulen zusammengelegt und Schulgebäude (ehemalige POS V Otto Grotewohl und IX Ho Chi Minh) rückgebaut.

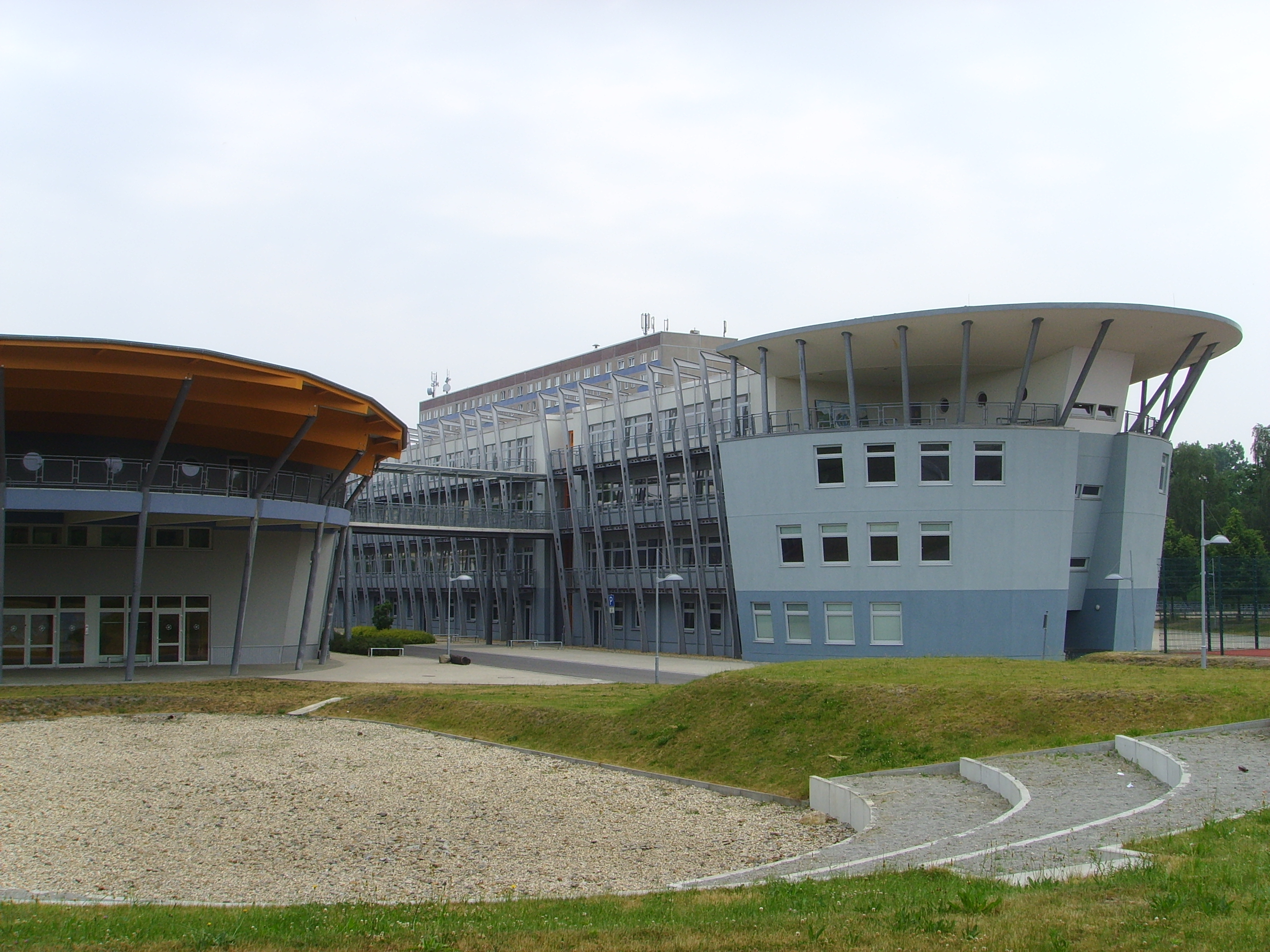
Friedrich-Engels-Gymnasium Senftenberg

Bis zum Schuljahr 2008/2009 war das Senftenberger Gymnasium an zwei Standorten getrennt nach Sekundarstufe I und II untergebracht. Die Klassenstufen 12 und 13 wurden im Gebäude der ehemaligen EOS Friedrich Engels in der Rudolf-Harbig-Straße in direkter Nähe zur Brandenburgischen Technischen Universität Cottbus-Senftenberg unterrichtet; die Sekundarstufe I (Klassenstufe 7 bis 10) sowie die Klassenstufe 11 im Gebäude der ehemaligen POS VII Adolf Hennecke in der Fischreiherstraße. Dieses Gebäude wurde in den 1990er Jahren bei laufendem Schulbetrieb modernisiert und umgebaut. Dabei erhielt es die Form eines Schiffes, das Kellergeschoss wurde freigelegt und in das Erdgeschoss umgewandelt. Im Jahr 2004 wurde zudem eine neue Sporthalle übergeben. Die Schiffsform des Schulgebäudes ist gewählt worden, weil das Gymnasium unmittelbar am Senftenberger See liegt. Das Gymnasium erhielt den Namen Friedrich Engels in Anlehnung an die ehemalige EOS; zur Wahl stand noch der Name Gymnasium Am See.

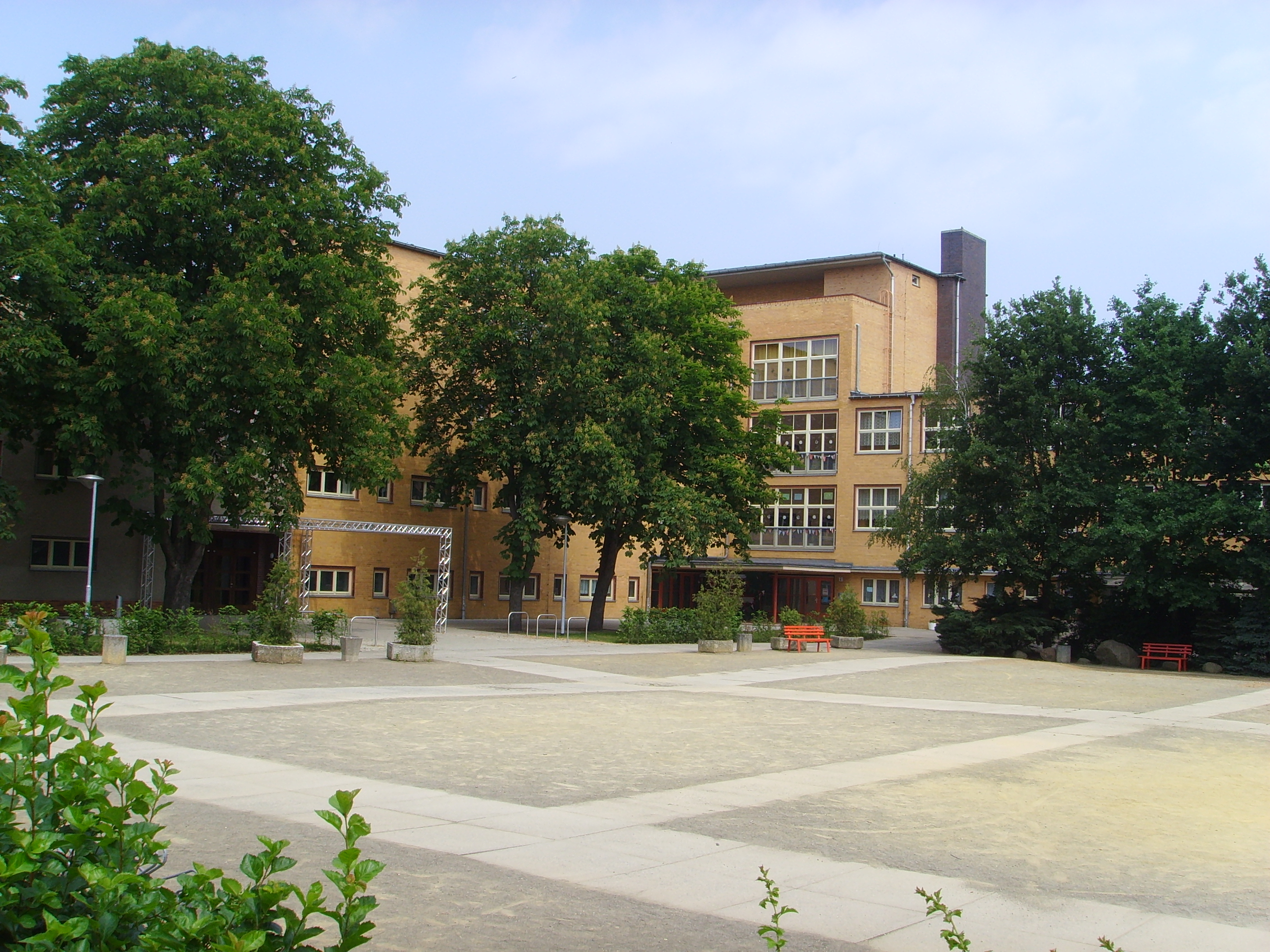
Bauhausstil Linden-Grundschule

Von 1913 bis 1932 war das Gymnasium im Schloss untergebracht. Bereits 1922 erhielt es den Namen Walther Rathenau, als erste Schule Deutschlands. Im Jahr 1932 wurde ein neues Gebäude für das Gymnasium gebaut, das im Bauhausstil durch die Berliner Architekten Brüder Taut und Hoffmann (Bruno und Max Taut) ausgeführt wurde. Bei dem Gebäude handelt es sich um einen klar gegliederten Bau aus traditionellen Materialien (Klinker). Es besteht aus zwei rechtwinklig zusammengefügten Gebäudeteilen mit einem tiefer liegenden Schulhof. Die Schule behielt den Namen Walther-Rathenau-Schule bis 1933. Dann wurde sie in Hindenburg-Schule umbenannt. Zu DDR-Zeiten war hier die POS II Hans Beimler untergebracht. Im Jahr 2002 wurde die Grundschule wieder in Wather-Rathenau-Grundschule umbenannt. Nach dem Zusammenschluss mit der Linden-Grundschule Hosena übernahm die Grundschule den Namen Linden-Grundschule.
Darüber hinaus gibt es in Senftenberg die Kreisvolkshochschule Oberspreewald-Lausitz sowie zwei Musikschulen. Die Kreisvolkshochschule wurde am 1. Dezember 1919 als Volkshochschule Senftenberg gegründet. Die Schüler haben die Möglichkeit ihr Abitur oder die Sekundarstufe I abzulegen. Neben Fremdsprachen werden Naturwissenschaften und Informatik angeboten. Die Musikschule des Oberspreewald-Lausitz-Kreis bietet sowohl Breiten- als auch Begabtenförderung an.

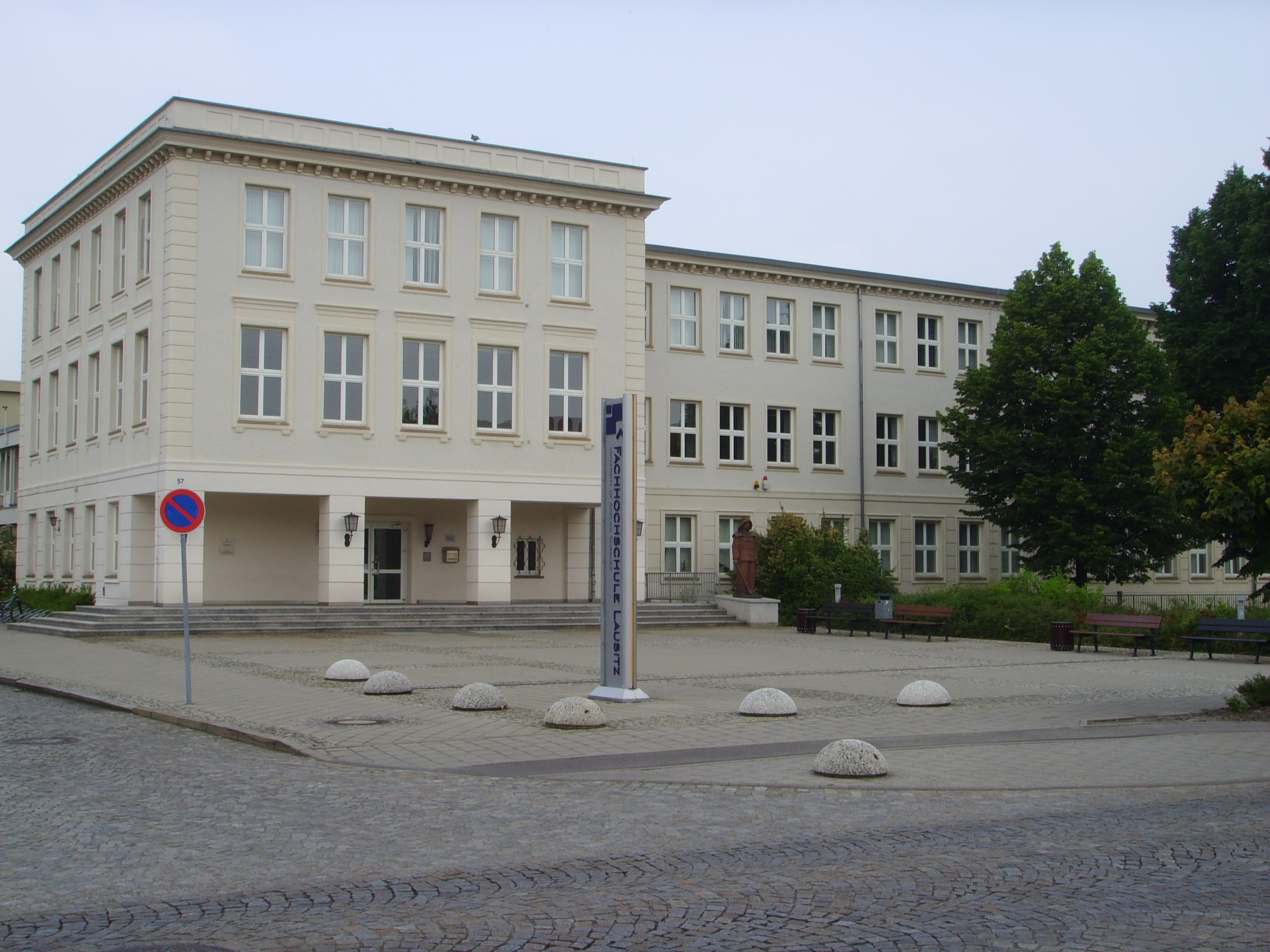
Hauptgebäude der BTU Cottbus-Senftenberg

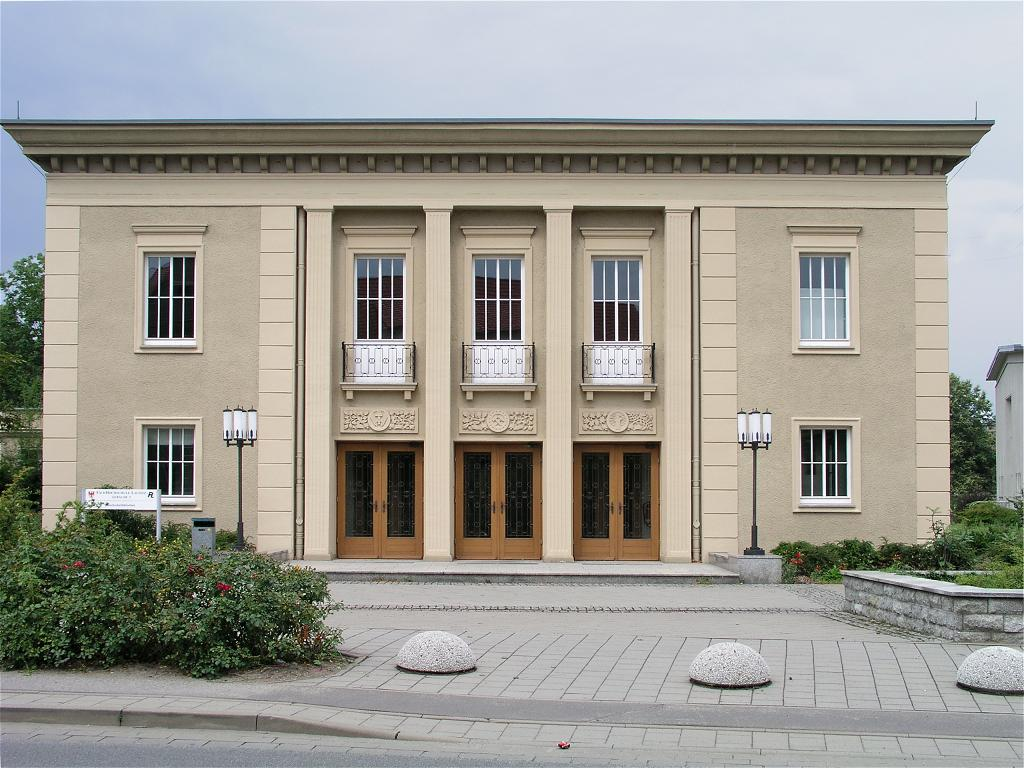
BTU Cottbus-Senftenberg – Bibliothek

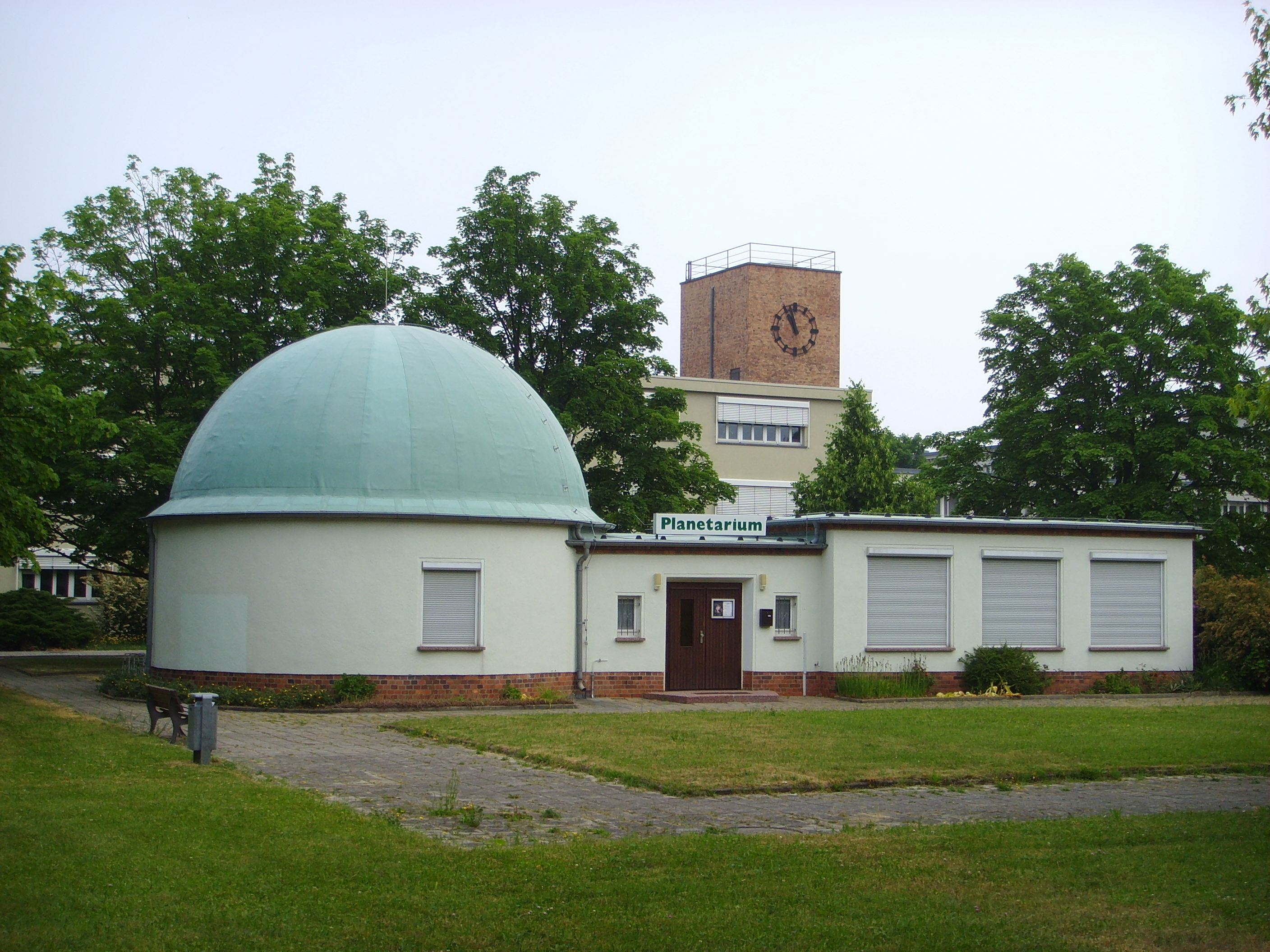
Planetarium

Senftenberg ist neben Cottbus ein Standort der Brandenburgischen Technischen Universität Cottbus-Senftenberg. Die Hochschule Lausitz (HSL) (University of Applied Sciences) wurde 1991 gegründet und fusionierte 2013 mit der Brandenburgischen Technischen Universität Cottbus zur Brandenburgischen Technischen Universität Cottbus-Senftenberg und beendete somit ihre Existenz als eigenständige Hochschule. Sie verfügt über jeweils einen Campus in Senftenberg und Cottbus. Das angebotene Fächerspektrum reicht von zahlreichen ingenieurwissenschaftlichen Disziplinen über sozial- und wirtschaftswissenschaftliche Fächer bis hin zur Musik. Bereits 1947 wurde in Senftenberg eine Bergingenieurschule gegründet. Aufgrund mangelnder Räumlichkeiten wurde an vielen Stellen in der Stadt unterrichtet, so zum Beispiel in der Gaststätte Zum Löwen. Im Jahr 1954 wurde das Hauptgebäude der Hochschule fertiggestellt. Aus der Bergingenieurschule wurde die Ingenieurschule für Bergbau und Energie „Ernst Thälmann“. Vor dem Hauptgebäude steht eine überlebensgroße Bergmannsplastik aus Steinzeug von Dorothea von Philipsborn. Die Front wird von einem Sgraffito geschmückt, das die Geschichte des Bergbaus zeigt. Dies wurde von Günther Wendt und Hubert Globisch geschaffen. In den 1990er und 2000er Jahren wurde die Hochschule rekonstruiert und neue Laborgebäude fertiggestellt, so 2007 das Biotechnologielabor für 15,4 Millionen Euro und 2008 das Informatiklabor.
Das Senftenberger Planetarium befand sich in unmittelbarer Nähe der Universität. Es wurde am 10. September 1966 eingeweiht und war das erste Planetarium im Bezirk Cottbus. In der Acht-Meter-Kuppel befand sich ein Projektionsgerät ZKP 1 von Carl-Zeiss-Jena, das die Darstellung jedes Breitengrades des Sternenhimmels (inklusive der südlichen Hemisphäre) zu jeder Tageszeit ermöglichte. 2015 schloss das Planetarium auf Grund von fehlenden finanziellen Mitteln.
Im Jahr 1992 wurde in der Krankenhausstraße die Stadtbibliothek, die bis dato an mehreren Standorten verteilt untergebracht war, in einem Gebäude zusammengefasst. Über 50.000 (Stand: 2006) Bücher, Zeitschriften und Datenträger können ausgeliehen werden.

### Medizinische Einrichtungen

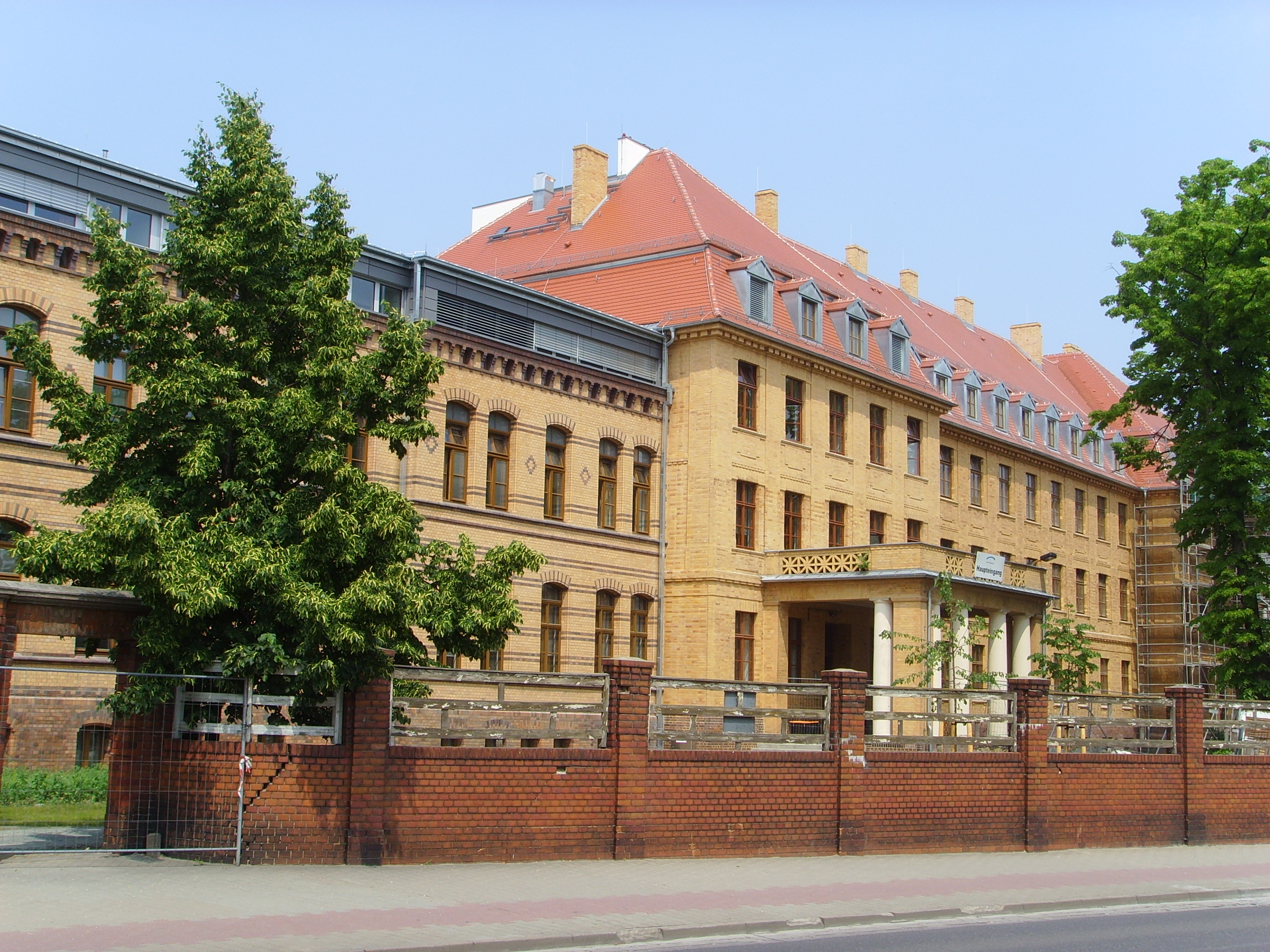
Krankenhaus

Seit dem 15. Jahrhundert gibt es in Senftenberg zur Pflege von Kranken Badehäuser und Hospitäler. Im Jahr 1867 wurde in Senftenberg ein Hospital am Stadtgraben gegründet. Da dies im Laufe der Zeit den Ansprüchen nicht mehr genügte, kam es unter Bürgermeister Blankenburg zum Neubau eines Krankenhauses. Grundsteinlegung war am 12. Oktober 1888. Am 3. November 1890 wurde das Krankenhaus an das Elisabeth-Krankenhaus und Diakonissenhaus zu Berlin übergeben. Bereits 1906 wurde ein Seitenflügel angebaut und 1924 ein Erweiterungsbau fertiggestellt, der der gestiegenen Einwohnerzahl Rechnung trug. Zu DDR-Zeiten fanden zahlreiche Modernisierungen statt, so wurde 1978 eine Intensivstation eingerichtet. Am 1. Oktober 1992 wurde die Klinikum Niederlausitz GmbH mit ihren drei Klinikbereichen in Klettwitz, Lauchhammer und Senftenberg gegründet. Da das Krankenhaus den Anforderungen nicht mehr genügte, war ein Teilneubau und Ausbau geplant. Am 4. Juni 1998 erfolgte die Grundsteinlegung für den Krankenhausneubau in Senftenberg durch die damalige Ministerin Regine Hildebrandt. Der Bau wurde mit 53 Millionen DM vom Land Brandenburg gefördert, rund 6 Millionen DM trug der Landkreis Oberspreewald-Lausitz. Neu entstehen die Notfallversorgung, die Endoskopie, die Röntgenabteilung, der OP-Trakt, die Intensivstation, das Labor sowie vier Stationen mit 122 Betten. Zusätzlich wurden Caféterien und ein Kiosk geschaffen. Die Baumaßnahmen waren im Sommer 2008 abgeschlossen. Im Zuge der Bauarbeiten wurde der Haupteingang verlegt, die Außenanlagen wurden in der Form der früheren Parkanlage gestaltet. Die historische Bausubstanz des Altbaus wurde belassen. In der Eingangshalle des Neubaus befindet sich das Kunstwerk von Vinzenz Wanitschke „St. Barbara“, die Schutzheilige der Bergleute. Heute verfügt das Klinikum über zwei Standorte in Senftenberg und Lauchhammer.
Am 3. Januar 1956 wurde die Poliklinik in der Dorothea-Erxleben-Straße eingeweiht und 1979 die Kreispoliklinik im neu errichteten Wohngebiet am See. Seit 1992 sind diese beiden Einrichtungen als Medizinische Einrichtungs-GmbH vereinigt. Neben niedergelassenen Ärzten unterschiedlicher Fachrichtungen gibt es außerdem eine Fachärztliche Praxis für Diagnostische Radiologie sowie Praxen für Physiotherapie und Logopädie.
Auf der „Höhe 304“ befand sich eine Station für Lungenkrankheiten.
Senftenberg ist ADAC-Luftrettungsstützpunkt. Die Rettungshubschrauber Christoph 33 und Christoph Brandenburg sind im Norden der Stadt in der Ackerstraße stationiert.

### Medien
Am 1. Juli 1875 erschien die erste Ausgabe des Senftenberger Anzeigers. Herausgeber der Zeitung war Friedrich Pelz. Er wurde unterstützt durch den Landrat aus Calau und durch seinen Onkel, den Bürgermeister Blankenburg. Am 1. Januar 1882 schloss sich Pelz mit dem Buchdrucker Carl Georg Grubann aus Ruhland zusammen. Danach stiegen die Auflagezahlen des Senftenberger Anzeigers. Im Jahr 1924 wurde die neue Betriebsstätte in der Laugkstraße bezogen. Der Betrieb wurde 1945 enteignet und die Besitzer Georg und Edmund Grubann kamen in ein Arbeitslager, in dem Georg Grubann verstarb. Die Zeitung wurde weiter verlegt. Die Bezeichnung Lausitzer Rundschau wurde erstmals 1952 verwendet. Die Lausitzer Rundschau erscheint täglich mit Regionalausgaben in Senftenberg.
Der private Regionalsender seenluft24 ist in Senftenberg über das Kabelnetz zu empfangen. In Senftenberg befindet sich die Geschäftsstelle des Senders.
Für einige Filme diente Senftenberg teilweise als Kulisse:
- 1969: „Unbekannte Bürger“, DFF, Regie: Ulrich Thein
- 1996: „Amerika“ (TV), mit Sophie von Kessel, Regie: Ronald Eichhorn[79]
- 2002: „Theaterlandschaften“, Neue Bühne Senftenberg mit Esther Schweins, Regie: Matthias Schmidt,[80]
- 2006: „La Isla Bonita – Armee der Stille“, mit Dieter Hallervorden, Regie: Roland Lang[81]

### Sport

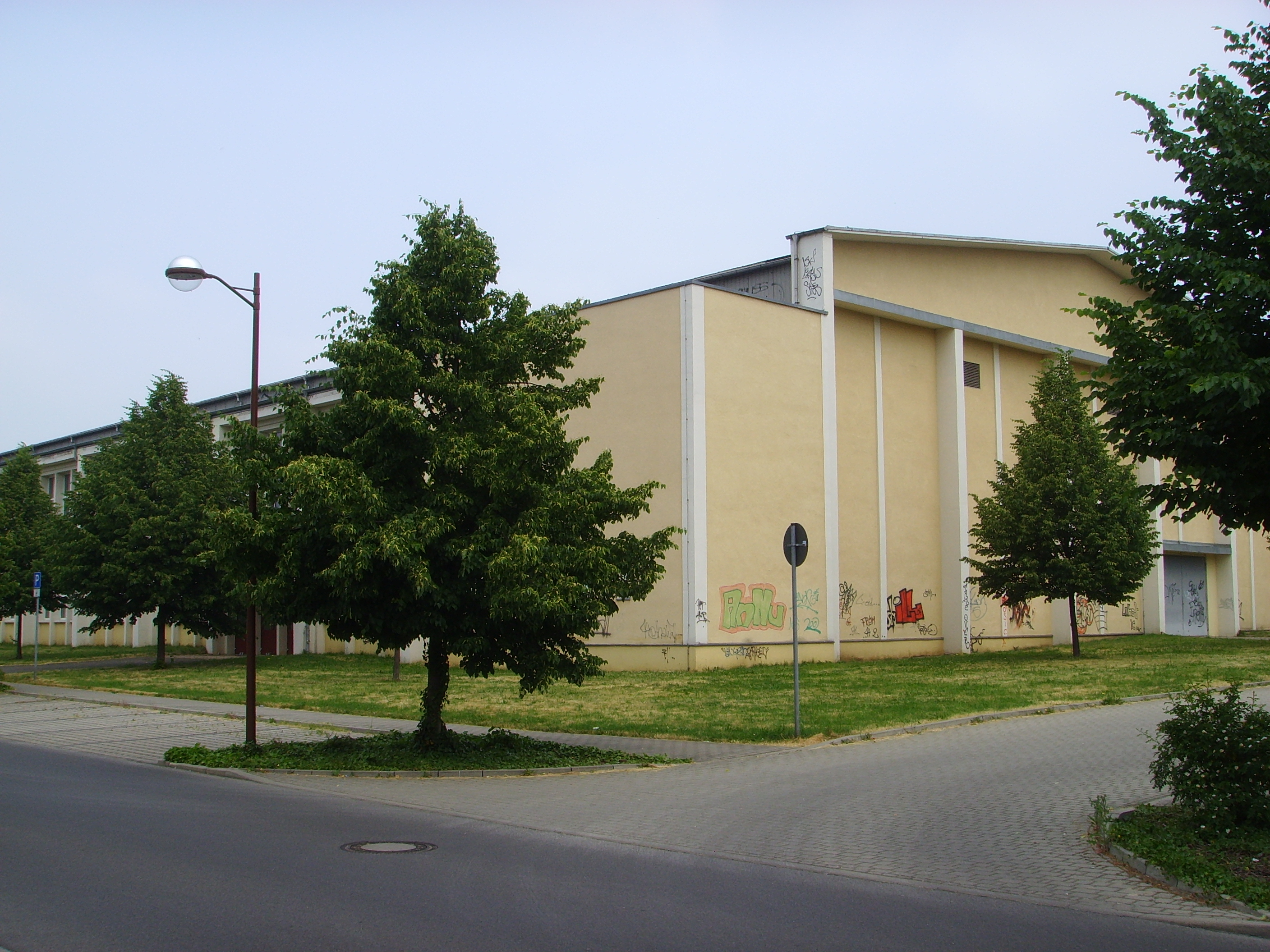
Niederlausitzhalle (ursprünglich Sporthalle „Aktivist“)

Das Wappen des FSV Glück Auf Brieske/Senftenberg e. V.

Am 31. Oktober 1959 wurde die Sporthalle Aktivist als größte freitragende Halle Europas eingeweiht. Die Laufbahnen sind 250 Meter lang. Die ersten Wettkämpfe fanden noch auf Naturboden statt. Erst in den Jahren 1971/72 wurde ein Tartanbelag in der Sporthalle verlegt, des Weiteren wurden bei diesen Baumaßnahmen die Kurven erhöht. Seit den 1970er-Jahren fanden die DDR-Hallenmeisterschaften der Leichtathletik in Senftenberg statt. Seit den 1990er-Jahren heißt die Sporthalle Niederlausitzhalle. Neben Sportveranstaltungen werden dort kulturelle Veranstaltungen und Ausstellungen durchgeführt. Seit 1. Januar 2005 wird die Halle durch den TSV Senftenberg bewirtschaftet. Zuvor wurde aus Kostengründen heftig über eine Schließung der Halle diskutiert. Der derzeitige deutsche Hallenrekord im 60-Meter-Lauf der Frauen wurde am 16. Februar 1985 mit 7,04 Sekunden von Marita Koch in der damaligen Aktivist-Sporthalle aufgestellt.
Die Sportanlage an der Briesker Straße verfügt neben dem Fußballplatz mit Laufbahnen über eine Kegelbahn. Diese wurde 1970 fertiggestellt und ist für internationale Wettkämpfe geeignet.
Ein bekannter Senftenberger Sportverein ist der Fußballverein FSV 'Glück Auf' Brieske/Senftenberg e. V., der als BSG Franz Mehring Marga, BSG Aktivist Brieske-Ost und SC Aktivist Brieske-Senftenberg von 1949 bis 1963 in der DDR-Oberliga und nach 1991 in der NOFV-Oberliga spielte. Die Kegler des SV Senftenberg, die Handballer des HSV Senftenberg sowie die Radballer des RSV Großkoschen sind gleichfalls überregional bekannt. Zum 1. Juli 2008 schlossen sich die Fußballvereine VfB Senftenberg und Fortuna Senftenberg zum Senftenberger FC 08 zusammen. Sitz des neuen Vereins ist die Sportanlage in der Briesker Straße, die der SFC ’08 gemeinsam mit dem SV Senftenberg bewirtschaftet. Außerdem bewirtschaftet der SFC ’08 den „Michael-Bautz-Sportpark“ in der Rudolf-Harbig-Straße, der bis zum 30. Juni 2008 den Namen „Fortuna-Sportpark“ trug. Das Stadion wurde 1963 für die damalige Ingenieurschule erbaut. Der neue Verein ist mit zwei Männermannschaften aktiv, davon je eine in der Landesklasse Süd, und 1. Kreisklasse. Größte Erfolge des jungen Vereins ist der zweimalige Kreispokalsieg Senftenberg, sowie der Kreismeistertitel im Jahr 2010 mit dem Aufstieg in die Landesklasse Süd. Weitere Senftenberger Fußballvereine sind Elastisch Senftenberg 94 sowie Blau-Gelb Hosena.

## Persönlichkeiten
Senftenberg verfügt seit 2015 über ein Goldenes Buch.

### Ehrenbürger
Der erste Kreis- und Stadtkommandant Senftenbergs nach 1945, der sowjetische Gardeoberst Iwan Demjanowitsch Soldatow, bekam 1978 für seine Verdienste um den Aufbau der Stadt unter anderem Aufbau des Senftenberger Theaters die Ehrenbürgerwürde verliehen.
Am 3. April 2000 wurde der Musikdirektor des Senftenberger Theaters Kurt Natusch Ehrenbürger Senftenbergs. Natusch wurde in Senftenberg geboren. Am 10. Oktober 2000 erhielt Natusch für seine Verdienste das Verdienstkreuz am Bande. Kurt Natusch verstarb am 23. Mai 2008.

### Söhne und Töchter der Stadt
Der bis 1945 als Notar und Rechtsanwalt in Berlin und ab 1952 in Frankfurt am Main tätige Heinz Kleine wurde 1903 in Senftenberg geboren. Er war von 1946 bis 1951 Herausgeber der Süddeutschen Juristenzeitung und ab 1948 Mitherausgeber der Juristenzeitung. Bis 1968 war er zudem Justitiar des Börsenvereins des Deutschen Buchhandels. Auch wirkte er als Mitglied der Sachverständigenkommission für Urheberrecht beim Bundesjustizministerium. Der Schriftsteller Horst Mönnich wurde 1918 ebenfalls in Senftenberg geboren. Er besuchte das städtische Reform-Realgymnasium und studierte nach dem Abitur Germanistik und Theaterwissenschaft in Berlin. Sein literarisches Werk umfasst Romane, Reportagen, Hörspiele und Fernsehspiele. Die deutsche Wirklichkeit und die deutsch-deutsche Geschichte sind darin seine Themen.
Der Maler und Grafiker Günther Wendt wurde 1908 in Senftenberg geboren. Er hat die gewaltigen Landschaftsveränderungen in Senftenberg und der Lausitz mit seinen Werken dokumentiert. Einige seiner Werke wie auch seiner Frau Margo sind in Senftenberg zu sehen, so die Sgraffiti an der Galerie am Schloss, an der Universität, an der Wendischen Kirche und eine historische Stadtansicht im Senftenberger Rathaus. Er hat für das Theater Bühnenbilder und Kostüme gefertigt und war ab den 1950er Jahren Museumsleiter. Unter Wendt wurde die frühgeschichtliche Abteilung des Museums aufgebaut.
Die Komponisten Jakob Meiland und Herbert Windt sind in Senftenberg geboren. Meiland lebte im 16. Jahrhundert, war Hofkapellmeister bei Georg Friedrich I. von Brandenburg und starb bereits im Alter von 35 Jahren in Hechingen. Windts Kompositionen wurden vor allem in NS-Propagandafilmen genutzt. Ein Zeitgenosse Meilands war der Rektor der Leipziger Universität und Konrektor der Landesfürstlichen Schule St. Afra in Meißen Peter Thomäus.
Ebenfalls in Senftenberg kam der belgische General Karl Wilhelm von Bormann zur Welt, der seine militärische Laufbahn in Diensten der königlich-sächsischen Armee begann. Bormann erfand in der belgischen Armee den ringförmigen Zeitzünder mit fester Satzdecke für Schrapnells.
Im Jahr 1850 wurde der Augenarzt und Wissenschaftler Hermann Kuhnt in Senftenberg geboren. Er leiste gemeinsam mit Paul Junius richtungsweisendes auf dem Gebiet der Makuladiagnostik.
Der deutsche Professor für physikalische und theoretische Chemie an der Humboldt-Universität zu Berlin, Joachim Sauer, Ehemann der ehemaligen Bundeskanzlerin Angela Merkel, wurde in Hosena geboren (heute Ortsteil von Senftenberg) und besuchte die Polytechnische Oberschule Walther Rathenau in Senftenberg.

### Persönlichkeiten, die mit der Stadt in Verbindung stehen

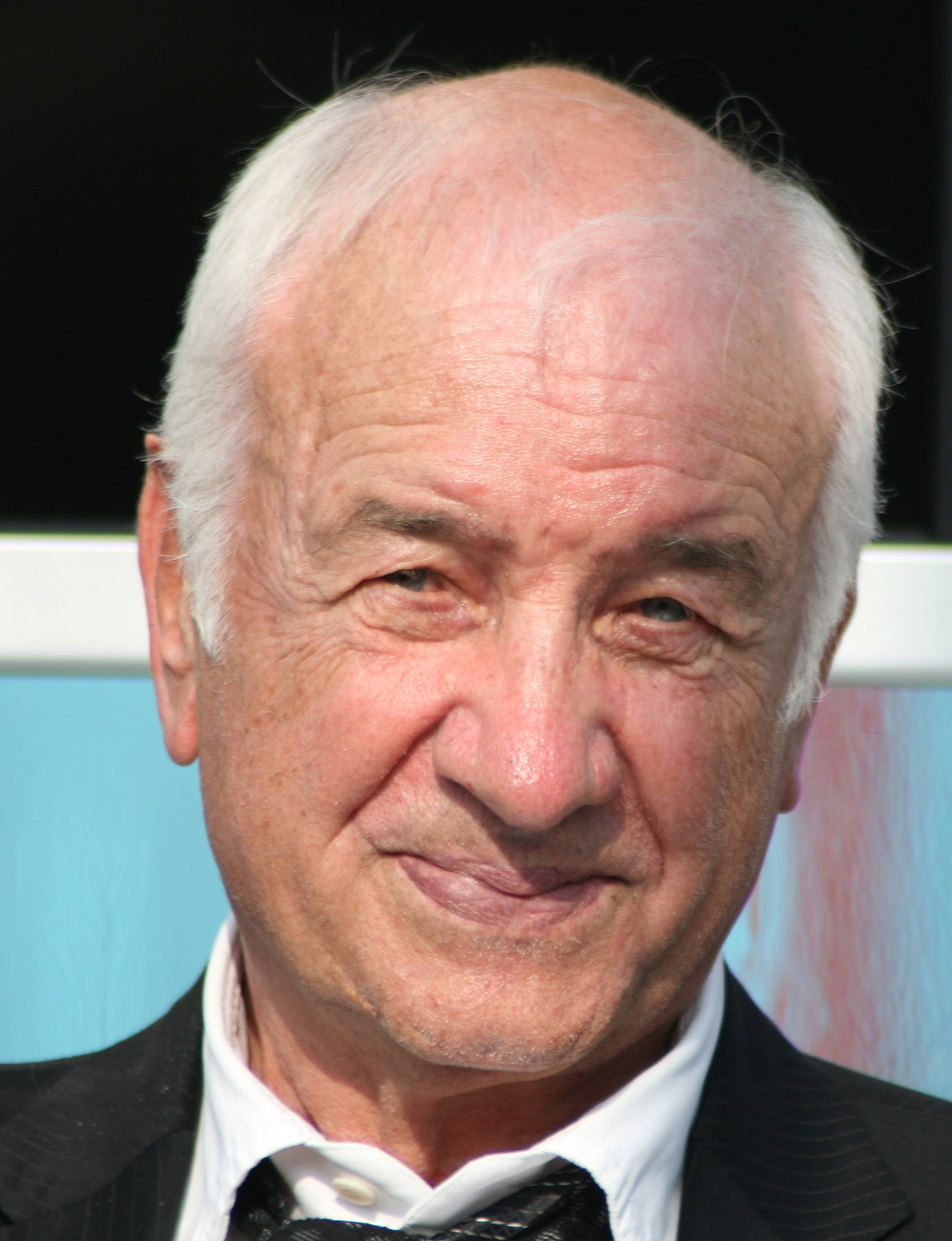
Armin Mueller-Stahl, ehemals Schauspieler am Theater der Bergarbeiter

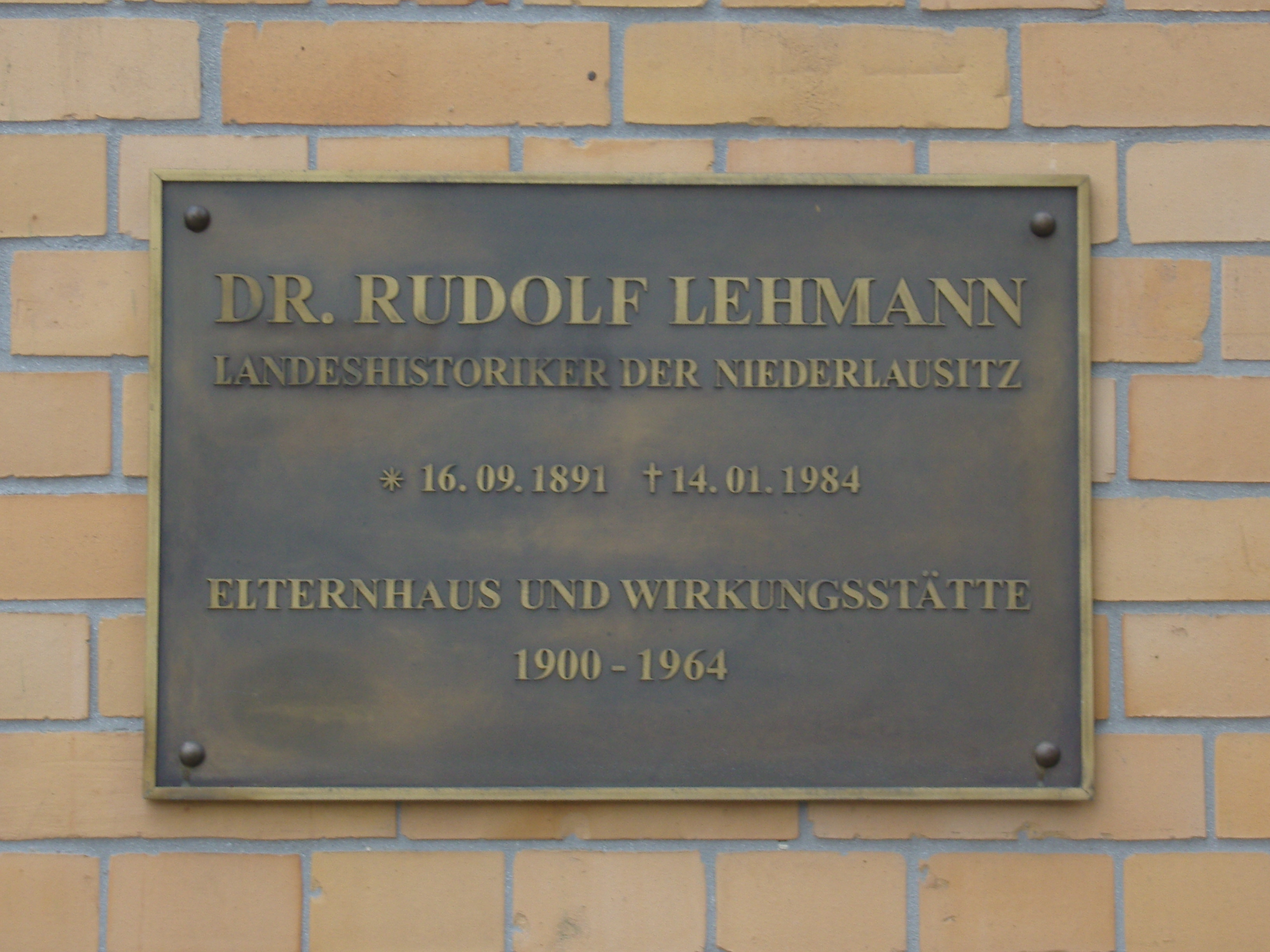
Gedenktafel für Rudolf Lehmann an seinem Wohnhaus

Der Heimathistoriker und Vorsitzende der Niederlausitzer Gesellschaft für Geschichte und Altertumskunde Rudolf Lehmann zog mit seiner Familie in die Senftenberger Bahnhofstraße. Lehmann verfasste zahlreiche Abhandlungen über die Geschichte der Niederlausitz. Der 1877 verstorbene Heimatdichter Friedrich Roch wohnte in der Ritterstraße in einem kleinen Fachwerkhäuschen, dem Dichterhäuschen, das in der Literatur ebenso als Lusthäuschen erwähnt wird. Der Künstler Ernst Sauer lebte viele Jahre in Senftenberg, noch heute zeugen Plastiken von seinem Schaffen in Senftenberg (z. B. Brunnenplastiken auf dem Neumarkt, Denkmal für die antifaschistischen Widerstandskämpfer im Schlosspark, Denkmal für die gefallenen sowjetischen Soldaten, Brunnenanlagen am Theater). Der Schriftsteller Erwin Strittmatter arbeitete nach dem Zweiten Weltkrieg als Zeitungsredakteur in Senftenberg.
Seit Gründung des Senftenberger Theaters 1946 als Theater der Bergarbeiter Senftenberg waren zahlreiche Schauspieler und Regisseure in Senftenberg tätig und erlernten hier zum Teil das Schauspiel. Dazu gehören Armin Mueller-Stahl, Annekathrin Bürger, Klaus-Dieter Klebsch, Erich Petraschk, Rolf Römer, Günter Schubert und Frank Castorf. Nach der politischen Wende und der Umwandlung des Theaters in das Einspartentheater Neue Bühne Senftenberg brachte es ebenso erfolgreiche Darsteller, wie Manfred Möck (Preisträger des Silbernen Bären 1989), Alexander Sternberg (Darsteller in der Sat.1-Telenovela- Verliebt in Berlin) und Julia-Maria Köhler (Darstellerin in der ProSieben-Serie Verrückt nach Clara) hervor. Der Komponist Harald Lorscheider war von 1992 bis 1993 Kapellmeister an der Neuen Bühne.
Der SC Aktivist Brieske-Senftenberg und später der FSV Glückauf Brieske-Senftenberg brachten Fußballnationalspieler wie Horst Franke und Heinz Lemanczyk sowie den DFB-Pokalsieger 1999 Sven Benken hervor.